# Alfonso I de Aragón
Alfonso I de Aragón (Hecho, c. 1073 – Poleñino, 7 de septiembre de 1134), llamado el Batallador, fue rey de Aragón y de Pamplona entre 1104 y 1134. Hijo de Sancho Ramírez (rey de Aragón y de Pamplona entre 1063 y 1094) y de Felicia de Roucy, ascendió al trono tras la muerte de su hermano Pedro I.
Destacó en la lucha contra los musulmanes y llegó a duplicar la extensión de los reinos de Aragón y Pamplona tras la conquista clave de Zaragoza. Temporalmente, y gracias a su matrimonio con Urraca I de León, gobernó sobre León, Castilla y Toledo y se hizo llamar entre 1109-1114 «emperador de León y rey de toda España» o «emperador de todas las Españas», hasta que la oposición nobiliaria, principalmente leonesa, forzó la anulación del matrimonio. Los ecos de sus victorias traspasaron fronteras; en la Crónica de San Juan de la Peña, del siglo XIV, podemos leer: «clamabanlo don Alfonso Batallador porque en Espayna no ovo tan buen cavallero que veynte nueve batallas vençió». Sus campañas lo llevaron hasta las ciudades meridionales de Córdoba, Granada y Valencia y a infligir a los musulmanes severas derrotas en Valtierra, Cutanda, Arnisol o Cullera.
Más allá de su éxito militar, la extensión de sus conquistas supuso una importante labor civil. Realizó durante su reinado un gran número de fundaciones, donaciones y concesiones con importantes efectos demográficos y económicos que influyeron en la historia del valle del Ebro en los siglos posteriores. Bajo su gobierno se otorgaron, expandieron y evolucionaron numerosos fueros claves para el posterior desarrollo legislativo aragonés y pamplonés, así como de diversas instituciones urbanas, sociales y económicas de estos territorios. Políticamente, compartiendo el gobierno de las tenencias más estratégicas con linajes de ricoshombres y señores más próximos, fue clave en el asentamiento y la vertebración de las estructuras de gobierno en el noreste de la península que llegará a superar en muchas ocasiones la barrera pirenaica dando entrada a varias familias europeas junto a las propias de notables aragonesas y pamplonesas. La restauración, fundación y consolidación de diócesis y centros monásticos fue igualmente esencial tanto cultural como espiritualmente para la estabilidad y ordenación del espacio septentrional peninsular, asegurando con la entrada de las órdenes militares hispánicas el tránsito por el Camino de Santiago como vía de entrada y expansión de nuevas ideas como las expresadas por el arte románico.
A su muerte, y en lo que es uno de los episodios más controvertidos de su vida, legó sus reinos a las órdenes militares, lo que no fue aceptado por la nobleza, que eligió a su hermano Ramiro II el Monje en Aragón y a García Ramírez el Restaurador en Pamplona, dividiendo así su reino.

## Infancia y juventud

### Crianza

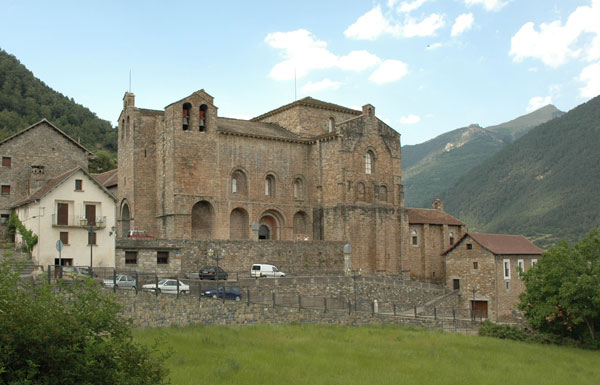
Monasterio de San Pedro de Siresa, en el Valle de Hecho, Provincia de Huesca, donde se educó el infante Alfonso Sánchez.

Alfonso fue hijo del rey de Aragón y Pamplona, Sancho Ramírez, y de Felicia de Roucy. A través de su padre Alfonso pertenecía a la dinastía Jimena, una casa pamplonesa de origen hispanorromano que había reemplazado a los Arista en el trono de Pamplona y se había expandido por casi todos los reinos cristianos de la península ibérica. Su madre pertenecía la casa de Montdidier, una familia del norte de Francia. La estancia de su abuelo materno Hilduino IV de Montdidier como embajador en Roma había llevado al matrimonio de sus padres, sellando una alianza que hizo que Alfonso tuviera relaciones familiares en el norte de Francia pese a que toda su vida transcurrió en el territorio de su familia paterna.
La tradición hace a Alfonso nacido en Hecho, si bien no consta explícitamente en las fuentes. Algunos autores lo suponen en cambio nacido en Biel, propiedad de su madre en la que esta solía residir cerca de la entonces capital, Jaca. Tampoco se conoce con exactitud su fecha de nacimiento, suponiendo los historiadores que debería ser aproximadamente 1073 dado que las crónicas le atribuyen 61 años al fallecer en 1134.
Sí que consta que pasó sus primeros años en el monasterio de Siresa, (Valle de Hecho, en los Pirineos oscenses), bajo la tutela de su tía Sancha Ramírez. Las leyendas populares inciden en esa crianza chesa, afirmando la tradición que sus monteros y escolta personal eran reclutados entre paisanos del valle desde que le salvaron en una cacería de joven. Algunos autores han interpretado que dicha escolta formaba parte del servicio debido por el monasterio como vasallos del rey. Alfonso mostró siempre cercanía al monasterio, que vivió un auge durante su reinado incluyendo donaciones de Alfonso en vida y en su testamento. Un abad de Siresa consta como capellán real durante el reinado de Alfonso y se ha propuesto en debates académicos que varios de los abades de Siresa podrían ser identificados con personajes de la cancillería y curia de Alfonso. Más debatido es el impacto estilístico que el monasterio tuvo en la arquitectura promovida por Alfonso, pues si bien algunos historiadores del arte han propuesto que el monasterio románico puede haber estado en construcción durante su infancia y haber sido acabado durante el reinado de Alfonso, la cronología exacta es motivo de debate.
El eitán de Alfonso fue Lope Garcés «Peregrino», que se mantendría durante todo su reinado en su círculo de confianza. Siendo el tercer hijo del rey y lejano en la línea sucesoria, se formó en «letras» y arte militar para ser un señor feudal durante el futuro gobierno de su hermano Pedro. En su posterior reinado ha sido considerado sobrio y políticamente hábil, familiarizado con los deberes esperados de un buen gobernante de su periodo. Galindo de Arbós, del monasterio de San Salvador del Pueyo ya en el vecino valle del Aragón, consta como maestro del infante Alfonso. Más mayor parece que fue su maestro Esteban, canónigo de Jaca y futuro obispo de Huesca y Zaragoza, que también sería otro de sus hombres de confianza a lo largo de su vida.

### Infantazgo
Siendo aún infante, Alfonso Sánchez (como consta en diferentes documentos) adquirió experiencia en las tareas de gobierno como tenente de Biel y Bailo, plazas cercanas a la frontera con los musulmanes. El territorio había sido concedido por su padre a su madre Felicia como dote y posteriormente había sido tenencia del hijo mayor de ambos y hermano de Alfonso, Fernando. Alfonso probablemente adquiriera el territorio tras la muerte de este en 1086.
El alcance de la honor de Alfonso incluía parte de los impuestos reales en dichas localidades pero también la posesión de aldeas con sus siervos como Abao, Robusta, Lobera, Farianás, Paternoy, Rompesacos o Artaso. Alfonso estaba destinado a ser uno de los grandes barones del futuro reino de su hermano y la tenencia que heredaba incluía asimismo la propiedad de Ardanés, en el valle de Hecho en el que se había criado, y el puente sobre el Aragón que conectaba con la capital. Es de destacar que Ardanés, Artaso y Bailo se encontraban en un área regada por el Aragón Subordán, el Aragón y el Veral, donde se había desarrollado un rico cultivo de la vid en el periodo. Alfonso recibió además casas y baños en la capital, Jaca, y más casas y propiedades en Uncastillo, otra de las principales plazas del reino. 
Sancho Ramírez aumentó la dotación para su hijo con más casas en Ipiés.
Se trataba de una zona de frontera defendida gracias al castillo de Biel al sur, algo que marcaría el carácter de Alfonso y lo pondría ya en contacto con nobles como los hermanos Castán y Pere Petit que gobernaban el vecino castillo de Loarre. Así, el consejo y séquito de Alfonso ha sido calificado de monacal y castrense especialmente en comparación con los cargos palaciegos que acompañaban a sus predecesores. Biel era notablemente una localidad con una alta concentración de infanzones y uno de los focos de expansión del reino hacia el sur. Varios personajes luego vinculados a la corte real de Alfonso como el abad García de Siresa o el noble Fortún Garcés trazan sus orígenes a Biel. 
Reinando su padre Sancho Ramírez, Alfonso conoció las campañas militares de este, siendo demasiado joven para participar. Un avance significativo fue la toma de Luna, en 1092-1093 que permitió a caballeros del entorno de Biel como el merino Banzo Azones expandirse a costa de los musulmanes bajo la protección de Sancho Ramírez y luego de Alfonso. No sólo los caballeros de la localidad se beneficiaban de la conquista sino que la iglesia de San Martín de Biel se lucraba con las parias cobradas a los musulmanes de Tauste y promovió la colonización de El Frago en la frontera. Los documentos muestran que Alfonso fue también el tenente de los castillos clave de Luna y Obano.
Sancho Ramírez fue sucedido tras morir en 1094 durante un sitio a Huesca por su primogénito Pedro Sánchez. Alfonso sí participó personalmente en las campañas de su hermano como la toma de Huesca en 1096, donde se le cita comandando la vanguardia en la batalla de Alcoraz. Las conquistas cristianas bajo su hermano Pedro enriquecieron a la aristocracia militar aragonesa, incluyendo a Alfonso, que aparece entonces también como tenente del castillo-palacio de Ballariés así como dueño de propiedades en localidades como Bandaliés o Alquézar. La documentación sobre estas propiedades muestra significativamente su integración en las redes nobiliarias de otros barones del reino, como Fortún Garcés de Biel.
El infante Alfonso Sánchez participó también en la expedición de ayuda al Cid en tierras valencianas contra los almorávides que venció al ejército de Yúsuf ibn Tasufín en 1097 en la batalla de Bairén. La campaña del Cid sería una gran influencia en las ideas estratégicas de Alfonso, al mostrar la debilidad musulmana y el potencial militar de un grupo de hombres decididos, incluso aunque no proviniera de la élite feudal. El éxito de la primera cruzada (1095-1099) fue también una importante influencia en el joven Alfonso, con parientes y conocidos suyos participando o aspirando a hacerlo, fuera en Tierra Santa o en la Reconquista.
Pese a que inicialmente el infante Alfonso Sánchez no estaba destinado a reinar, una serie de hechos despejaron su camino al trono. Antes de la muerte de su padre Sancho Ramírez había muerto su segundo hijo, Fernando, lo que lo dejaba a Alfonso Sánchez segundo en el orden de sucesión.  Pedro I se quedó a su vez sin herederos en los siguientes años pues perdió a sus dos hijos Inés (1103) y Pedro (1104), haciendo a Alfonso heredero aparente antes de morir él mismo en otra expedición militar en 1104.

## Inicios del reinado

### El reino de Aragón, Sobrarbe, Ribagorza y Pamplona

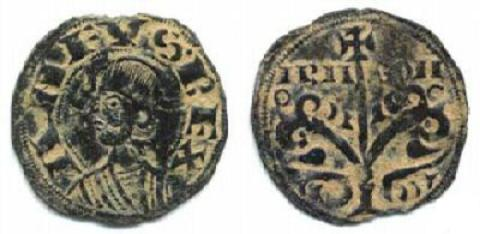
Dinero jaqués acuñado por Alfonso I de Aragón siguiendo la tradición de su hermano y su padre con el árbol de Sobrarbe. Anverso: busto del rey, Leyenda. ANFUS-REX-ARA-GON.

Alfonso I gobernó como rey de Aragón, Sobrarbe, Ribagorza y Pamplona. El reino de Aragón era un antiguo condado concedido como reino a su abuelo Ramiro I durante la división del reino de su bisabuelo Sancho el Mayor. Sobrarbe y Ribagorza eran otros dos antiguos condados igualmente elevados a reino para otra rama familiar que habían sido pronto unificados con Aragón por Ramiro I. Pamplona era el tronco dinástico principal, que había sido también reunificado con Aragón tras la muerte de Sancho IV el de Peñalén en tiempos del padre de Alfonso. 
El reino había comenzado, tras los esfuerzos de su abuelo Ramiro, su padre Sancho y su hermano Pedro, a desarrollar una primitiva estructura estatal. Estos habían promovido dos obispados ligados a la curia romana, vínculos importantes para justificar la elevación del estatus de condados a reino: el de Aragón, que tras la conquista de Huesca se había establecido en la nueva capital y estaba desde 1099 en manos del antiguo tutor de Alfonso, Esteban y el de Roda en la antigua parte oriental de Ribagorza. A ellos se sumaba el más antiguo obispado de Pamplona en la parte occidental. Los límites entre los obispados no estaban muy bien definidos, con Huesca y Roda disputándose las zonas recientemente reconquistadas como Barbastro. A lo largo de los conflictos diocesanos Alfonso el Batallador mostró una mayor cercanía personal a su antiguo maestro, con el que compartía un carácter militante y enérgico, que con Ramón de Roda, originario de allende los Pirineos y con reputación de santo. Los límites de la diócesis pamplonesa con la diócesis aragonesa de Esteban fueron también motivo de controversia pues la ribera del río Onsella había sido disputada por ambos reinos antes de su unificación. En Pamplona, el obispo Pedro de Roda era sin embargo otro importante consejero en quien Alfonso confió hasta su fallecimiento.
La mayoría del territorio estaba en manos regias, con un sistema de tenencias y honores donde a cambio de su servicio militar el rey compartía los ingresos seculares de las localidades con gobernadores locales no hereditarios, muchas veces parientes del propio Alfonso. Entre las tenencias de los grandes magnates se pueden mencionar los dominios de Berta de Aragón, viuda de su hermano que mantenía como reina viuda el llamado reino de los Mallos en la zona de Riglos, y los de su tío Sancho Ramírez, que disfrutaba de diversos señoríos como Aibar, Atarés y Javierrelatre y otras tenencias por concesión real. Su hijo García Sánchez fue designado por Alfonso como su sucesor en la tenencia de Biel. El primo segundo de Alfonso I, Ramiro Sánchez de Pamplona, ocupaba también un papel importante en la corte. 
Cercanos a la familia real habían estado siempre los descendientes del magnate Sancho Galíndez. En el momento del ascenso al trono de Alfonso constan Galindo Sánchez y  su hijo Íñigo Galíndez como tenentes de la estratégica plaza de Sos a la cabeza de la Valdonsella, desde donde se habían extendido a costa de los musulmanes por Castiliscar hasta controlar Funes y Arguedas, además de poseer Abiego y Peralta de Alcofea en el Somontano.
En general, las poblaciones del reino estaban regidas por los fueros de Sobrarbe y de infanzones, buscando atraer y fijar la población militarmente apta que se necesitaba para defender el reino. El alcance del poder de los grandes señores y la extensión real de los pequeños propietarios ha sido fuente de debate académico, si bien parece que baja y alta nobleza habían estado relativamente equilibrados en los reinados predecesores a Alfonso.  No era inusual que miembros de la pequeña nobleza que destacaban en la lucha con los musulmanes recibieran ascensos sociales mediante tenencias. Así, las crónicas registran como tenentes en algunas localidades a antiguos compañeros de batalla de Alfonso, especialmente una vez que el hasta ahora infante comienza a reinar. Varios, como Fortún Garcés de Biel (tenente en Usón, Novales, Argavieso y Pueyo), Ortí Ortiz (tenente en Nocito, Piracés, Santa Eulalia y Labata), Lope Fortuñones y su familia (Albero), o Lope Garcés (Ayerbe, Vicién, Puivicién) estaban formando una nueva aristocracia militar en la ciudad de Huesca. Otros como Castán junto a su hermano Pere Petit (Loarre), Barbatuerta (Azara, Castillazuelo), su hermano Blasco Fortuñones (Azlor) y su primo Jimeno Sánchez (Biescas, Senegüé), Juan Galíndez (Secorún, Naya, Labata) o los hermanos Galindo, Sancho y Fortún Juanes (Monclús, Alquézar) empezaban a formar grupos con una base de poder territorial. Esta pequeña nobleza había combatido junto al ahora rey en Alcoraz y Bairén y fueron fieles apoyos en su reinado conformando una clase social bien integrada con la de los grandes señores.
Pese a que los lazos romanos habían supuesto la introducción de la reforma gregoriana, que desarrollaba a los monasterios como señores feudales en sí mismos, Alfonso mantuvo al igual que sus predecesores una estrecha relación (similar a las iglesias propias) con las capillas reales, monasterios e iglesias que sus ancestros habían fundado para garantizar la población y cristianización del territorio. San Juan de la Peña y Santa María de Santa Cruz de la Serós funcionaban como monasterios familiares masculino y femenino de la casa real. San Juan de la Peña estaba en proceso de absorber monasteriolos vecinos como Santa María de Fuenfría o San Esteban de Orastre. San Pedro de Siresa y el monasterio de Montearagón eran también importantes centros de poder desarrollados por el padre de Alfonso en Aragón, que igualmente estaban consolidando otras fundaciones previas como San Andrés de Fanlo. Sancho Ramírez también había desarrollado al este en la diócesis de Roda los monasterios de San Victorián (Sobrarbe) y Santa María de Alaón (Ribagorza), que también estaban concentrando otros monasterios menores como Obarra. Otras fundaciones religiosas más pequeñas sobrevivían gracias a vínculos transpirenaicos: la abadía bordelesa de la Selva Mayor contaba con un priorato en el reino, centrado en Ruesta mientras que el tolosano monasterio de San Ponce de Tomeres, en el que era monje su hermano Ramiro, tenía otro priorato en Santa Cilia de Panzano y la iglesia de San Pedro el Viejo.
Fuera de este régimen feudal general se encontraba la ciudad de Jaca, al que el padre de Alfonso había dado fuero propio para atraer población de más allá de los Pirineos e incentivar el comercio a través del Camino de Santiago. El fuero de Jaca y el urbanismo alrededor de un eje de la ciudad serían el modelo que Alfonso replicaría en sus fundaciones del Camino de Santiago durante su reinado. Además del impacto económico, el fuero de Jaca seguía la evolución militar del periodo imponiendo un servicio militar a la ciudad que permitía una proyección de poder clave para el reino. El éxito de esta iniciativa llevó a Sancho Ramírez a ampliar dicho régimen foral a Sangüesa, Estella, Arguedas y Tafalla y a Pedro I a hacer lo mismo con Huesca, Barbastro, Caparroso y Santacara. Alfonso continuó con la política de su padre y su hermano durante todo su reinado, extendiendo estos fueros por su reino.
Existían funcionarios reales, llamados merinos, que se encargaban de recabar la porción real de los impuestos y otras prerrogativas regias en las tenencias. Constan algunos en la documentación de Alfonso I desde el comienzo de su reinado como García Riculfo, Banzo Fortuñones y Gervasio (merinos de Jaca), García Iohannes (merino en Funes), Cipriano y David (merinos en Huesca), Banzo Azones, Banzo Fortuñones y posteriormente Galinz (ligados al área de Luna, Uncastillo y Sos), o Bita Lop (probablemente del entorno de San Juan de la Peña). La justicia, responsabilidad regia, era delegada en justicias del rey designados entre los seniores del reino como fue el caso de Pedro Jiménez y Sancho Fortuñones. A los justicias se sumaban los alcaldes, figuras locales con varias funciones legales, y los sayones. Merinos y justicias eran complementados por un zalmedina, antiguo cargo musulmán mantenido como cabeza de la administración urbana en Huesca. Como alférez del rey y delegado de Alfonso en temas militares aparece mencionado en el comienzo de su reinado García Jiménez. Para tema documentales constan desde comienzos de su reinado varios scriptores en una protocancillería real, apareciendo más adelante durante su reinado la primera mención a un canciller. En cabeza de esta administración real se encontraba el mayordomo del rey, cargo que inicialmente recayó en Fortún Garcés de Biel, uno de los más destacados miembros de la aristocracia oscense y hombre de confianza de Alfonso.

### Demografía del reino
El núcleo originario del reino de Alfonso abarcaba una población dispersa a lo largo de valles pirenaicos, en la que la mayoría de la población practicaba una economía de subsistencia en las escasas parcelas aptas para la agricultura. Con el óptimo climático medieval, sin embargo, la población había ido en aumento. 
Con las recientes conquistas de áreas a menor altitud y el abandono de las almunias musulmanas en estas zonas, historiadores como Laliena Corbera observan en el periodo la concentración de población cristiana en localidades de nueva población en el Somontano como Angüés, Antillón, Casbas, Berbegal, Fañanás o Lecina. Estas asentaban a pobladores cristianos del núcleo pirenaico e inmigrantes francos pero también incluían mozárabes de las propias zonas conquistadas. Se conoce así la existencia de un número significativo en la ciudad de Huesca, el papel de la población cristiana local en las tomas de Alquézar, Bolea, Puibolea, Muñones y Lumbierre, un intento de estos de entregar Tamarite y su presencia en múltiples localidades recientemente conquistadas en la frontera sur ribagorzana como Juseu y Aguinaliu. Los predecesores de Alfonso habían incorporado a estos mozárabes en su administración y Alfonso mantuvo durante su reinado una política favorable a estos, cuyo apoyo buscó para sus campañas.
Existía también una minoría musulmana en su reino tras las conquistas de sus predecesores, si bien su dimensión es fuente de debate académico. Aunque son conocidas algunas comunidades, la incompletitud de datos y la complejidad de interpretar los restos materiales han generado diferentes hipótesis sobre el reemplazo o transformación de estas comunidades en los siglos XI-XII. Los casos estudiados muestran la presencia de mudéjares ya a comienzos del reinado de Alfonso en Naval, los antiguos husun islámicos de Gabarda, Antillón, Piracés y Lizana; la ciudad y huerta de Huesca; Bolea, Lierta, Plasencia y Puibolea o la sierra de Lucientes.
Con la conquista de Huesca también se había incorporado al reino una minoría judía en Huesca, donde tenían un relevante papel económico y cultural. Significativamente era judío el médico y astrónomo de Alfonso I, Moisés Sefardí. Se he propuesto asimismo que Abraham Bar Hiyya fue empleado en la corte de Alfonso I, antes de trasladarse a Barcelona. Constan igualmente judíos entre los artesanos, propietarios y financieros de la capital de Alfonso. El desarrollo comercial jacobeo en la ciudad de Jaca y áreas circundantes y la conquista de Barbastro habían supuesto otras comunidades judías en el reino de Alfonso. Durante las conquistas de Alfonso se extendieron estas comunidades a lo largo de su reino, siendo claves para el desarrollo del comercio.

### Economía del reino
El núcleo pirenaico tradicional practicaba una economía agraria. El principal cultivo era cereal, típicamente trigo en las zonas de menos elevación y ordio en las zonas más de montaña. Esto era complementado por verduras, legumbres y frutas obtenidas en huertos en las parcelas de mayor valor agrícola. Esta pequeña fracción de terreno de alto valor añadido se solía encontrar bajo gran protección legal por su elevada importancia para el reino. Se cultivaban igualmente vides, si bien con escasa productividad por las condiciones de montaña. El periodo cálido medieval había supuesto sin embargo la viabilidad de la vid desde el siglo pasado en zonas más al norte del rango tradicional, convirtiéndose en un cultivo asociado a los monasterios que eran el epicentro del consumo de vino.  Otro cultivo de relevancia en el periodo era el lino, usado para tejidos mientras que el algodón era un tejido importado desde territorios musulmanes. 
En los valles pirenaicos se practicaba igualmente la ganadería, principalmente ovina, y actividades artesanales relacionadas que permitían la obtención local de lana, carne, leche y derivados lácteos, cuero y pergamino. La cabaña ovina era habitualmente una gran parte del patrimonio de la nobleza que encabezaba Alfonso y su consumo era parte de las tradiciones sociales de la élite de la que él mismo provenía. Por ello, los derechos de herbazgo y pasto de estos rebaños durante su trashumancia eran otro importante tema en los documentos legales del reino. Caza, pesca, oficios artesanales y actividades forestales complementaban esa economía tradicional. Esta economía era habitualmente de autoabastecimiento y subsistencia con indicios de que el Pirineo era deficitario en productos como el pescado. Así, solo en monasterios y en las residencias de la alta nobleza había, gracias al acceso a productos importados, la posibilidad de mantener un consumo estable de ciertos bienes.
Las conquistas a los musulmanes habían abierto a los cristianos terrenos a menor altitud y con mayor productividad. Manteniéndose sistemas de riego islámicos en áreas como Huesca, Monzón o Barbastro, se estaban así roturando superficies de cultivo para grano y plantándose viñedos como cultivo comercial. Singularmente los viñedos eran a menudo una de las principales inversiones del periodo y una fuente de riqueza. Las grandes explotaciones arrebatadas a la anterior élite musulmana habían permitido a Pedro I y permitieron posteriormente a Alfonso I dotar iglesias, monasterios y nuevas fundaciones. Todo ello estaba iniciando un proceso de especialización económica en el núcleo pirenaico original que hasta entonces había estado más orientado a la autosuficiencia en pequeñas comunidades. Pese a estos éxitos, Lema Pueyo y Ubieto Arteta ven indicios de que en el momento del ascenso al trono de Alfonso I su reino se encontraba en medio de un periodo de malas cosechas y ciertas carestías.
La nueva capital de Huesca actuaba como mercado y nexo comercial entre esta nueva zona agrícola y la tradicional economía montañesa de los Pirineos, siendo la lezda y los tributos de la ciudad uno de los principales ingresos con los que contó Alfonso para sufragar sus políticas. La ciudad era igualmente sede de un núcleo relevante de artesanos (especialmente zapateros, tejedores, tintoreros y otras profesiones relacionadas con los sectores del cuero y los textiles). Era igualmente el foco de productos de lujo para la corte de Alfonso, con un orfebre.
El peaje a las mercancías que atravesaban el puerto de Somport desde Francia con destino a los reinos hispanos fue otra de las grandes fuentes de ingresos de Alfonso. Con el fin de preservar y desarrollar este Camino de Santiago, Alfonso mantuvo un mecenazgo durante su reinado de las fundaciones que sus predecesores habían hecho para la protección de peregrinos, como el Hospital de Santa Cristina de Somport o el hospital que la abadía de la Selva Mayor había establecido en Ruesta. Jaca, singularmente, había desarrollado otro núcleo importante de artesanos dedicado a atender las necesidades de peregrinos y mercaderes que atravesaban la ruta. Además de en Jaca, se celebraban mercados y se cobraban peajes en Pamplona y Estella (recientemente refundada con tal fin). El control de una ruta propia a Francia era así otro elemento geoestratégico de la política aragonesa, aliviando su por otro lado menor población en comparación a León o los almorávides.
Además de las conquistas y el comercio en la ruta jacobea, el pago de parias o tributos por los musulmanes al sur también habían traído prosperidad al pequeño reino que heredaba Alfonso, algo que se esforzó en conservar para mantener los medios para sus campañas. Gracias a este desarrollo comercial y al acceso que le daba a metales preciosos, el reino de Aragón había comenzado recientemente a acuñar moneda propia durante el reinado de su hermano. En la documentación de Alfonso aparecen ocasionalmente menciones a un maestro de la moneda en su corte, Randulfo. Consta a principios de su reinado una ceca en Jaca, con indicios de que podría haber otros focos de acuñación en Ribagorza y Pamplona. También aparecen en documentos del reinado de Alfonso menciones a actividades financieras ligadas al comercio.
El reino de Alfonso además había logrado recientemente asegurar recursos estratégicos como el control de fuentes de sal propias (Naval, Calasanz, Peralta de la Sal, Salinas de Jaca, Salinas de Pamplona). Particularmente importante eran las salinas de Naval, que su hermano Pedro había respetado a la población musulmana rendida pacíficamente a cambio de un quinto real. Durante el reinado de Alfonso hay constancia de un merino para la localidad y salinas. También era reciente la obtención de minas propias para producir localmente hierro.

### Frontera oriental
Por el este el reino no tenía una frontera clara con otros condados surgidos de la Marca Hispánica, si bien los registros documentales atestiguan que entre 1108 y la muerte de Alfonso en 1134, el Batallador era «rey en Pallás y Arán». Esto parece ser resultado de la reciente descomposición del condado de Pallars en los condados de Pallars Jussá y Pallars Sobirá y la estrecha relación desarrollada con el primero bajo el reinado de su hermano Pedro I de Aragón. La presión de los más fuertes gobernantes de Aragón y Urgel y las luchas entre primos pusieron habitualmente a los pequeños condados bajo protección de sus respectivos vecinos. Pallars Jussá parece haber caído bajo la zona de influencia de Aragón y Pallars Sobirá bajo la de Urgel. A cambio, Pedro I y Alfonso I tras su hermano, respetaron las propiedades hereditarias que los condes de Pallars tenían en Ribagorza desde antes de que fuera unificado con Aragón y les premiaron con nuevas tenencias como Fantova o Benasque.
Un reducido número de linajes ribagorzanos acumulaba en efecto el poder en Ribagorza y mostraba su disposición a enfrentarse al poder real de intentar coartar este su autonomía. Además de los condes de Pallars cabe destacar a los Enteza, los Erill, los Benavent o los Gauzpert. Pedro Mir de Entenza era el tenente en Benabarre mientras que Ramón Pedro de Erill, de origen pallarés, se había hecho con propiedades en Barbastro y feudos del obispo de Roda por su participación en la reconquista además de donaciones reales como Zaidín o Estada. Berenguer Gombaldo de Benavent, originario del valle de Lierp, detentaba las tenencias de Castro y Capella en la cuenca baja del río Ésera. Pedro Gauzpert aparece como tenente en Azanuy. Otros importantes magnates integrados en dichas redes fueron Íñigo Sánchez, tenente de Calasanz y Albalate; Ramón Amat, tenente de Chía y Perarrúa, y Calvet, tenente de Torreciudad, Olsón y Abizanda. 
El abuelo, padre y hermano de Alfonso habían dedicado importantes esfuerzos a desarrollar monasterios y la sede episcopal de Roda como focos para tener a esta nobleza integrada. Particularmente San Victorián fue un foco de atracción para la nobleza del oriente del reino más integrada en la monarquía aragonesa como los Bardají y había recibido de la corona la ciudad de Graus y el priorato de Obarra. Roda era en cambio el centro focal de la nobleza ribagorzana más periférica. El Batallador viró esa política apoyándose en cambio en las concesiones que podía hacer a estos nobles a cambio de su participación militar como mecanismo para recompensar lealtades o marginar a señores poco cooperativos. Alfonso logró con ello mantener el apoyo de la nobleza ribagorzana durante todo su reinado. Significativamente, no consta ningún merino en Ribagorza como representante de la administración real hasta después de la muerte de Alfonso.
Asimismo, la histórica alianza aragoneso-urgelitana había puesto en ocasiones a urgelitanos como tenentes en Aragón (Barbastro bajo Armengol III de Urgel) en paralelo a una compleja política matrimonial que puso al leonés y aliado de Alfonso, Pedro Ansúrez, en la regencia de Urgel hasta c. 1117, haciendo esa frontera aun más difusa. Un sector minoritario de la nobleza ribagorzana tenía lazos con el condado de Urgel. Pese a ello, Alfonso nunca se tituló rey más allá de Pallars. Una equilibrada política exterior con lazos con Aragón pero también con sus rivales (reino de León y condado de Barcelona) permitieron a Urgel mantener un estatus independiente hasta 1208. Más al este se hallaba el condado de Barcelona, una potencia rival en auge regida por Ramón Berenguer III que había integrado otros condados catalanes y lograría posteriormente una unión dinástica con el condado de Provenza. Los proyectos de Ramón Berenguer de expansión hacia el sur y el oeste suponían la amenaza de una carrera para tomar plazas clave a los musulmanes.

### Frontera con los musulmanes
Al sur, el reino que heredaba tenía un historial de guerras contra los musulmanes. Si bien Pedro I había tomado en 1096 la principal ciudad del Pirineo, Huesca, tras vencer en la batalla de Alcoraz y había logrado conquistar en 1100 Barbastro, Sariñena y Bolea, había fracasado en el asedio de Tamarite de Litera de 1104 y veía amenazadas esas recientes conquistas. Probablemente con la muerte de Pedro I se perdieran las zonas no consolidadas en la frontera suroriental como Alcolea de Cinca, Ontiñena, Sariñena o Zaidín, que pese a haber sido tomadas por su hermano aparecen luego como conquistadas de nuevo por Alfonso.
Alfonso había participado como señor bajo el mando de su hermano en estas guerras y estaba familiarizado con la situación. Había problemas para encarar el asedio de ciudades fortificadas dada la nula experiencia en maquinaria de asedio, por lo que se recurría a una guerra de desgaste en campo abierto hasta que las plazas fortificadas aceptaban una rendición negociada. También se notaba la falta de apoyos internacionales al margen del tradicional respaldo del Condado de Urgel y de los condados bearneses y gascones. Su padre, Sancho Ramírez había estratégicamente elegido sus matrimonios (con Isabel de Urgel primero y con Felicia de Roucy, madre de Alfonso, después) para preservar dichas alianza. La prima de Alfonso, Talesa de Aragón, había casado con Gastón de Bearn en 1085 para garantizar el apoyo del poderoso vecino norteño, que sería clave en el reinado de Alfonso. También había sido clave en esas campañas la contribución económica de los monasterios del sur de Francia como la Selva Mayor, San Ponce de Tomeras, Santa Fe de Conques, San Sernín o San Gil de Provenza, que habían sido recompensados en las conquistas previas. Alfonso continuó esa política durante su reinado, aumentendo sus posesiones con nuevas donaciones a cambio de un continuado apoyo.
El saliente oriental de su reino tras las conquistas de su hermano incluía las localidades de Barbastro, Graus y Alquézar y tenía al sur el regnum de Monzón como frontera con la plaza musulmana de Lérida. Este era una de las tenencias claves del reino, dada su condición de frontera en disputa con los musulmanes al sureste y solía estar en manos de algún miembro de la familia real. Había sido de su hermano Pedro cuando aún era infante y posteriormente de su tío Sancho Ramírez hasta que este marchó a peregrinar a tierra santa. Alfonso pronto designó a Ramiro Sánchez de Pamplona como su tenente en Monzón. Alrededor de Monzón, el ascenso al trono de Alfonso también trajo cambios en Buil y Pomar, que el nuevo rey confió a Tizón. En la retaguardia de esa frontera el fuero de Barbastro garantizaba el apoyo militar de una milicia urbana y Alfonso pronto puso a Calvet, veterano de las campañas de su padre y hermano, como su tenente en la ciudad. En Alquézar, la iglesia de Santa María formaba parte de la estructura real para garantizar fuerzas militares. La ciudad de Graus, pese a su dependencia del monasterio de San Victorián, debía igualmente servicio militar a Alfonso. El flanco occidental de ese saliente se situaba al norte de los Monegros, con una serie de tenencias que incluían Tramaced, Piracés, Albero Alto y Montearagón como guarniciones cristianas hasta Huesca, con el monasterio de Montearagón siendo una pieza clave de las fuerzas cristianas desde el reinado de su hermano Pedro.
Huesca estaba en manos de Alfonso, aunque el valle medio del Gállego seguía en manos musulmanas lo que convertía en importantes las fortalezas aragonesas de Bolea, Loarre, Ayerbe y Agüero. La sierra de Luna formaba otra estribación con tenencias cristianas hasta la zona pamplonesa de sus dominios con numerosas torres y pequeñas fortificaciones. Al sur de esa sierra había varios castillos vecinos a Zaragoza que construidos por Sancho Ramírez y Pedro I como Juslibol, Miranda y Alfocea (construidos en 1101 por Pedro I) o la fortaleza-palacio de El Castellar (de 1091, construida por Sancho Ramírez). Las posiciones avanzadas eran claves en la extracción de parias de las comunidades musulmanas en la frontera y, especialmente al amenazar el suministro de sal a Zaragoza, del resto de la taifa y una de las bases de la economía del reino.
La frontera con los musulmanes terminaba al oeste pasando por los castillos de Pueyo de Sancho, Santacara, Caparroso, Arguedas, Milagro y Azagra, frente a los que se encontraban posiciones musulmanas como Valtierra, Cadreita y Murillo de las Limas como perímetro de Tudela. Como en la frontera oriental, localidades como Caparroso, Arguedas o Santacara habían recibido fueros que garantizaban una fuerza localmente disponible para responder a amenazas musulmanas, si bien exentas de servir en campañas duraderas. Las capillas reales de Ujué y Funes parecen haber tenido un papel similar. Las tropas locales eran claves para complementar la hueste real reclutada desde el corazón del reino, potencialmente suponiendo hasta la mitad de las fuerzas en campaña.

### Frontera occidental

Reparto del Reino de Pamplona tras la muerte de Sancho IV el de Peñalén en 1076
Zona ocupada por Alfonso VI de León, también rey de Castilla
Zona ocupada por Sancho Ramírez de Aragón, padre de Alfonso el Batallador
Condado de Navarra, tenido por el monarca aragonés en homenaje al leonés.

Al oeste, el reino del Batallador incluía un reino de Pamplona que había perdido los territorios actualmente conocidos como La Rioja, Álava, Vizcaya y la parte occidental de Guipúzcoa en favor del Reino de León. Aunque antiguamente estos territorios habían estado vinculados al reino de Pamplona, la pujanza de León había hecho retroceder la influencia navarra en la zona. Alfonso VI había logrado reintegrar Castilla en 1072 y tras haber conquistado la taifa de Toledo se había convertido en la principal potencia peninsular justo al oeste de las posesiones que heredaba su tocayo el Batallador. Notablemente León había mostrado interés en una conquista de Zaragoza que dejaría el reino del Batallador bloqueado o en explotar el cobro de tributos a la taifa a cambio de protegerla contra Aragón.
El territorio que Alfonso I heredaba en la zona quedaba reducido al territorio nuclear de la actual Navarra, concedida como condado de Navarra bajo homenaje al monarca leonés. Incluía Pamplona, que había dado nombre históricamente al reino y era sede episcopal bajo Pedro de Roda, fiel partidario del padre de Alfonso y posteriormente del propio Alfonso. Otras importantes ciudades que heredaba Alfonso en la zona eran Monjardín, Tafalla, Artajona y Estella. Al haber perdido Nájera, importante ciudad del reino y lugar del monasterio de Santa María la Real de Nájera, los monasterios de Leyre, San Miguel e Irache habían pasado a ser las otras grandes iglesias en Navarra. 
Jimeno Garcés, cabeza de una familia de la alta aristocracia de Pamplona, también había respaldado a Sancho Ramírez como rey de Pamplona. A la llegada de Alfonso I al trono, constan numerosos miembros de esa familia entre las tenencias del reino, como Jimeno Garcés y su hijo García Jiménez (Güesa, Lumbier, Artieda), que habían destacado en las campañas de los predecesores de Alfonso. De entre los descendientes de los hermanos de Jimeno cabe mencionar a Lope Íñiguez (Navascués, Aoiz)  y a Lope López de Liédena, tenente en Ruesta y Roncal en el corazón del reino y de los importantes castillos en la fronte de Uncastillo, Pola y El Castellar. García López, tenente de Estella y Echávarri, probablemente estuviera vinculado por matrimonio a esta familia.
Los hermanos Aznar y Sancho Jiménez de Oteiza (originarios de Oteiza), así como Jimeno Fortuñones de Lehet, tenente en Huarte, Peralta y Punicastro, aparecen igualmente entre los barones de la corte de Alfonso I. Otros magnates navarros como Sancho Sánchez, tenente de Erro, habían mostrado en cambio lealtades mixtas entre León y Aragón, aunque Sancho Ramírez pudo reprimir sus revueltas y fueron aún vasallos relevantes de Alfonso I. En el momento del ascenso al trono de Alfonso, Sancho Sánchez seguía siendo el tenente en buena parte de este territorio como conde de Navarra. 
Este reino pamplonés que heredaba Alfonso incluía una salida al mar por Guipúzcoa dado que hay documentos de su hermano Pedro relativos al monasterio de Leire y San Sebastián y era señor al noreste sobre los dominios de Íñigo Vela, tenente de Baztán, Echauri, La Borunda y Hernani. Estudiosos del reinado de Alfonso I como Lema Pueyo sugieren que el valle del Urumea y el curso bajo del Oria serían la zona de influencia de la tenencia de Hernani.
Más al oeste estaban los señoríos castellanos de García Ordóñez (Condado de Nájera y tenencias de Grañón y Calahorra), Íñigo Jiménez (Señorío de los Cameros y Viguera), Diego López de Haro (Señorío de Vizcaya, así como Guipúzcoa occidental, Haro y otras tenencias en Álava y Rioja) y Gómez González (conde de La Bureba) que ocuparían luego papeles destacados en el reinado de Alfonso como vasallos o enemigos. Varios de ellos tenían un origen familiar en el reino de Pamplona y al igual que Sancho Sánchez mostraron lealtades oscilantes.

### Primeros actos de reinado y la campaña de Ejea

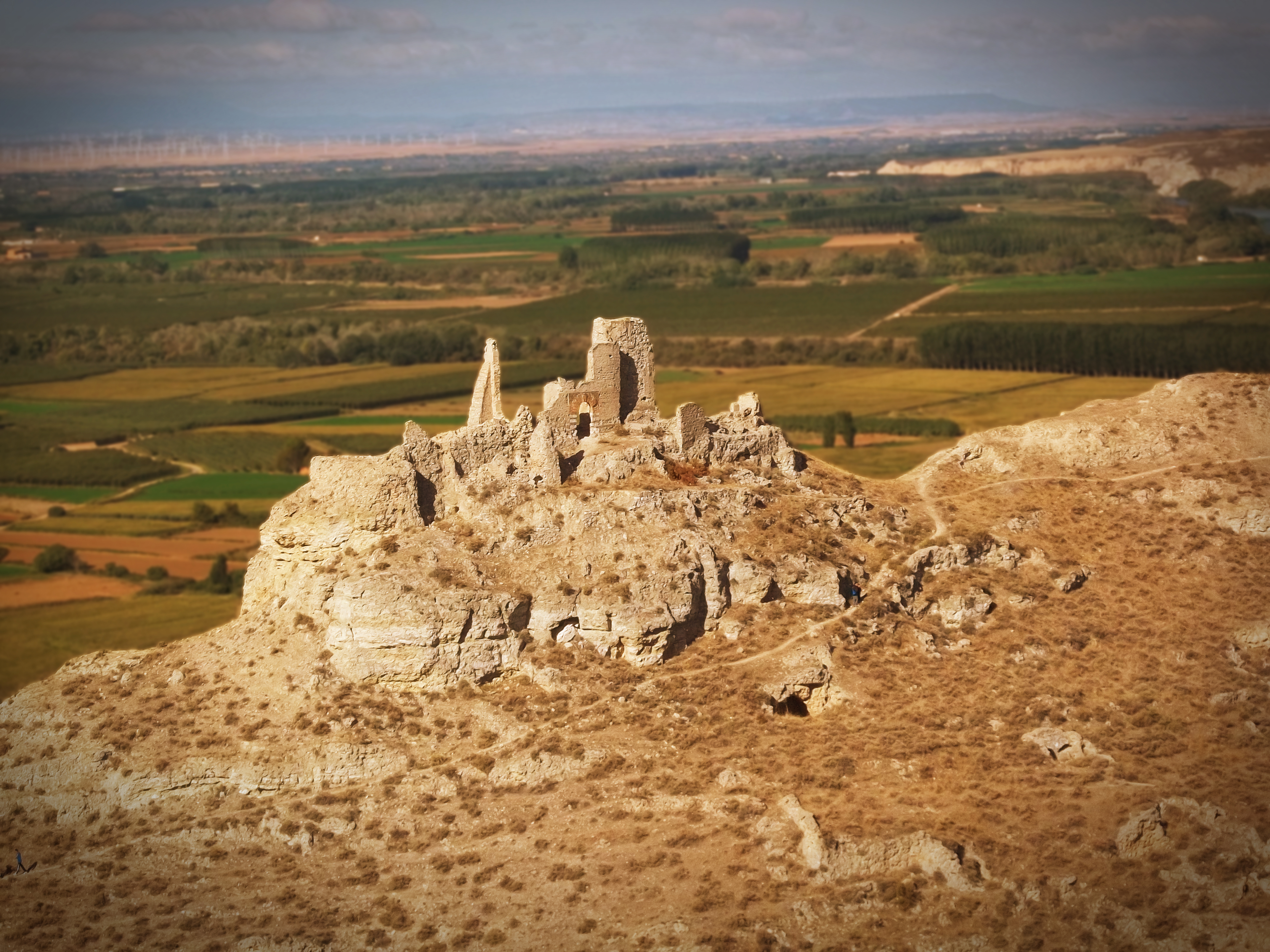
Las ruinas de El Castellar o "Sobre Zaragoza".

Apenas coronado en 1104, Alfonso comenzó a dar los pasos que con el tiempo llevarían a la conquista de Zaragoza. En 1105 se desplazó a lo largo de su nuevo reino entre Berbegal y las Bardenas, organizando fuerzas en la frontera. Ese mismo año cayó Tauste y antes de terminar 1106 tomaba la madina de Siya (actual Ejea de los Caballeros), una posición estratégica importante para asegurar la frontera sur-occidental. Las conquistas completaban la toma de la actual comarca de las Cinco Villas, lo que cerraba el valle del Ebro por el oeste e interrumpía la ruta entre Saraqusta y Tudela (una de las tradicionales ciudades secundarias de la taifa zaragozana). Alfonso participó en primera línea en la campaña, estando a punto de ser capturado o muerto en al menos una ocasión. Se trató de una campaña primordialmente con fuerzas locales, si bien constan indicios del tradicional respaldo de aliados transpirenaicos. La localidad en sí fue puesta bajo el mando del tenente de Uncastillo, Lope López.
También en 1105-1106 mandó reforzar varios castillos vecinos a Zaragoza que amenazaban la capital del rey musulmán Al-Musta'in II y habían sido construidos por Sancho Ramírez y Pedro I como El Castellar, Pola o Santa Inés. Ello no solo reforzaba la zona recién conquistada, sino que ponía bajo observación una de las rutas desde la secundaria taifa de Calatayud a la capital zaragozana. Se trataba de una estrategia diseñada para aprovechar la ruptura de la línea defensiva zaragozana que había supuesto la caída de Huesca. En una llanura abierta como la del norte del Ebro, era posible realizar cabalgadas bastante en profundidad en el territorio musulmán que algunos autores han asimilado al concepto moderno de dislocación estratégica. En enero de 1106 consta la presencia personal de Alfonso en El Castellar, probablemente incursionando sobre Zaragoza o tratando de negociar con sus emires en mitad de las campañas sobre las Cinco Villas.

### Reorganización y campaña de La Litera
La toma de Balaguer a los musulmanes por el aliado condado de Urgel a mediados de 1106 abrió nuevas oportunidades para Alfonso en su frontera oriental. Alfonso envió ayuda a cambio de propiedades en Balaguer (Cerced, dada al obispo de Roda). El regente de Urgel, Pedro Ansúrez, mantendría el equilibrio llegando el mismo año a un acuerdo similar con el conde de Barcelona, tejiendo alianzas con ambas potencias vecinas a cambio de compartir las nuevas conquistas. Pero sobre todo, la toma de Balaguer supuso la ruptura de la línea defensiva musulmana al norte de Lérida, si bien el Batallador no lo pudo aprovechar inmediatamente. Alfonso pasó por Santa Cruz de la Serós y Huesca para atender a actos de gobierno y al bautizo de su médico judío, que en su honor tomó el nombre de Pedro Alfonso.
En el periodo hay indicios de una reorganización de las tenencias. García Sánchez desaparece de la tenencia de Biel donde acabaría designado Castán, cercano a Alfonso. Igualmente desaparecen las menciones al poderoso Galindo Sánchez en Sos, sustituido por su hijo Íñigo. En las fortalezas de la frontera frente a Tudela antes en manos de este aparecen nombrados Aznar Aznárez (Funes) y Jimeno Blasco (Arguedas), que fueron los principales señores en este sector de la frontera durante el resto del reinado de Alfonso. Para abril de 1107 Alfonso estaba en Arguedas, supervisando sus posiciones avanzadas en occidente contra Tudela y atendiendo a la política exterior con León. Sin que se conozca el motivo, en mayo de 1107 Alfonso VI de León congregó a sus fuerzas cerca de la frontera aragonesa.
Aprovechando la debilidad musulmana tras la pérdida de Balaguer, Alfonso siguió acorralando Zaragoza por el este al avanzar la conquista de la Hoya de Huesca, los Monegros y reforzar el área de Barbastro y Monzón. Así por ejemplo es en 1107 cuando Alfonso manda la repoblación de Poleñino en el llano entre la sierra en manos cristianas y la sierra de Alcubierre en manos musulmanas. La marca fronteriza que suponía el regnum de Monzón pasó a ser una prioridad por su carácter de zona vulnerable a los ataques musulmanes desde Lérida. Alfonso conquistó Tamarite de Litera y San Esteban de Litera en 1107 cumpliendo así con un objetivo en el que su hermano Pedro I había fracasado. Es con esta expansión en el oriente que por primera vez Pallars se reconoce como parte de los dominios de Alfonso. Así, en un documento de 1108 se señala que Alfonso reinaba en Aragón, Pamplona, Sobrarbe, Ribagorza, Pallás y Arán.
Parte de las tierras al norte del Ebro quedaron en manos musulmanas, empero. Aunque Alfonso amplió su reino al sur llevando sus fronteras hacia el río Ebro y el Cinca, Fraga y Mequinenza aún eran musulmanas y garantizaban la conexión entre Saraqusta y su sufragánea taifa de Lérida. Asimismo, la ribera del río Gállego (con plazas como Zuera, Almudévar o Gurrea de Gállego) estaban aún por conquistar al norte de Zaragoza. La actividad del monarca en 1108 es bastante desconocida, más allá de una presencia en Murillo de Gállego y otra en Barbastro. Alfonso probablemente fortificara hacia 1109 Velilla de Cinca para servir posición avanzada contra Lérida de forma análoga a Juslibol y El Castellar con Zaragoza y Arguedas contra Tudela. Igualmente es posible que se iniciaran negociaciones con León.

## Matrimonio y política leonesa

### Contexto

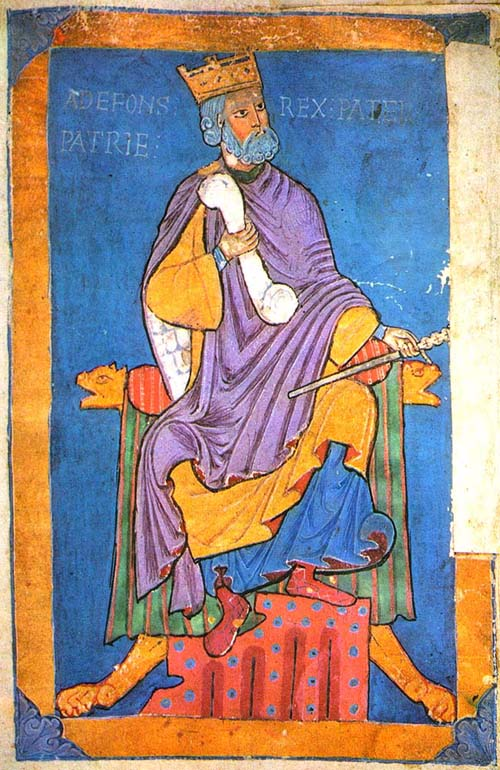
Alfonso VI de León, suegro de Alfonso de Aragón.

Tras su coronación en 1104, había surgido el problema dinástico de que el nuevo rey superaba la treintena y no estaba casado, lo que ha generado especulación sobre su posible homosexualidad o misoginia. Las descripciones contemporáneas simplemente inciden en su preferencia por la vida de milicia frente a la cortesana. Pese a ello, un monarca medieval tenía como uno de sus deberes políticos la continuidad dinástica y Alfonso no parece haber tenido problemas con ello. El único miembro restante de la casa real era su hermano Ramiro, de carrera eclesiástica. La boda de Alfonso I fue calculada considerando las diversas casas reales ibéricas con hijas casaderas. 
No fue el único buscando estratégicas alianzas matrimoniales: los éxitos contra los musulmanes de Alfonso VI de León habían traído un contraataque musulmán liderado por el movimiento almorávide. En 1109, sabiendo cercano su final, Alfonso VI decidió el matrimonio de su hija Urraca con el rey de Aragón, interesado en el apoyo militar que su nuevo yerno, veterano combatiente, podía proporcionarle. Alfonso VI había perdido su único heredero varón Sancho en la batalla de Uclés (1108) y se había visto incapaz de asegurar el terreno de las actuales provincias de Soria, Guadalajara y Cuenca por lo que la alianza parecía necesaria para evitar males mayores. Atraer a su bando a Alfonso el Batallador suponía para el reino de León tanto ganar un aliado clave contra los almorávides como desactivar la amenaza de un rival que podía aprovecharse de la situación. El matrimonio se celebró a comienzos de octubre del 1109, año en el que moriría el padre de Urraca, en el castillo de Monzón de Campos, con el alcaide de la fortaleza, don Pedro Ansúrez, apadrinando el enlace. Pedro Ansúrez recuperó por su mediación en el matrimonio el favor de la corte leonesa.
Antes de casarse, según parece, Urraca y Alfonso acordaron las capitulaciones de esponsales por el que se designaban recíprocamente en soberana potestas en las posesiones del otro. Pero se convenía que si el matrimonio tenía descendencia, este hijo pasaría a ser el heredero, lo que relegaba al primogénito del anterior matrimonio de Urraca con Raimundo de Borgoña, Alfonso Raimúndez (futuro Alfonso VII), que hubiese perdido sus derechos al trono de León en tal eventualidad. En caso de que el matrimonio no tuviese hijos en común, si Urraca fallecía primero, Alfonso I disfrutaría de las tierras de León en usufructo hasta su muerte, momento en el que pasarían a manos de Alfonso Raimúndez. Si el primero en morir era Alfonso, las tierras de este pasarían a Urraca en usufructo, en violación de los derechos de su hermano Ramiro según el derecho aragonés.
Entre los contrarios a este enlace matrimonial se destacaron los nobles gallegos, debido a la pérdida del entonces infante de cinco años Alfonso Raimúndez (futuro Alfonso VII) de los derechos al trono del reino de León y Castilla tras el pacto matrimonial firmado entre Urraca y Alfonso I de Aragón, que estipulaba que los derechos de sucesión pasarían al hijo que pudieran tener. Incluso durante la negociación del matrimonio se advierten intentos de escindir Galicia como reino propio para Alfonso Raimúndez bajo la regencia de sus tutores. Otra importante facción contraria a la elección de Alfonso I de Aragón fue la formada por los eclesiásticos franceses de origen borgoñón que se habían establecido en el Camino de Santiago durante el reinado de Alfonso VI bajo la protección del primer marido de Urraca, perteneciente a la casa condal de Borgoña, rama de la casa de Ivrea. Estos parecen haber intentado promover la candidatura de Alfonso Raimúndez como sucesor directo de su abuelo frente al esquema matrimonial. Los eclesiásticos eran también señores de muchos territorios, por lo que se oponían además a las políticas proburguesas del rey aragonés, que de triunfar verían considerablemente reducido su poder. Se trataba de una peligrosa oposición pues su contacto con el papa Pascual II permitiría con el tiempo que se anulara el matrimonio, que los cronistas castellanos llamaban «las malhadadas bodas» o «mal-abitas bodas» por incestuosas al ser ambos cónyuges bisnietos de Sancho Garcés III de Pamplona el Mayor. No sólo habían venido eclesiásticos, sino que Enrique de Borgoña, pariente del difunto marido de Urraca, había casado con una hermanastra de este y era conde de Portugal con conocidas aspiraciones a un mayor poder en el reino.
Además, el conde Gómez González, había sido antes de la muerte de Alfonso VI pretendiente a casarse con Urraca, y las crónicas afirman mantenía relaciones amorosas con ella. Los historiadores modernos muestran su recelo sobre esas afirmaciones, pudiendo su cercanía ser más bien una búsqueda de influencia sobre la casa real por parte de Gómez Gónzalez. Según algunas fuentes, antes de la muerte del monarca leonés un grupo de nobles castellanos se habían reunido cerca de Toledo, en Magán, para proponer al moribundo rey a Gómez González como candidato a esposo de la futura reina aunque, sin atreverse a planteárselo formalmente al viejo monarca, consiguieron que lo hiciera el médico personal del rey, un judío llamado Cidiello. Alfonso VI recibió airado la noticia, al comprobar la oposición de una parte de la nobleza castellana a los planes que había diseñado de casar a su hija con el experimentado rey aragonés. Algunos autores ven en el episodio una política deliberada de la corte de Alfonso VI, que al elegir a un marido extranjero para la reina evitaban que la camarilla castellana ganara poder en torno a Urraca, algo que podía exacerbar los desequilibrios entre facciones y acelerar las tendencias centrífugas en Galicia, Portugal y Castilla. Otras fuentes en cambio afirman que fueron los nobles leoneses los que propusieron al Batallador como marido, sin intervención de Alfonso VI ni candidatura de Gómez González.

### Primera insurrección gallega
La respuesta de Alfonso, veterano guerrero curtido en muchas batallas, fue rápida y enérgica. Sabedor de la oposición que el arzobispo de Compostela, Gelmírez, y el conde de Traba, tutor del infante Alfonso Raimúndez, le deparaban, marchó con sus huestes aragonesas y pamplonesas (incluyendo musulmanes de su reino) y les infligió una dura derrota en el castillo de Monterroso (actual provincia de Lugo), en 1109. Contaba el Batallador con el apoyo en Galicia de la ciudad de Lugo, que había sido el epicentro de revueltas de la pequeña nobleza gallega y había sido entregada hace pocos años por Alfonso VI al obispo para pacificarla. También contaba con Pedro Arias, señor de Deza y archienemigo del conde de Traba. En general, la burguesía de Lugo y Compostela, la facción del antiguo obispo compostelano Peláez, que había sido protegido por el padre del Batallador tras caer en desgracia con Alfonso VI, y la pequeña nobleza que encabezaban los Arias mostraron amplios recelos sobre los intentos de Gelmírez y Traba de consolidarse como grandes magnates y regentes del joven Alfonso Raimúndez. El mensaje transmitido a los descontentos fue que el Batallador estaba resuelto a aplastar militarmente cualquier intento de rebelión en su contra.
Sin embargo, la dureza en la represión militar en Monterroso ahondó la enemistad de Alfonso I con la nobleza gallega y el partido de Gelmírez y Traba. Alfonso I también mantuvo su política militar de dar la tenencia de castillos y plazas fuertes a sus leales: nobles aragoneses y navarros, y veteranos compañeros de batallas y caballeros fieles de su hueste, lo que fue incrementando la enemistad que provocaba en León y Castilla. Sintiendo que perdían poder en la corte, los grandes señores de la corte leonesa comenzaron a conspirar contra el rey.
La derrota militar de los enemigos del Batallador implicaba que la oposición tuvo que reorganizarse. A lo largo de 1110 Alfonso recibió homenajes en territorio castellano y Urraca en tierras aragonesas, en cumplimiento de las capitulaciones matrimoniales. Sin embargo, la tensión militar era evidente. Urraca concedió privilegios a Diego López de Haro, señor de Vizcaya y Haro y sucesor de García Ordóñez en la estratégica tenencia de Nájera, para reforzar su partido, que se agrupaba en Castilla en torno al conde Gómez González. También se muestra cercano al partido de la reina Pedro González de Lara, conde de Lara al sur de Burgos y tenente en Medina del Campo, Palencia y numerosos otros lugares. González de Lara fue un apoyo importante para la reina, pues además era clave para garantizar el apoyo de los obispos de Palencia y Osma y el de su hermano, Rodrigo, gobernador de las Asturias de Santillana y parte del norte de Castilla. Un último señor castellano que destacaba en el partido de la reina fue Fernando García de Hita, que suponía el respaldo de las tierras al este de Toledo.

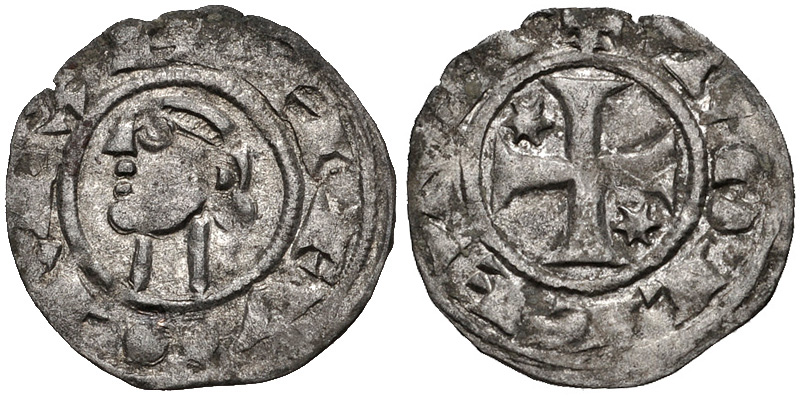
Dinero castellano acuñado en Toledo durante el reinado de Alfonso el Batallador.

Algunos autores interpretan las donaciones que Alfonso I hizo en estas fechas a monasterios como Valvanera, Santo Domingo de la Calzada y San Salvador de Oña como un intento de reforzar las lealtades de estos y contrapesar al partido de Urraca. Alfonso contaba además en principio con el apoyo de su aliado, Pedro Ansúrez, miembro de la familia Banu Gómez con una importante influencia en el corazón del reino leonés. También logró sumar a sus apoyos al conde Enrique de Portugal, que pese a sus lazos familiares con el infante Alfonso Raimúndez, veía en Gelmírez y él un obstáculo para su propia expansión.
Pudo también apoyarse en la primitiva burguesía de las poblaciones a las que ofreció fueros y privilegios parecidos a los otorgados en las que repobló en Aragón. Así, Alfonso I apoyó el establecimiento de villas francas y estimuló el comercio en todo el Camino de Santiago. Estas garantías, libertades y exenciones creaban un sector social franco o libre, en detrimento de los impuestos, que eran la fuente del poder de la aristocracia feudal, lo que concitó su impopularidad entre la nobleza. Urraca se apoyó en estos últimos estamentos privilegiados cuando se desató la lucha entre facciones enfrentadas y entre partidarios de uno u otro cónyuge del matrimonio real. Por contra, los municipios parecen haber mostrado más apoyo a Alfonso, lo que notablemente atraía el servicio de sus milicias concejiles cuando el conflicto ocurría en sus cercanías. Fuera del Camino de Santiago, hay indicios de que los colonos de la frontera originarios de territorios históricamente vinculados a la monarquía pamplonesa fueron proclives al Batallador. Es de destacar también el apoyo que Alfonso tenía en la ciudad de Toledo.

### La batalla de Valtierra
Un intento musulmán de aprovechar ese mismo año la dedicación de Alfonso a la política leonesa fue desbaratado con la victoria de los tenentes del Batallador sobre al-Mustain II, rey de la taifa de Zaragoza. Al-Munstain había lanzado un contraataque al norte del Ebro, revirtiendo algunos de los avances en años previos de Alfonso en el eje entre Tudela y Zaragoza y probablemente recuperando Tauste. Es posible que el ataque hubiera puesto en peligro también Artajona, que había sido hace poco reforzada. Sin embargo al-Mustain fue rechazado por los lugartenientes del Batallador en la batalla de Valtierra del 24 de enero de 1110 cuando trataba de penetrar más al norte hacia Olite.
La batalla supuso la muerte de al-Mustain en combate y la sucesión por su hijo Abdelmalik y llevó a la taifa a pagar parias a Urraca para prevenir más ataques de Alfonso. La dinastía hudí quedó sin embargo desacreditada y atrapada entre dos potencias en auge: Alfonso y los almorávides. Las parias pagadas a los castellanos enervaron a los más nacionalistas, que hicieron caer la ciudad en manos almorávides. El gobierno almorávide en la ciudad del Ebro vino personificado por Muhammad ibn al-Haŷŷ, que había retomado Valencia tras su captura por el Cid. Los últimos hudíes se refugiaron en la fortaleza de Rueda, que era considerada inexpugnable y donde retuvo un pequeño reino sobre el valle del Jalón. Su odio a los almorávides llevaría a Adelmalik aliarse con Alfonso posteriormente contra aquellos que le habían destronado.
La situación en el reino de Alfonso no era sin embargo halagüeña. El Batallador llevaba desde el año anterior ausente atendiendo a la política leonesa. Más aún, las contribuciones para las campañas contra los rebeldes probablemente hubieran supuesto una carga económica para el reino, que también veía afectada la ruta comercial del Camino de Santiago y ahora además el cobro de parias. En la zona cercana a Valtierra es probable que la reciente campaña hubiera acentuado las carestías existentes. La autoridad de Alfonso se mantenía gracias al apoyo del obispo de Pamplona, pero este hubo de intervenir militarmente contra nobles revoltosos en Monjardín ese mismo año. Al norte, en ausencia de Alfonso y algunos de sus tenentes constan conflictos entre los habitantes del valle del Roncal y el monasterio de San Juan de la Peña. El avance almorávide hacia el valle del Ebro era igualmente un motivo de preocupación.
El Batallador estuvo en mayo y junio en Galicia ocupado con los restos de la revuelta de Traba, pero ante la amenaza almorávide contra su base de poder se trasladó en julio al valle del Ebro a enfrentarlos. Además de la llegada de la hueste real, la reina Urraca también se sumó a la campaña con fuerzas castellanas y leonesas, y hay menciones en las crónicas a una fuerza francesa para una ofensiva contra Zaragoza. El 5 de julio Alfonso derrotó una fuerza almorávide frente a Tudela, aunque tuvo que retirarse ante la llegada de refuerzos enemigos. Tras pasar por Alagón y librar escaramuzas contra los almorávides, se dedicó en julio a consolidar sus posesiones en la frontera. Con probable apoyo de tropas de Alfonso, los hudíes lograron rechazar ataques almorávides cerca de Calatayud e incluso trataron de contraatacar contra Zaragoza. La campaña también fue significativa por la participación de nobles navarros como Lope López Almoravid, que tras haber apoyado a Alfonso VI de León vuelven a la órbita navarroaragonesa de Alfonso I.
Alfonso dotó de fuero Funes, Marcilla y Peñalén, en la frontera frente a Tudela, así como a Ejea para garantizar la repoblación cristiana en la zona que había arrebatado a los musulmanes en los años previos y prevenir nuevos ataques. Es de destacar el carácter de frontera de la carta de población de Ejea (julio de 1110), pidiendo servicio de armas a los caballeros que poblaran la localidad. Los fueros datan aproximadamente de finales de julio, con Alfonso pasando el verano en Loarre.  De forma excepcional, entre 1110 y 1111 Alfonso también desplazaría a los tradicionales tenentes locales de Sos en favor de su merino Banzo Fortuñones. La reorganización de la frontera continuó por Biel, donde fue designado Castán en 1110, recibiendo el territorio hasta la tenencia de su hermano Pedro Petit en Loarre. Lope Garcés dejó su tenencia de Ayerbe para asumir en cambio la de Estella, en la frontera entre Pamplona y Castilla.

### La insurrección de Gómez González

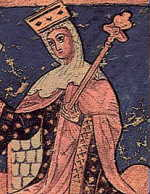
Urraca I de León, en una representación del.

Entre el 1110 y 1111, el conde Gómez González, cabecilla del partido de Urraca, trató de convencer a la reina de que el príncipe Alfonso debía convertirse en el rey legítimo de Castilla como hijo biológico de la reina de León y Castilla, para que apoyase el levantamiento de la nobleza contra Alfonso. Este hecho convirtió el conflicto político en una guerra abierta entre el monarca aragonés y facciones de la nobleza leonesa, castellana y gallega. El fuerte carácter de Alfonso I y el choque con la personalidad de su mujer (las crónicas leonesas, castellanas y gallegas, siempre antialfonsíes, ponen en boca de Urraca que Alfonso «le pegó con manos y pies») llevaron al fracaso del matrimonio. Algunos autores modernos han llamado la atención en cambio a esta argumentación, con precedentes hispanos como fórmula para buscar una separación matrimonial por motivos políticos. Otras fuentes dicen que Alfonso temía que la proximidad entre el conde y su mujer fuera sinónimo de infidelidad de ella, razón por la que podría haberla repudiado, pese a las dudas de la historiografía moderna. A todo esto se sumaba la iniciativa del arzobispo de Toledo Bernardo de Sedirac, también contrario al aragonés, que solicitó la nulidad al papa. La condena papal del matrimonio llegó durante el verano del 1110, mientras Alfonso combatía a los rebeldes gallegos.
Declarada la guerra civil entre los partidarios de Urraca y Alfonso, este la declaró incapaz de gobernar e hizo que la encerraran en El Castellar, en Aragón, a consecuencia de una conspiración en la que Urraca ordenó a los tenentes de fortalezas en los reinos de León y Castilla que no obedecieran las órdenes de su marido. La encarcelación provocó una ruptura política irreconciliable con la facción de los altos prelados Bernardo de Sedirac de Toledo y Diego Gelmírez de Compostela así como con la nobleza aristocrática acaudillada por Pedro Froilaz y Gómez González. Alfonso llevó a cabo una exitosa invasión de León con tropas navarras y aragonesas sin más apoyo que el del conde de Portugal. Su hasta entonces aliado Pedro Ansúrez se mostró en cambio neutral. En pocas semanas sometió las ciudades de Palencia, Burgos, Osma, Sahagún, Astorga y Orense. En las localidades a lo largo del Camino de Santiago encontró Alfonso focos de apoyo que compartían con él un enemigo común en el alto clero castellano (véase la paralela revuelta burguesa de Sahagún contra sus abades, la coalición de dichos burgueses de Sahagún con los burgueses de Burgos y Carrión y el respaldo a Alfonso de los burgueses de Palencia). Alfonso I contó también en esa campaña según las crónicas con el respaldo de los pardos, tildados como saqueadores por las crónicas eclesiásticas, pero que autores modernos han propuesto identificar con las milicias concejiles y caballeros villanos de la baja nobleza que le respaldaba frente a los grandes señores del reino. El aragonés encontró también el apoyo del arzobispo de Braga, Mauricio, que envuelto en una disputa por la primacía con Toledo se alineó con el Batallador, que le puso en control de la diócesis de León.
Aprovechando esta distracción y las consecuencias de Valtierra, el conde Gómez González lanzó una incursión sobre El Castellar, liberó a la reina Urraca y la llevó al monasterio de Sahagún. Las noticias de la incursión y de las maniobras del arzobispo de Toledo para pedir la nulidad del matrimonio provocaron que Alfonso marchase con su ejército al sur castellano en una expedición punitiva. Ocupó la ciudad de Toledo en abril de 1111 y Alfonso sustituyó al hostil arzobispo Bernardo de Sedirac. Toledo tendría una guarnición aragonesa, a mando de un comandante de nombre Oriel hasta 1113. Alfonso también estableció ese mismo año una tenencia en San Esteban de Gormaz, que serviría de bastión contra los almorávides en la extremadura castellana y que seguiría bajo control aragonés hasta su muerte. Esa tenencia quedó en manos de Aznar Aznárez, uno de los principales lugartenientes del Batallador en su política occidental. Por las menciones de las crónicas, parece que una vez asegurado Toledo y el sur dedicó el verano a volver a encarar a los almorávides en las fortalezas circundantes a Tudela.
Alfonso terminó de suprimir la revuelta castellana ese mismo año. En la batalla de Candespina del 26 de octubre de 1111, sita en el actual municipio segoviano de Fresno de Cantespino, obtuvo otra victoria. Se enfrentaron las huestes navarro-aragonesas de Alfonso y del conde Enrique de Borgoña contra las tropas fieles a Urraca y Gómez González. Según algunas fuentes, Enrique había reclutado fuerzas en Francia en nombre de Alfonso I. El bando de Alfonso se encontraba sin embargo debilitado por el abandono de la facción de Pedro Ansúrez, que se había pasado a Urraca. Sin embargo, el bando de Urraca no estaba tampoco unido debido a los celos entre sus favoritos, los condes Gómez González y Pedro González de Lara. La batalla fue una victoria absoluta de Alfonso, que no solo aniquiló las fuerzas enemigas sino que supuso la muerte del conde levantisco, dejando a la reina en muy mala situación. Diversas localidades del sur castellano cayeron entonces en manos de los partidarios de Alfonso. Urraca optó por pactar con el conde Enrique, ofreciéndole la partición del reino como había hecho Alfonso; logró que el conde cambiase de bando y juntos asediaron al soberano aragonés en Peñafiel, aunque no pudieron rendir la plaza. Al mismo tiempo que marchaban al norte a trazar la división del reino, Urraca trataba en secreto con Alfonso. Con la connivencia de Urraca, Alfonso avanzó rápidamente hacia el oeste y estuvo a punto de apresar a Teresa en Sahagún. Urraca se retiró a las montañas gallegas. Para finales de año, constan documentos firmados conjuntamente por Alfonso y Urraca.

### Segunda insurrección gallega

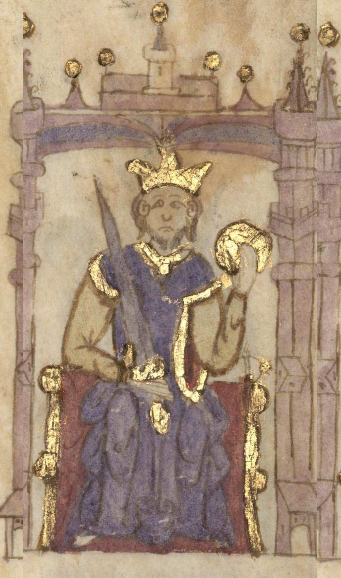
Alfonso I de Aragón en el Compendio de crónicas de reyes (Biblioteca Nacional de España)

La nobleza gallega encabezada por el obispo de Santiago de Compostela Diego Gelmírez y el tutor del infante Pedro Froilaz, conde de Traba, pasó a liderar la oposición a Alfonso I tras la desaparición del conde Gómez González y el ayo del joven príncipe proclamó en la catedral de Santiago a Alfonso Raimúndez, con siete años de edad, «rey de Galicia» el 19 de septiembre de 1111. Es discutido el sentido de esta proclamación, sin que pueda dilucidarse si se pretendía con ello establecer un reino independiente o no, pero lo más probable es que simplemente se tratara de otorgar la categoría de correinante a Alfonso Raimúndez con un grado igual al de su madre Urraca. La inhábil política de Gelmírez al no facilitar la sumisión de Portugal, cerró el camino para el triunfo de la revuelta, que obtuvo apoyo entre la nobleza gallega, pero que también generó opositores entre los sectores partidarios de Alfonso el Batallador, como ocurrió en Lugo. Esta plaza fue sometida por los enemigos de Alfonso antes de que estos marchasen contra León.
La actitud de Urraca I en todo el conflicto es discutida: mientras que la Historia compostelana (que es una fuente parcial, pues se trata de una biografía dedicada a exaltar la política del obispo Gelmírez) señala que Urraca estuvo de acuerdo con la coronación de Alfonso Raimúndez (pese a que ello hubiera supuesto aceptar una corregencia dirigida por Gelmírez y sus colaboradores), existe un documento que manifiesta que el 2 de septiembre de 1111 (solo quince días antes del acto de la proclamación de su hijo como «rey de Galicia») Urraca firmaba en Burgos junto con su esposo Alfonso el Batallador una donación a favor del monasterio de Oña, y en octubre lo hacía del mismo modo en otra suscrita en Briviesca. Ambos documentos fueron redactados por el canónigo de Santiago de Compostela, cuyo cargo lo hace cercano al obispo Gelmírez, por lo que el juego de alianzas políticas dista de ser sencillo.
El Batallador en respuesta operó contra las ciudades que apoyaban al recién coronado Alfonso VII como Ávila, que había sido poblada por su padre Raimundo y a cuyo concejo intimidó. Los autores proponen que Alfonso I contó con el respaldo de los pobladores de Ávila originarios de la zona cántabra y castellana, que no sólo provenían de zonas donde el Batallador era más popular sino que conformaban un grupo desfavorecido (ruanos) frente a la élite vinculada a la casa de Borgoña que controlaba el concejo.
El Batallador se dirigió a continuación contra los partidarios de Alfonso Raimúndez en Galicia. Los derrotó en Villadangos en octubre o noviembre de 1111. Con esta victoria Alfonso I de Aragón desbarató el intento político de Diego Gelmírez y sus partidarios, capturó a Pedro Froilaz (que sería liberado poco después) y debilitó a sus oponentes. El Batallador sitió en Astorga a los últimos restos de la rebelión. Sin embargo, Gelmírez y Alfonso Raimúndez consiguieron huir in forti Castello Orzilione (quod Castrum est in Castella), llevando al niño con su madre. El lugar donde Urraca se alojaba y donde Diego Gelmírez llevó al infante Alfonso Raimundez probablemente fuera Orcellón en la diócesis de Orense en un distrito conocido como Castela.
La ausencia del Batallador de su reino debida a su campaña en León siguió sin embargo dando oportunidades de revuelta en su reino, siendo en la segunda mitad del año sofocada una revuelta en Atarés de García Sánchez, primo del rey como hijo del poderoso conde Sancho Ramírez. Por ello Alfonso regresó a principios de 1112 a Aragón. Los historiados han propuesto que la revuelta era consecuencia de conflictos pasados entre García y su padre Sancho, que en respuesta había puesto en su testamento a Alfonso I como albacea para desagrado de García. La muerte del conde Sancho Ramírez el año previo y la activación de este testamento podría haber catalizado el conflicto entre García Sánchez y su primo el rey.

### Nulidad del matrimonio

Mapa del Reino de León y el norte de la península ibérica en el periodo, mostrando el escenario de la guerra civil entre Alfonso y su, desde 1112, ex-mujer. Se muestran igualmente los conflictos concurrentes con los musulmanes.

En 1112 Alfonso rechazó una mediación del legado papal y el papa Pascual II hizo oficial la amenaza de nulidad, excomulgándolos si permanecían juntos. Urraca contaba con un gran respaldo en el corazón histórico del reino, incluyendo el control de Asturias y el apoyo del obispo Pelayo de Oviedo. La lealtad de Galicia era en cambio más tenue, con Urraca apareciendo como reina en conjunto a su hijo. El condado portucalense de Enrique era ya independiente en la práctica, si bien el conde murió esa primavera y su mujer Teresa de León asumió la regencia condal en nombre de su hijo. El Batallador sin embargo seguía contando con el control de la mayoría del reino, especialmente gracias al respaldo de las ciudades.
Pedro Froilaz y Gelmírez emprendieron en 1112 una campaña contra las guarniciones de Alfonso, cuyas fuerzas se encontraban debilitadas al estar también enfrentando a los almorávides en Zaragoza y en la extremadura soriana. Notablemente sus leales en la frontera del Duero lograron reconquistar Atienza y poblaciones vecinas a los musulmanes. En la frontera del Ebro, en cambio, una incursión almorávide desde Tortosa tomó o saqueó Ontiñena, Sariñena y Pomar de Cinca. Con sus fuerzas divididas, el Batallador fue sitiado por Urraca en Carrión mientras que otros contingentes aragoneses fueron derrotados en Atapuerca y Burgos. Los burgueses de las localidades, sin embargo, mantuvieron una férrea oposición a Urraca en defensa de Alfonso y el Batallador logró lanzar una contraofensiva que retomó Castrojeriz, Burgos y Carrión.
En 1113 Urraca lanzó otra ofensiva con tropas gallegas, que volvió a tomar Cea, Sahagún y Carrión y puso sitio a Burgos. La situación en La Rioja parece en cambio favorable a Alfonso I. El Batallador pasó el año de 1113 entre localidades navarras, alavesas, burgalesas y riojanas. En abril consta en Los Arcos, desde donde intenta infructuosamente socorrer a sus partidarios cercados en Burgos. Sí pudo reemplazar al levantisco Diego López de Haro por el noble navarro Fortún Garcés Cajal en la estratégica tenencia de Nájera, ciudad cuyos burgueses también le favorecían. Fortún aparece desde entonces ligado a la curia real y como mayordomo de Alfonso, siendo uno de los principales lugartenientes del Batallador. Mientras, en el sur, Álvar Fáñez aseguró Toledo para Urraca.
La división entre los cristianos facilitó los avances almorávides y su general Mazdali se hizo con el castillo de Oreja como punto avanzado contra Toledo y saqueó la campiña de Alcalá de Henares y Guadalajara. Burgos caería en manos de Urraca en junio de 1113, si bien Urraca desvió a continuación sus tropas contra los almorávides, socorriendo Toledo y Berlanga. Parece que en ese contexto los almorávides habían logrado tomar Medinaceli, que las fuerzas de Urraca no lograron reconquistar. A su vez Alfonso parece que tuvo que reorganizar la frontera del Cinca tras la alarma de la incursión del año anterior.
La división del reino se consolidó en un concilio celebrado en Palencia en 1114. Alfonso, que pese a la nulidad papal había intentado  aferrarse al matrimonio, probablemente por el valor político de este, la repudió definitivamente. Alfonso, que probablemente fuese estéril, no volvió a tomar esposa y murió sin descendencia en 1134. Algunos autores han planteado que el convencimiento de su propia esterilidad y la experiencia con el complicado carácter de Urraca habrían hecho que Alfonso viera un nuevo matrimonio como políticamente innecesario. Su hermano Ramiro quedó mientras como potencial heredero, si bien su carrera religiosa ha generado un debate sobre hasta qué punto era visto como un candidato realista existiendo otras ramas familiares más lejanas pero más viables como líderes militares.
Aun así, el panorama político era complejo, como muestran las revueltas burguesas de abril en Segovia contra los partidarios de Urraca (donde muere Álvar Fáñez) o el intento de los burgaleses de elegir al hermano de Alfonso, Ramiro, como obispo de Burgos. En la primavera del 1114, Segovia y Toledo reconocieron la autoridad de Alfonso, probablemente buscando auxilio frente a la presión almorávide desde el sur, dada la muerte de Álvar Fáñez y los avances de Mazdali. El almorávide, que realizaba incursiones anuales en el reino toledano, había derrotado ese año a los cristianos en Pulgar y puesto sitio a Toledo. Las fuerzas del Batallador parecen haber logrado algunos éxitos contra los almorávides en ese frente, como podría ser la recuperación de Medinaceli y el regreso de Oriol Aznárez a Toledo, que resistió a los almorávides. Al norte también en 1114 volvieron al bando de Alfonso las ciudades de Sahagún, Carrión y Burgos, donde los burgueses se hicieron con el poder y expulsaron a los partidarios de Urraca. La documentación parece indicar que el Batallador pasó el final del año en Palencia, probablemente ocupado dirigiendo estos movimientos.
En una muestra de realismo político, Alfonso abandonó sus pretensiones en León y pasó a ser únicamente rey de Aragón y Pamplona. La amenaza almorávide hacía que la división de sus fuerzas por la guerra civil leonesa fuera demasiado arriesgada. Enfocando sus recursos, pudo retomar como objetivo la reconquista del valle del Ebro, con la toma de Saraqusta en mente, proyecto casi abandonado durante sus cinco años de matrimonio y regencia castellana (1109-1114). No obstante, siguió utilizando el título de rey de Castilla e, intermitentemente, el de imperator totius Hispaniae producto de la tradición imperial de León. Tampoco renunció a los enclaves por él repoblados, fortificados y gobernados por sus tenentes en los actuales País Vasco, La Rioja, Burgos, Soria, Segovia, Guadalajara y Toledo.

### Reparto del territorio
Destacan especialmente las tenencias en las manos navarroaragonesas de Lope López (Calahorra), Lope López Almoravid (Marañón), Íñigo Jiménez (Cameros), y Fortún Garcés Cajal (Nájera), que se habían mantenido fieles a Alfonso I en la guerra civil. Alfonso logró en los años siguientes evitar la concentración de poder en la zona colocando a tenentes independientes como Lope Yáñez (Arnedo). También retiene los monasterios de San Millán de la Cogolla y sus propiedades, y muy probablemente los de San Prudencio de Monte Laturce y Nuestra Señora de Valvanera. El monasterio de Santa María de Nájera estaba en manos del abad Sancho de Funes, también partidario de Alfonso.
El influyente Diego López de Haro, señor de Vizcaya, mantenía en cambio una posición ambigua, confirmando hacia 1114 documentos tanto de Urraca como de Alfonso e intentaría una revuelta en 1116 sofocada por el Batallador. Pese a haber sido despojado de Nájera en la guerra previa, conservaba entre las tenencias riojanas Grañón. Más al norte era el señor de Bilibio, Buradón y Haro en la ribera del Ebro, que fortificó. Su cuñado Lope Íñiguez controlaba a su vez la tenencia de Estíbaliz, principal entre las de Álava. Diego López finalmente mantenía su señorío hereditario de Vizcaya. Alrededor de la Vizcaya nuclear había otras tenencias y señoríos menores, que podrían estar en manos de ramas cadete de su familia o tener otras relaciones de dependencia. Es el caso del señorío de Llodio, en manos de Íñigo López de Mendoza, o de Ayala, señorío de Lope Sánchez, ambos primos de Diego López. La situación del Duranguesado es más dudosa, por la ausencia de documentos en el periodo. Al este de sus dominios se encontraban a las posesiones de la familia Vela en Guipúzcoa y Álava oriental, leales al Batallador.
Al oeste de estas grandes tenencias se encontraba el valle del río Oja. Por las confirmaciones de donaciones que emiten, el valle e iglesia de Santo Domingo de la Calzada eran reivindicados políticamente tanto por Alfonso I como por Urraca y eclesiásticamente tanto por el obispo de Burgos como por el de Calahorra. El dominio de facto parece haber sido de Alfonso, que nombró a Sancho Juanes de Ojacastro su tenente en Ojacastro. Constan alrededor más tenencias en manos navarroaragonesas como la de Cellorigo, Belorado, Cerezo, Pedroso y Oca.
También abundaron las tenencias en manos navarras y aragonesas en la cuenca alta del Ebro, destacando especialmente la de Tedeja/Medina de Pomar. En la comarca de La Bureba constan tenentes de Alfonso en Briviesca, Poza, Ubierna, Castrillo y Piedralada. En esta última zona, aunque muchos tenentes son de origen aragonés o navarro, otros tenentes documentados son de origen castellano, siendo probablemente magnates locales que ahora ejercían su autoridad en nombre de Alfonso. Por las confirmaciones de donaciones que emiten, Alfonso siguió manteneniendo su influencia sobre los monasterios de Oña y Santo Domingo de Silos. Al norte, el Batallador mantuvo su influencia sobre Bricia, la comarca cántabra de Trasmiera y las Encartaciones mientras que las Asturias de Santillana estarían ya en tenencia de Rodrigo González de Lara en nombre de Urraca definiendo una frontera que podría haberse mantenido hasta la muerte de Alfonso.

### Interpretaciones políticas y sociales
Asimismo, muchas localidades en el Camino de Santiago, que habían apoyado a Alfonso I en el reciente conflicto, retuvieron lugartenientes y guarniciones de Alfonso incluso en enfrentamiento con facciones partidarias de Urraca. Es el caso de Castrojeriz, con una tenencia leal a Alfonso bajo un Oriol Garcés que se ha propuesto descendiente de un linaje del reino de Pamplona. Alfonso tampoco abandonó a los burgueses de Sahagún que le habían apoyado, poniendo una guarnición bajo el gobierno de un Giraldo proaragonés apodado el diablo en las crónicas del rival monasterio de Sahagún y ejerciendo su poder en la zona mediante las misiones de su pariente materno Beltrán de Risnel en Sahagún, Carrión (de la que fue reconocido como conde) y Burgos. Sin embargo, Alfonso no intentó separar estos últimos territorios de la jurisdicción castellana. En cambio, la posterior guerra civil entre Urraca y su hijo Alfonso Raimúndez (bajo control de Gelmírez y Froílaz, que se beneficiaban de una regencia en su minoría en vez de un gobierno de Urraca) siguió dando ocasiones al Batallador para preservar su influencia en el reino de Castilla durante varios años más. Alfonso contaba para ello en general con las simpatías de los burgueses del Camino de Santiago pero encontró un duro contrapeso en el obispo Pascual de Burgos y en su sucesor Simón, que buscaron restablecer su poder en la diócesis y la autoridad de Urraca. La propia ciudad de Burgos cambió lealtades en varias ocasiones.

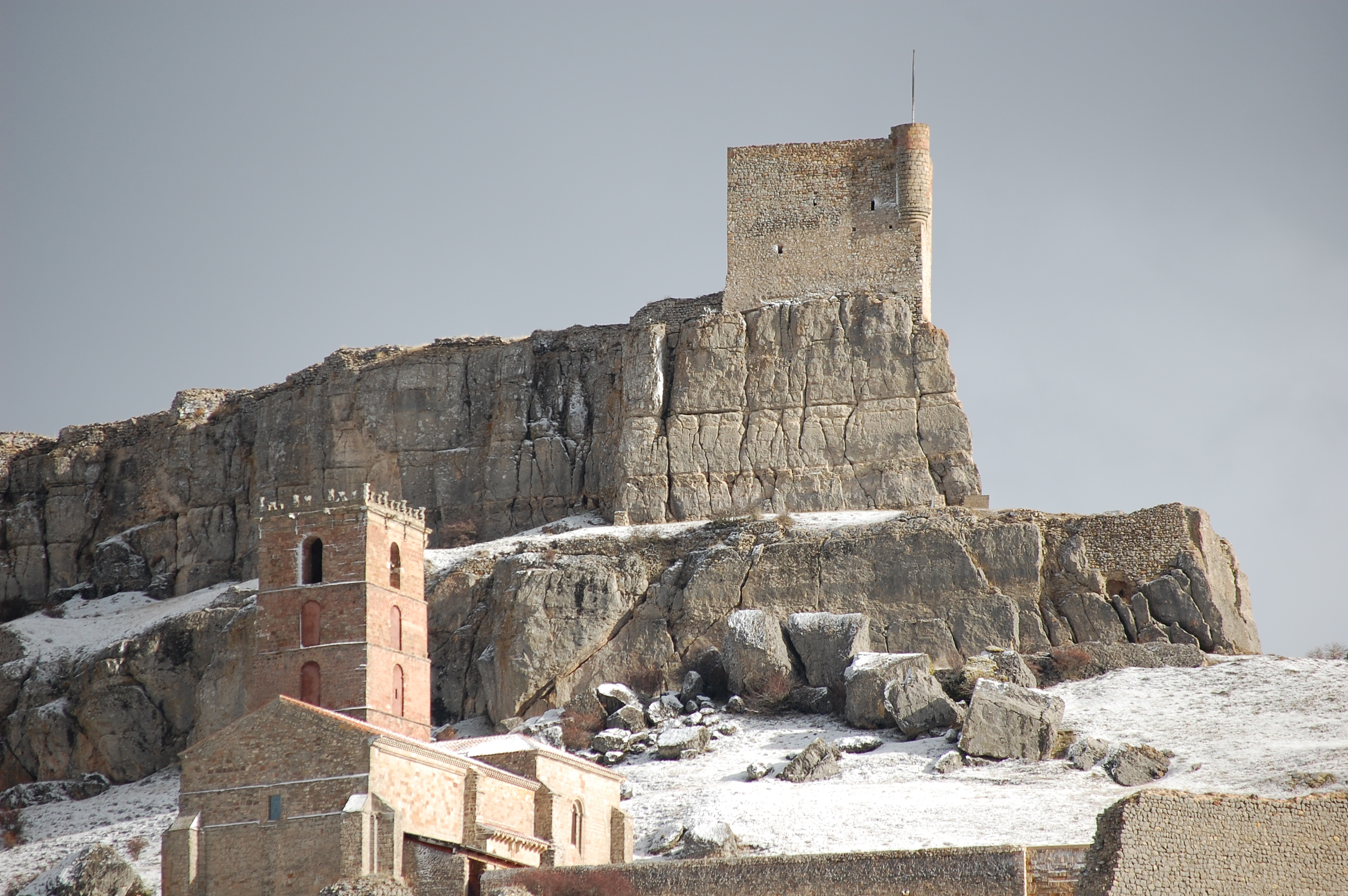
La iglesia románica de Santa María del Rey, en Atienza, fue mandada construir por Alfonso I como recuerda la inscripción de su portada.

Alfonso también mantuvo buenas relaciones con los territorios castellanos en la frontera con los musulmanes, constando en documentos actos regios que afectaban a poblaciones como Sepúlveda, Pedraza, Sotosalbos o Segovia incluso años después de la nulidad del matrimonio, la repoblación por Alfonso I de zonas de frontera, y asistencia a Toledo contra incursiones almorávides. Alfonso mantuvo un tenente leal en San Esteban de Gormaz desde 1111 y consta su reconquista en 1112 a los musulmanes de localidades sorianas como Campisábalos y Atienza, así como indicios de su control sobre Medinaceli. Ciudades como Segovia o Toledo oscilaron lealtades hasta fechas tan tardías como 1122. En oposición a Alfonso, además del empuje almorávide se encontraba la sede de Toledo que tenía categoría arzobispal y reclamaba nombrar obispos para Sigüenza y Osma. Aunque los contraataques musulmanes habían privado a los obispos nombrados por Bernardo de Sedirac de control efectivo sobre los territorios que reclamaban, contribuyeron otro factor para que Alfonso no terminara de consolidar su dominio en dichas zonas. El Alfoz de Lara, base de poder de su enemigo Pedro González de Lara, se encontraba también cerca de Osma.
Algunos autores han señalado que el choque entre el partido borgoñón de Gelmírez y el aragonés de Alfonso mostraba un conflicto más profundo en la forma de llevar a cabo la Reconquista, donde Gelmírez representaba la continuidad de la política feudal de Alfonso VI y el Batallador la continuidad de la visión de hombres de frontera como el Cid. En ese marco, algunos autores defienden que Alfonso I tendría el apoyo del campesinado que buscaba tierras seguras, tanto de los ataques musulmanes como de los grandes poderes feudales del propio reino. Para un segundo grupo de autores, esto se enmarca más bien en los conflictos entre la baja nobleza y los grandes magnates. Otros historiadores han llamado la atención a la política favorable a los burgos urbanos y al comercio con los francos de Alfonso, estando también estos en oposición a la alta nobleza. Un último grupo de académicos ha propuesto que tras la reciente guerra civil la élite militar hispana podía haber visto en el Batallador a un nuevo ejemplo a seguir tras el Cid, algo que creen que se refleja en la redacción de las primeras leyendas sobre el Campeador.

## La conquista del valle del Ebro

### Vuelta a su reino

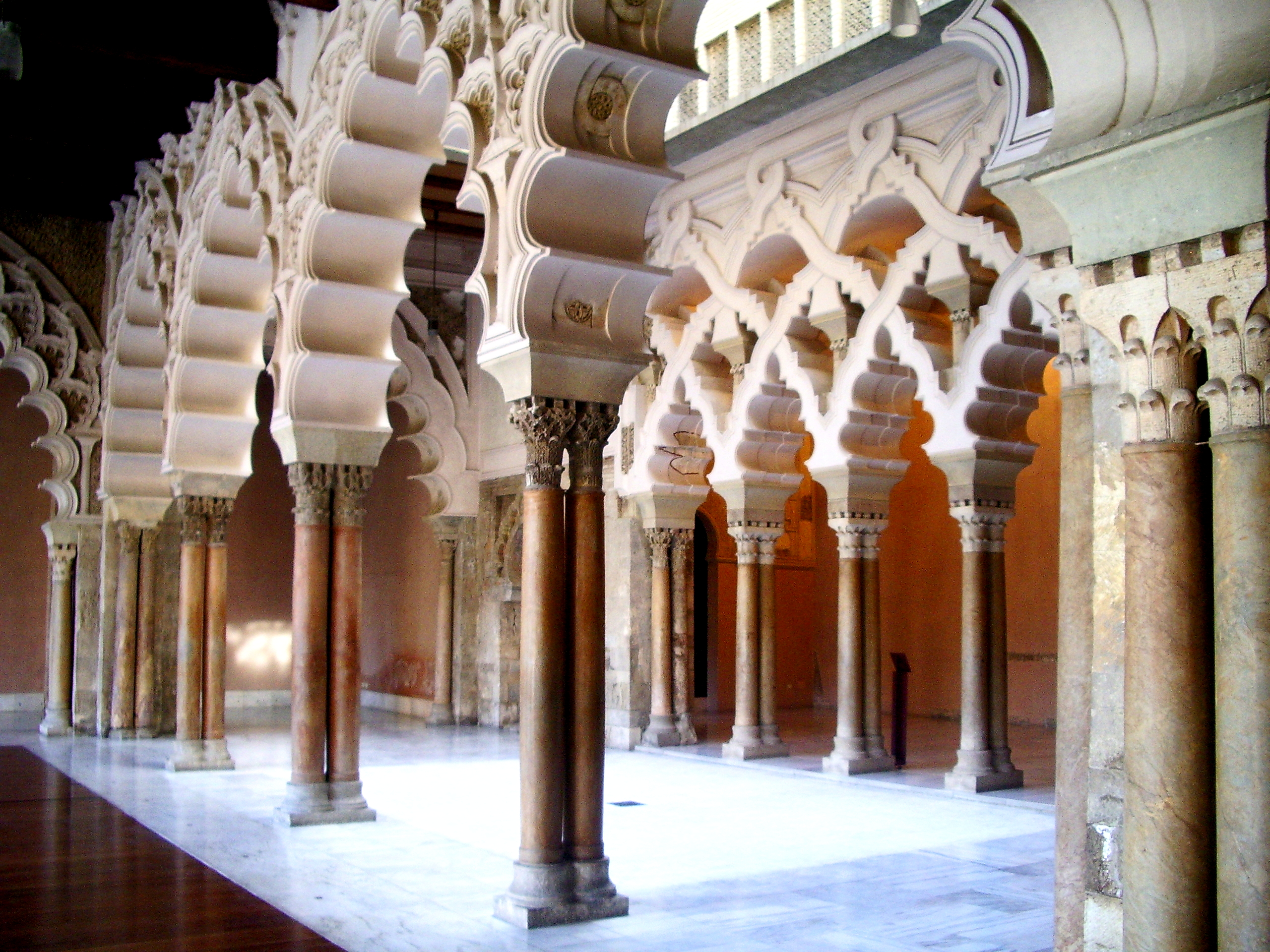
Estancias de La Aljafería, palacio y fortaleza de Saraqusta.

Durante sus años de política leonesa, Alfonso había intervenido en la Reconquista a la defensiva. Había repelido ataques en 1110 de al-Mustain en Valtierra, de sus sucesores almorávides en 1112 en la comarca de Huesca, enviado al obispo Esteban de Huesca a apoyar a sus aliados urgelitanos ante una incursión musulmana en 1114, y auxiliando a Toledo y Segovia contra los almorávides en 1114 (que parecen haber vuelto temporalmente a su lado a cambio). Anulado el matrimonio, Alfonso comenzó una nueva etapa más ofensiva centrado la conquista de Zaragoza, que tras la derrota de Valtierra había sufrido descontento popular y había caído en manos de los almorávides. 
Zaragoza (en árabe, Saraqusta o a veces Madînat al-Baida, la ciudad blanca) era una de las principales ciudades de al-Ándalus y, fruto de su capitalidad de fronteras, uno de los principales reinos taifas musulmanes. En su mayor esplendor dicha taifa había abarcado desde Tudela hasta Tortosa, dependían de ella Tudela, Huesca, Lérida, Tarragona y Calatayud y recibía vasallaje de Valencia y Denia. Su fortaleza, frente a los vastos territorios despoblados en la frontera de Castilla y León había sido la causa de la menor expansión del Reino de Aragón. En 1115 el gobernador almorávide había pasado a ser Ibn Tifilwit, cuyo gobierno vino marcado por sus desavenencias con el filósofo y visir Avempace (1115-1117). Su único avance contra Alfonso fue la toma de la fortaleza de Juslibol.
Desde 1115 Alfonso retomó la estrategia de pinza para aislar Zaragoza por el oeste y el este. Los primeros movimientos de Alfonso fueron dirigidos a restaurar y ampliar la frontera occidental frente a Tudela que había sufrido la expedición de Al-Mustain en 1110. Las crónicas recogen de nuevo la conquista de Tauste en 1115 que pese a haber sido tomada antes junto a Ejea parece estar de nuevo en manos musulmanas. Probablemente se hubiera perdido durante la campaña de Valtierra. En 1115 data igualmente la repoblación y donación de fueros a El Frago, en la frontera ejeana.

### Estabilización de las fronteras occidental y oriental
La campaña militar se vio después interrumpida por la política doméstica y leonesa. En 1115 Alfonso también visitó Sahagún para negociaciones con Urraca, quizás relacionado con la candidatura de su hermano a la mitra de Burgos. A principios de 1116, estaba en Castilla, volviendo en febrero a Aragón y pasando a junio a la frontera riojana. Mientras, ese mismo junio el obispo Esteban de Huesca resolvió expeditivamente sus conflictos de lindes con Ramón de Roda expulsándole de Barbastro por la fuerza, con la aquiescencia o al menos la falta de respuesta de Alfonso. El Batallador probablemente consideraba la actitud del obispo de Roda inútil en un contexto de guerras constantes mientras que Esteban era uno de sus más útiles vasallos. Ramón se exilió en Francia mientras que Esteban volvía a tensar su relación con el papado (al que ya se había enfrentado en tiempos de Pedro I por sus disputas con el obispo de Pamplona y con el monasterio de Montearagón).
En agosto de 1116 Alfonso concedió fuero a Belorado, clave para el control de territorio en la zona occidental, y realizó donaciones al monasterio de Valvanera para consolidar su dominio sobre el mismo. De finales de 1116 a principios de 1117 acometió Alfonso el sometimiento de Diego López de Haro. Parece que en enero de 1117 el Batallador estaba sitiándole en Haro, localidad frente a la que construyó una posición en el cerro de Santa Lucía, y ya en febrero de ese mismo año Diego López aparece en los documentos reales de Alfonso I, probablemente sometido o habiendo cambiado de bando de nuevo. Desde López de Haro 1116 es remplazado en sus tenencias riojanas de Grañón y Viguera por Fortún Garcés Cajal, el principal partidario del Batallador en la zona. Igualmente Alfonso coloca entonces a su pariente Beltrán de Risnel como tenente en Logroño. Para la sede de la obispado de la zona, disputada entre varias localidades y finalmente restablecido en Calahorra, el Batallador designó en 1117 a Sancho de Funes, ferviente partidario suyo hasta el punto de ser llamado Sancho de los Aragoneses en las crónicas catedralicias. Igualmente Alfonso realizó nuevas donaciones al monasterio de Valvanera para asegurarlo en su órbita.
Ese mismo año Alfonso logró una tregua con su exmujer, que renovaría en 1120. En febrero consta así en Ocón. Entre los acuerdos a los que parece que se llegó, se celebró un sínodo en Burgos para resolver las quejas de los burgueses de Sahagún contra el monasterio, Alfonso reconoció al obispo Pascual de Burgos, del partido de Urraca, y Urraca reconoció a Beltrán de Risnel como conde de Carrión. No hay consenso entre los historiadores sobre quién quedó en posesión de la ciudad de Burgos, pues mientras algunos admiten un documento que menciona a un Íñigo López como tenente del Batallador, otros ven indicios de que se trata de una falsificación posterior. Zaragoza, que en el pasado había pagado parias a León como protección contra el expansionismo aragonés, quedaba abandonada a Alfonso. Algunos autores ven el ascenso de Jimeno López en la corte de Urraca como una muestra del poder que había adquirido en Castilla el sector partidario de un acercamiento al Batallador.
Tras una breve estancia en Tiermas y Sieso, en la que dio fuero a Sangüesa, reanudó sus campañas contra los musulmanes. Replicando lo que había hecho una década antes movió después su atención a la frontera oriental. En el mismo 1117 corrió las tierras de Lérida, amenazando la ciudad misma. Diversas huestes almorávides se juntaron para obligar al Batallador a abandonar su intento de tomarla. Pudo ser en esa campaña cuando tomó Morella en 1117, aunque el éxito del contraataque almorávide y la evolución de la frontera en los años siguientes hacen dudoso que se pudieran consolidar este u otros avances en la parte suroriental.

### La conquista de Zaragoza
A finales de 1117 la ciudad de Zaragoza quedó tras la muerte del gobernador interinamente en manos del gobernador de Murcia que inspeccionó la plaza pero esperaría el nombramiento de una nueva autoridad, generando un vacío de poder que Alfonso aprovechó. En preparación de un sitio contra una plaza fortificada, recurrió a sus alianzas transpirenaicas. Alfonso había mantenido importantes relaciones con Gastón IV, vizconde de Bearne. Gastón era un veterano occitano de las Cruzadas en Tierra Santa, de costumbres guerreras y religiosas similares al aragonés y señor de un vizcondado de fuerzas parejas a las de Aragón. Era además experto en armas de asedio como había demostrado en la toma de Jerusalén de 1099, cuando luchaba bajo Raimundo IV de Tolosa, con lo que acumulaba una experiencia en sitios de ciudades que podía ser vital para el rey Alfonso. No se sabe mucho de cómo nació su buena relación, probablemente basada en sus experiencias vitales similares forjadas en la guerra contra el musulmán, pero llegaron a ser amigos íntimos. Puede que ya estuvieran colaborando antes de 1117: el vizconde de Bearne aparece como tenente de Barbastro en 1113, sin que se sepa la razón, y estaba casado con la prima de Alfonso. Entre 1117 y 1118 en un concilio en Bearne se firmó un compromiso de colaboración con Aragón.
Tampoco se sabe si Gastón de Bearne influyó en otros nobles occitanos, pero con el respaldo del papa, que otorgó bula de cruzada y los beneficios religiosos asociados, muchos se sumaron a la campaña contra Zaragoza, a pesar del recuerdo de la derrota en 778 de Carlomagno, presente en las leyendas a través del Cantar de Roldán. Una bula de Gelasio II ratificó el Concilio de Toulouse de febrero de 1118 y reafirmó al ejército que se estaba congregando para conquistar la ciudad blanca.
En marzo de 1118, se congregó un gran número de caballeros y señores franceses y gascones en Ayerbe, bajo el mando de Alfonso. La lista incluye, además de Gastón, a su hermano Céntulo de Bigorra, a Bernardo de Cominges, Guillermo IX de Aquitania y Bernardo Atón de Beziers, con sus huestes y vasallos. Acudieron asimismo fuerzas del también aliado condado de Urgel, de Pallars, ya que el conde Bernardo Ramón fue feudatario de Alfonso I de Aragón, así como de la propia Ribagorza como era el caso de las tenencias ribagorzanas de Bernardo Ramón o de los tenentes locales Ramón Pedro, Pedro Gauzpert, Berenguer Gombal, Pedro Mir de Entenza o Ramón Amat. También como vasallo estuvo Diego López de Haro, señor de Vizcaya, y, aunque las evidencias documentales muestren lagunas, hay indicios de la presencia de la casa de Vela y de otros nobles alaveses como Íñigo López de Llodio. Igualmente se recoge en las crónicas la participación de otros señores del reino de la actual Rioja como Lope López de Calahorra. Las posteriores recompensas a nobles oscenses y navarros muestran igualmente la participación la aristocracia militar del corazón del reino. Los vasallos eclesiásticos presentes incluían a Guillermo de Pamplona, Esteban de Huesca y San Ramón de Roda, que en con la excepción del segundo eran ellos mismos de allende los Pirineos. Estuvo también Sancho de Funes, abad de Nájera y poco después obispo de Calahorra. A través de ellos la Iglesia colaboró fuertemente en la financiación de la campaña. Por el contrario, no hay mención a la participación de milicias de las ciudades.

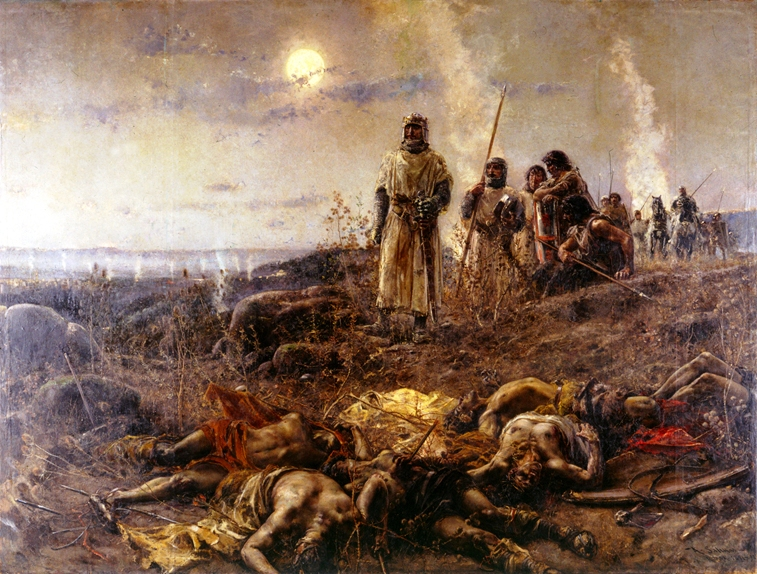
El barranco de la Muerte, de Agustín Salinas Teruel. Ca. 1891-1892. (Diputación Provincial de Zaragoza). En dicho barranco al sur de la ciudad sorprendieron los cristianos el 22 de mayo a un contingente que acudía a levantar el sitio.

Marcharon al sur, conquistaron Almudévar, Gurrea de Gállego y Zuera, a lo largo del río, y Salcey, Robres y Sariñena en los Monegros, y sitiaron a finales de mayo Zaragoza. Las crónicas árabes mencionan indicios de que otro frente cristiano atacó Tudela y Tarazona, probablemente para evitar que estas auxiliaran Zaragoza.
Se sabe poco con certeza de cómo se desarrolló el asedio. Consta la toma del arrabal extramuros en la orilla opuesta a la ciudad amurallada. Los zaragozanos probablemente destruyeran el puente sobre el Ebro para obstaculizar el ataque cristiano, aunque algunas crónicas atribuyen la quema a los cruzados. Varios historiadores consideran que se cortó el suministro de agua, que entraba por el canal de la Romareda para acelerar la caída de la ciudad. Una expedición de auxilio desde Valencia fue emboscada por el Batallador en mayo en el barranco de la Muerte, en las vecindades de la ciudad. Poco después, Alfonso se hizo con la Aljafería, fortaleza extramuros de la ciudad. 
Los meses que duró el asedio significaron una gran prueba también para la moral y salud de las tropas cristianas, que probablemente harían en invierno una retirada temporal, pues los hombres dormían a la intemperie. Por su parte, los almorávides enviaron fuerzas de Córdoba y Granada para desbaratar el cerco. Ibn Mazdali, hijo del recientemente fallecido general almorávide, derrotó a los contingentes cristianos frente a Tarazona, guarneció Tudela y envió refuerzos a Zaragoza. En septiembre los sitiados recibieron estos refuerzos. De acuerdo a las crónicas, hubo entonces un retorno de francos, por considerar la ciudad inexpugnable o por desavenencias con los nobles hispanos. En noviembre sin embargo falleció ibn Mazdali y Zaragoza finalmente se rindió el 18 de diciembre de 1118. Se suele indicar como hito de la caída la toma del Torreón de la Zuda, sede del gobierno musulmán y fortificación del recinto amurallado.

### La reorganización de Zaragoza

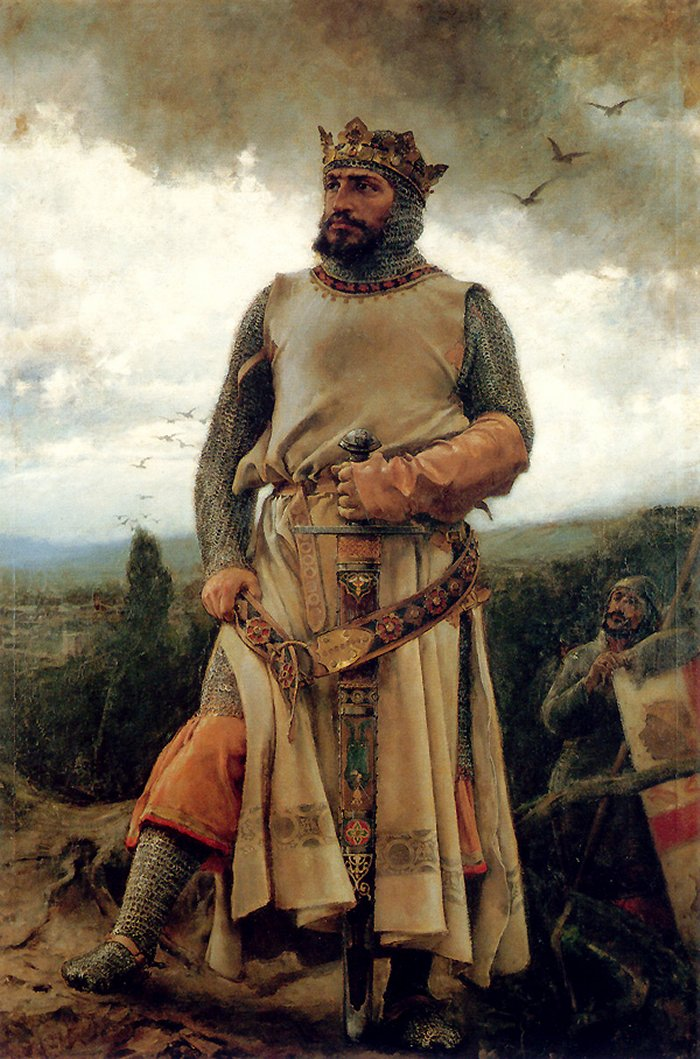
Retrato imaginario del rey Alfonso I de Aragón en el ayuntamiento de Zaragoza.

Las capitulaciones de la ciudad reconocían a los musulmanes el derecho a quedarse en Zaragoza, con la condición de habitar en los arrabales en el plazo de un año, durante el cual las mezquitas seguirían cumpliendo su función; a pagar los mismos impuestos que hasta la conquista, a mantener sus propiedades rurales y a practicar su religión y ser juzgados por sus propias leyes. Se reconocía el derecho de marchar libremente a los que lo desearan. Con estas condiciones ventajosas, Alfonso trataba así de evitar la despoblación de la ciudad, especialmente conservando a los artesanos y comerciantes, asimilando a los mudéjares, lo que marcaría el arte de la ciudad. Para organizar la coexistencia, Alfonso I dispuso un sistema de aljamas que garantizaban el respeto entre comunidades religiosas como en otras ciudades de su reino. A la ciudad Alfonso le ofreció un fuero en enero de 1119 derivado del de Jaca para atraer pobladores cristianos. Este fuero de Zaragoza sería la base para los posteriores fueros de otras conquistas de Alfonso en el Ebro.
Tras todo eso, la medina o ciudad vieja fue repoblada con cristianos que habían participado en la toma de la ciudad. Se calcula que, de los cerca de veinte mil musulmanes, muchos permanecieron, y con la llegada de nuevos habitantes la población creció y la ciudad se expandió extramuros. Gastón IV de Bearne recibió la tenencia de la ciudad en recompensa a sus esfuerzos. Pedro Jiménez quedó como justicia del rey, decisión que marcaría el desarrollo de la jurisprudencia durante el reinado de Alfonso, y Sancho Fortuñón como zalmedina de la ciudad que supervisaría la cristianización de la ciudad. Cipriano, merino del rey en Huesca, amplió su merinato a Zaragoza siendo otra de las figuras claves de la reorganización de la ciudad.
Alfonso recuperó la antigua sede episcopal, cuyo ocupante parece haber sido motivo de disputas. Alfonso parece haber preferido a Esteban de Huesca, siempre cercano a él y que había colaborado de forma vital en la campaña. Estaba sin embargo reciente la disputa con Ramón de Roda, que había puesto en conflicto a Esteban con la Santa Sede y pudo motivar la elección final de Pedro de Librana, monje bearnés preferido por el papa. El rey ordenó erigir una nueva iglesia sobre la antigua capilla mozárabe de El Pilar, convertir la mezquita mayor de la ciudad en catedral y otorgó concesiones a los benedictinos para que fundasen un monasterio en el Palacio de la Aljafería, edificio que se constituyó en residencia real de los reyes de Aragón. El Batallador entregó asimismo la iglesia mozárabe Santas Masas al obispo de Huesca, en cumplimiento de promesas de su padre y recompensa por el apoyo en la campaña. La iglesia mozárabe de Santiago fue igualmente entregada al monasterio de Siresa.

### Conquista de la margen derecha del Ebro

Mapa de las conquistas de Alfonso I (en naranja conquistas a los musulmanes, en verde oscuro territorios del reino de Pamplona recuperados de Castilla, en amarillo oscuro zonas de frontera repobladas por Alfonso).

Una vez tomada Zaragoza, el rey de Aragón proyectó la conquista de las poblaciones al sur del río Ebro. En 1119 se culminaron las operaciones en torno a Zaragoza conquistando localidades de sus inmediaciones como María, Fuentes, Pina o Alfajarín. Probablemente por esas fechas fueran Belchite o Cariñena los puntos más al sur de Zaragoza bajo dominio cristiano siendo posiblemente el puerto de montaña de Paniza el que sirviera de frontera natural al sur.
Después de ello la atención de Alfonso pasó a Tudela, siguiente foco de poder musulmán en el Ebro. Los documentos supervientes muestran una importante participación de barones del occidente del reino de Alfonso en la nueva campaña, que abría el camino para la expansión territorial de esos grupos nobiliarios, junto a la presencia algunos vasallos más lejanos al frente y cruzados francos. Tudela cayó tras un breve sitio el 25 de febrero de ese año. Con Tudela cayeron las fortalezas de su perímetro defensivo, como Valtierra, Autol y Cadreita, y casi una treintena de almunias y alquerías. La capitulación de Tudela muestra de nuevo condiciones favorables a la población islámica local, que mantuvo considerable autonomía en su comunidad, y la instauración de un nuevo gobierno marcado por los señores cristianos de la zona. Así Jimeno Blasco fue nombrado el primer zalmedina de la ciudad y Ato Fortuñones fue nombrado merino del rey en Tudela mientras que la tenencia inicialmente parece haber sido compartida por Aznar Aznárez y Fortún Garcés Cajal. Valtierra y Cadreita quedaron supeditadas a la tenencia de Arguedas de Blasco.
La conquista de Tudela fue seguida de toda la dehesa del Moncayo y la ribera del río Queiles, incluyendo Ágreda, Vozmediano y tras otro breve sitio, Tarazona con su comarca. Como en Tudela, las condiciones de la capitulación de Tarazona fueron favorables a la población local, que mantuvo autoridades locales propias. Algunos autores ven indicios de que Alfonso pudo contar en Tarazona con la colaboración de mozárabes de la ciudad. Fue tomado también el valle del río Alhama con Cervera del Río Alhama en cabeza, el castillo de Tudején que controlaba la aldea homónima y la de Sanchoabarca, los lugares de Lorcénigo, Cintruénigo, Corella y Alfaro y el paso del río en Castejón de la Barca. 
Alfonso también tomó en esa campaña la Ribera Alta del Ebro, donde desemboca el río Jalón, y el cauce del río Huecha con Magallón, Alberite, Mallén, Alagón, Pedrola, Novillas, Épila y Ricla... La tradición local atribuye la toma del castillo de Alagón a una aparición de la Virgen, fechándose en septiembre. Alfonso sometió asimismo a vasallaje el reino hudí de Imad al-Dawla en Rueda de Jalón y Borja, último reducto de la dinastía musulmana local que los almorávides habían depuesto y que buscaba venganza contra ellos. La cronología de la campaña de 1119 tras la toma de Tudela es sin embargo foco de debate entre los estudiosos.
Al sur, la campaña de 1119 dejaba la frontera en posiciones defendibles gracias a los puertos de montaña en sitios como Ágreda y Lanzas Agudas y el apoyo del reino hudí en el curso bajo del Jalón. Al este la frontera con los almorávides pasaba por el campo de Belchite, localidad a la que Alfonso otorgó un fuero de frontera en diciembre. Los almorávides sin embargo no respondieron a los avances de Alfonso, estando centrados en una reorganización de su mando en la península y en acciones menores contra León como la toma de Coria. Existen múltiples indicios de que los almorávides estaban atravesando problemas económicos y rebeliones en el periodo.

### Población de Soria

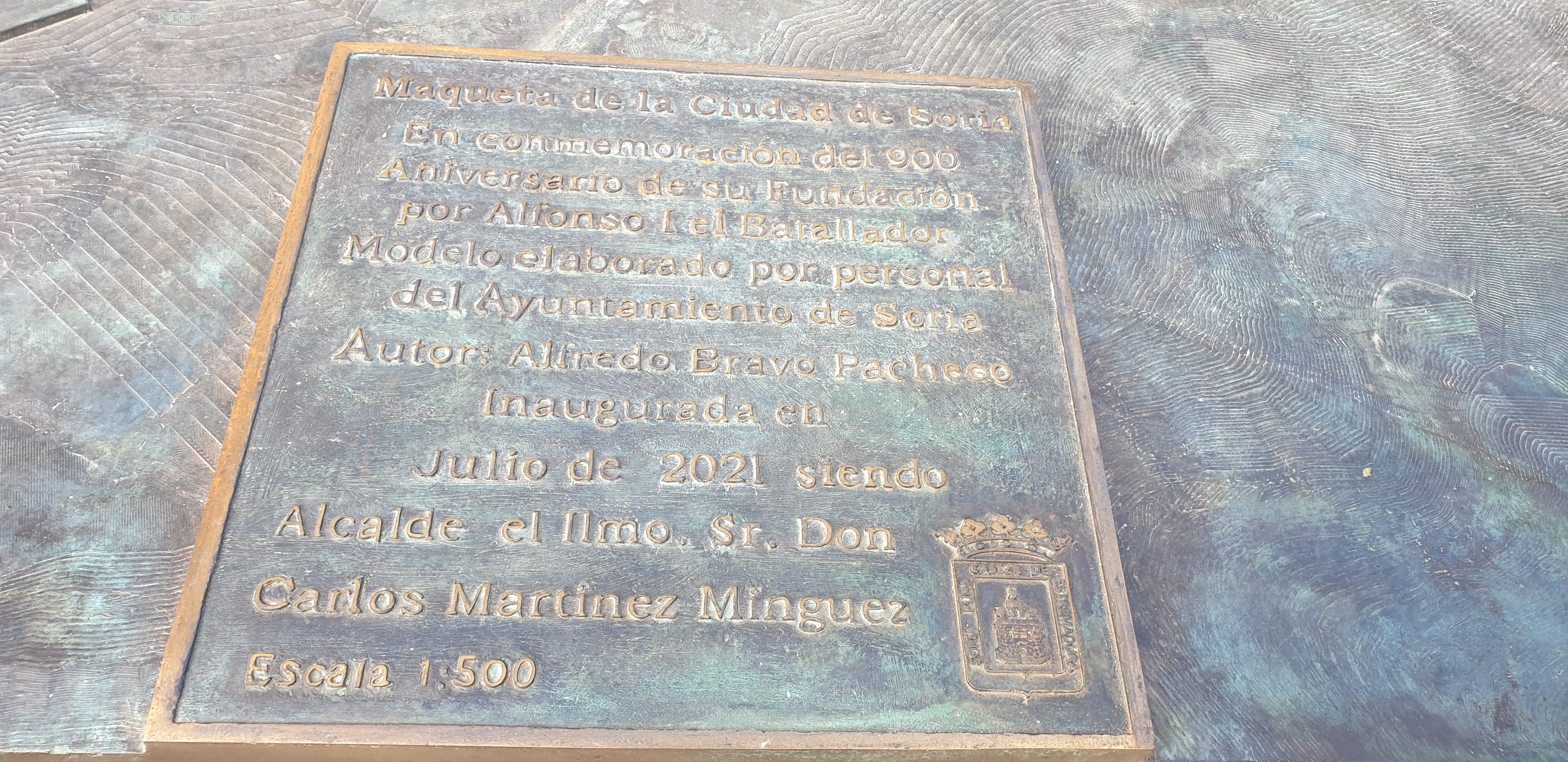
Placa conmemorativa en Soria que recuerda su fundación por el Batallador.

A finales de 1119 Alfonso también pobló Soria y sitios de su comarca como Salas. Alfonso VI de León había llegado a tomar Almazán, Gormaz y Medinaceli en 1098-1104 pero la contraofensiva de los almorávides y la catástrofe de Uclés en 1108 habían hecho efímeras esas conquistas y había convertido la zona en una frontera poco poblada que ahora amenazaba con flanquear las nuevas posesiones de Alfonso I. Repoblar la zona se hacía necesario para evitar contraataques musulmanes desde el valle del Duero.
Alfonso no solo buscaba consolidar la zona del alto Duero frente a los almorávides, sino también contra sus antiguos rivales Alfonso VII y Bernardo de Sedirac, que aprovechando que el Batallador estaba ocupado con Zaragoza habían arrebatado Alcalá de Henares a los almorávides. La ciudad de Toledo, ahora contando con ese respaldo contra los musulmanes, volvió a manos del leonés. Los historiadores ven la estancia de Alfonso I en Pedraza en diciembre como un intento de consolidar su presencia en el sur de Castilla, toda vez que la paz en su frontera occidental era necesaria para proseguir sus campañas al sur. En esa época logra que su fiel tenente Íñigo Jiménez de Asieso controle la zona de Sepúlveda y Segovia, en la sierra, si bien no lograría recuperar el control de Toledo. Igualmente el emplazamiento de Soria dominaba un cruce del Duero, no lejos de las posiciones de Osma y la extremadura que Gónzalez de Lara detentaba en nombre de Urraca.
En marzo de 1120 Alfonso concedió fueros a la ciudad. Aunque hay un debate académico sobre la identificación familiar de los primeros tenentes de Soria, los autores coinciden en un importante protagonismo de la nobleza del occidente de sus dominos, como la familia Lehet, para los que la población del alto Duero suponía una oportunidad de expansión que podía ser un importante factor en la política interna del Batallador. La necesidad de guarnecer esta frontera del Duero, sin embargo, anclaba recursos militares con los que Alfonso ya no podía contar para sus campañas.

### Los valles del Jalón y Jiloca y la batalla de Cutanda

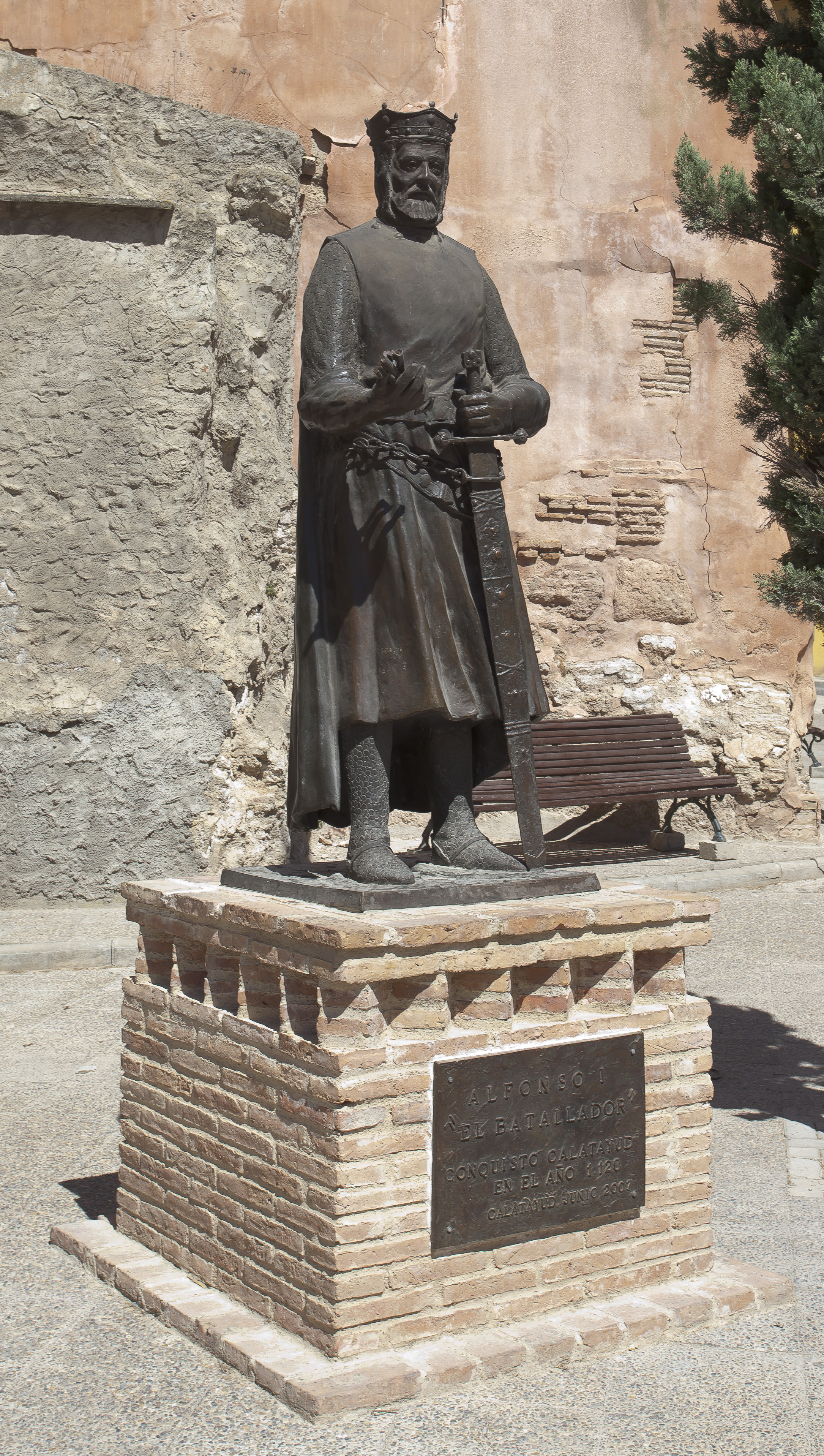
Monumento en honor a Alfonso I de Aragón en Calatayud.

En 1120 Alfonso emprendió una nueva campaña, dirigida contra el siguiente gran centro de poder musulmán, Calatayud. Se trata de una expedición que había estado planeando desde el año anterior, para lo que había mandado embajadas para sumar a Guillermo IX de Aquitania a sus fuerzas. Según las crónicas, Guillermo reunió una hueste de cerca de 600 caballeros del sur de Francia en apoyo a Alfonso. El Batallador igualmente con el apoyo de su vasallo hudí, que probablemente fuera una fuerza militarmente relevante. El sitio se prolongó, constando en la tradición oral numerosas leyendas y relatos sobre duros combates en paralelo para reducir los castillos musulmanes vecinos en Tierga, Bijuesca y Maluenda.
Antes de que cayera la ciudad, Alfonso recibió noticias de que los almorávides marchaban desde sus bases en Valencia para intentar reconquistar Zaragoza. Los autores modernos difieren sin embargo en la ruta que siguieron. Alfonso y sus aliados levantaron el asedio y marcharon a interceptarlos. Alfonso los encontró en Cutanda, en el valle del río Jiloca. Aunque las fuentes primarias difieren en los números de cada fuerza y probablemente las exageren por motivos propagandísticos, parece que en una maniobra sorpresiva Alfonso logró emboscar a los musulmanes. A pesar de ser inferiores en número, las fuerzas aragonesas aplastaron a las musulmanas y obtuvieron su victoria el 17 de junio de 1120, acabando definitivamente con las esperanzas musulmanas de recuperar Zaragoza. La batalla de Cutanda se recuerda como la mayor victoria de Alfonso: en el siglo XIV aún se decía «peor fue Cutanda» para referirse a logros que parecen imposibles. Los relatos de los supervivientes musulmanes que lograron llegar a Valencia muestran una derrota completa, incluyendo la muerte de importantes líderes de la administración almorávide en al-Ándalus y una huida apresurada. Los cronistas de Oriente Medio recogieron igualmente la batalla como una importante derrota musulmana. La batalla fue seguida de la destrucción de múltiples fortificaciones menores musulmanas, probablemente colapsando la estructura islámica en el alto Huerva, el Jiloca y el Pancrudo.
Tras su victoria su ejército retomó la conquista de Calatayud. Calatayud cayó finalmente el 24 de junio de 1120, siendo seguida por las tierras de las actuales Bubierca, Alhama de Aragón y Ariza. Con ello cayó el tramo actualmente aragonés del valle del Jalón. Para 1121, Alfonso controlaba el tramo medio del Jalón. La campaña acabó con Chodes, la sierras de Albedrano y Viduerna, Berdejo, Carabantes, Albalate, Ariza, Milmarcos, Anchuela, Guisema, Cubel, Villafeliche, Langa y Codos como posiciones avanzadas de Alfonso alrededor de Calatayud.
Las operaciones militares contra los musulmanes siguieron con la caída de Daroca y su distrito (incluyendo los actuales Torrelacárcel y Singra y los ojos del Jiloca) lo que suponía la conquista del curso del principal afluente del Jalón, el Jiloca. También toma probablemente en esta fecha el iqlim (distrito) de Qutanda (con el valle del río Pancrudo) y quizás el de Sahla, que cubría la ruta desde Valencia. La caída de la zona supuso otro severo golpe a la influencia de los almorávides, a los que Alfonso puso en franco retroceso. Frente estas conquistas, la antiguas taifas de Molina y Albarracín, ahora ambas en manos almorávides, marcaban la frontera en las estribaciones de la serranía de Cuenca. Las tierras más allá de Daroca se encontraban sin embargo poco pobladas y tanto los almorávides como Alfonso priorizaron en los siguientes años el tramo bajo del Ebro.
Tras una interrupción en otoño de 1121 en la que se trasladó a Burgos para sofocar una revuelta en Tardajos (probablemente como acción contra la casa de Lara), Alfonso volvió al valle del Ebro. A comienzos de 1122 Alfonso recibió la rendición de Borja. Dicha localidad había quedado en las campañas de 1119 como un exclave nominal del reino vasallo hudí rodeado por las poblaciones tomadas por Alfonso. Parece que hacia 1122, una vez terminadas las conquistas militares, se pactó su entrega pacífica con condiciones favorables a la población musulmana local. En febrero de ese año Alfonso consta en Ainzón, que se ha propuesto como el lugar de firma del documento de la capitulación de Borja.
Para asegurar militarmente estas conquistas al sur del Ebro, Alfonso fundó en 1122 en Belchite una orden militar: la cofradía de Belchite. Fue la primera de estas características en la península ibérica y fundada a semejanza de la Milicia de Jerusalén y de las establecidas en las Cruzadas. Los cofrades y sus bienhechores recibirían beneficios de cruzada no solo para la conquista de una ciudad como hasta entonces había sucedido. Su probable zona de acción territorial estaba en el sur de Zaragoza y el curso bajo del río Huerva (Cariñena, Belchite) que desde 1119 había caído en manos de Alfonso pero carecía de grandes defensas naturales contra posibles contraataques islámicos. Alfonso parece haber estado preocupado, a tenor de las condiciones del fuero de la localidad, por la carga que el servicio de hueste podía haber tenido entre la población de la frontera de haberse acometido como en otras partes del reino.
Al oeste se encontraban las tierras castellanas y leonesas. A finales del verano y durante el otoño del 1122, hizo una amplia incursión en Castilla, pasando por Olmedo y Fresno, por tierras entonces dominadas por el infante Alfonso Raimúndez, al que se cree que deseaba intimidar para que respetase la tregua que había acordado años antes con su madre. La progresiva consolidación en el trono del infante y de sus regentes había llevado a la creación por Gelmírez de la diócesis de Ávila el año previo sobre tierras de la Extremadura. Los actos del Batallador en las tierras al sur del Duero fueron en general conciliatorias para con los leoneses y la campaña fructífera, pues el soberano aragonés no volvió a estas regiones durante el reinado de Urraca. La paz en los territorios castellanos convenía a las dos partes: a Alfonso le permitía concentrarse en la conquista y repoblación del Ebro y a Urraca, tratar de someter a su hermana Teresa en el oeste. En cuanto al infante Alfonso, obtuvo del monarca aragonés la aquiescencia para gobernar las tierras al sur del Duero y para adueñarse de Sigüenza, a cambio de conservar sus plazas castellanas a lo largo del Camino de Santiago. El pacto entre leoneses y aragoneses debió acordarse a finales del 1122 o comienzos del año siguiente.

### Repoblación del territorio conquistado

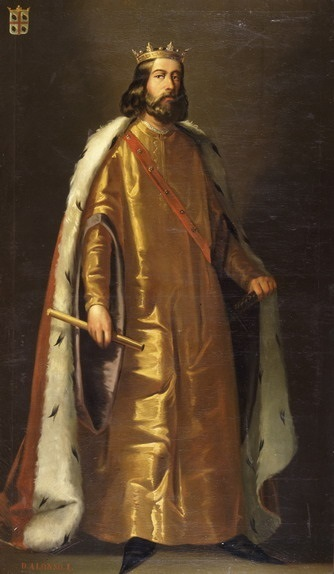
Retrato imaginario de Alfonso I de Aragón, de Manuel Aguirre y Monsalbe. Ca. 1851-1854. (Diputación Provincial de Zaragoza).

La amplitud de las nuevas tierras conquistadas plantearon retos para garantizar su población cristiana. Se conocen por los estudios arqueológicos de iglesias y barrios cristianos o por referencias en fuentes históricas la existencia de población mozárabe significativa en localidades recientemente conquistadas como Tamarite de Litera, Tauste, Zaragoza, Tudela, Valtierra, Cadreita, Murillo de las Limas, Tarazona, el curso alto del Huecha junto al Moncayo, Alagón, Calatayud y Daroca. Aun así era necesario consolidar y repoblar el territorio, ante la marcha de parte de la población islámica. El legendario popular, con historias de comunidades cristianas supervivientes que tras la conquista por Alfonso recuperaron imágenes religiosas escondidas durante la conquista musulmana mientras que otras habían abandonado las localidades (Mallén/Novillas o Atea/Saz) incide en el reto demográfico que afrontó el Batallador.
El antiguo sistema de presura, por el cual el rey y sus tenientes repartían las tierras abandonadas tras la conquista dio oportunidades a altoaragoneses, navarros y gascones para asentarse como se ve en topónimos, numerosos estudios onomásticos, lingüísticos y religiosos. Bajo Alfonso fue habitual que los peones que habían participado en la campaña recibieran una yugada de terreno de regadío, permitiendo al campesinado participar de la conquista, mientras que los caballeros recibían el doble. Recibieron igualmente casas y edificios en los núcleos urbanos a medida que la población musulmana se fue trasladando a las aljamas extramuros en cumplimiento de las rendiciones. La emigración al sur de parte de la población pirenaica supuso sin embargo que se ralentizara el desarrollo de localidades en el núcleo original del reino.
Desde 1122 el Batallador dotó de fueros y cartas pueblas a numerosas ciudades como el Burgo Nuevo de Sangüesa (1122), Puente la Reina (1122), Ayerbe (c. 1122)... incentivando así la repoblación y asentamiento del territorio. Son muchas veces llamados fueros de francos porque incentivaban la creación de los burgos francos, con inmigrantes franceses, a menudo como nuevos barrios o ampliaciones de las ciudades para asentar artesanos y comerciantes. Alfonso empezó dotando de fueros a la zona del Camino de Santiago que servía de conexión con el otro lado de los Pirineos y continuaba la obra de su padre Sancho Ramírez. Otro foco inicial fue el curso bajo del río Aragón que tras haber sido zona de frontera entre Aragón, Pamplona y los musulmanes, ahora quedaba en el corazón de sus dominios y abierta a una mayor explotación económica. No sólo organizó la construcción de estos burgos sino que también promovió la construcción de infraestructuras como molinos, hornos y baños.
A pesar de estos habitantes cristianos mozárabes y repobladores, la población islámica siguió siendo significativa. Además de Borja y del resto del reino vasallo hudí en el Jalón (quedando población significativa en Terrer o Arcos de Jalón), otras poblaciones que se habían rendido tras la toma de Zaragoza y la batalla de Cutanda y conservaron significativa población musulmana (mudéjares) fueron Pedrola, Fuentes de Ebro, Pina y Gelsa en el Ebro, Cuarte, Cadrete, María, Mezalocha y Muel a lo largo del río Huerva, Letux, Codo y Belchite en el Aguasvivas, Cervera en el río Alhama y numerosas poblaciones a lo largo del Queiles y Huecha como Tarazona. Muchos de los mudéjares y muladíes continuaron trabajando sus tierras tradicionales como exáricos, ante el colapso económico que hubiera supuesto su marcha. Su continuidad fue clave para mantener el sistema de balsas y acequias, heredado de época romana y califal y necesario para la agricultura. Los exaricos debían a cambio pagar una parte de la producción agrícola y ganadera de los territorios conquistados. El estatus de exarico sin embargo se empleó también para repobladores cristianos usados para explotar las nuevas propiedades.
En las ciudades recientemente conquistadas como Zaragoza, los fueros de Alfonso típicamente permitieron a la población musulmana y judía preexistente quedarse en las ciudades en aljamas extramuros con sus propias instituciones. Esta continuidad de la población supuso un más rápida absorción de los inmigrantes francos en comparación a los burgos comerciales del Camino de Santiago, pues la población musulmana siguió siendo la base económica agraria y urbana. Esta pervivencia económica islámica fue buscada por las políticas de Alfonso, que intentaron preservar el comercio y la industria de las ciudades conquistadas. En algunos casos excepcionales como el de Borja, hay indicios de que no se planteó en el corto plazo intentos de repoblar las localidades dado el carácter pacífico de la rendición.

### Ordenación del territorio conquistado
No sólo se incentivaba la llegada de inmigrantes, sino que Alfonso concedió tenencias a nobles, compartiendo con ellos los ingresos y poder a cambio de que estos construyeran castillos y así garantizaran el control y población del territorio. Con la expansión bajo Alfonso, el número de estos se disparó en comparación a su predecesores. Alfonso donó antiguos husûn o fortalezas islámicas abandonados para su reconstrucción y guarnición a señores como los Malavella, que recibieron del rey un castillo en Piedra, o Fortún Galíndez, que recibió el castillo de Alfajarín junto a Zaragoza. Antes de 1125 estaban terminados castillos en Gallur, Borja y Sádaba y establecida una tenencia aragonesa en Borobia.
Alfonso repartió las conquistas entre sus tenientes y hombres de confianza, siendo la extensión de las nuevas conquistas de tal magnitud que algunos autores lo ven como la semilla de la transición del sistema de tenencias al de señoríos hereditarios en el valle del Ebro. El primitivo sistema estatal que Alfonso heredaba vio triplicarse el territorio a supervisar, reduciéndose el control que el monarca podía ejercer sobre los tenentes. Así se ha propuesto que bajo Alfonso se produjo una reforma del papel de los merinos, que de abarcar una localidad pasaron a tener que supervisar distritos más amplios. Fue significativa la entrega de Alagón, Pedrola, Tauste y El Castellar como gran tenencia a su antiguo ayo, Lope Garcés Peregrino, con la que dio origen a la casa de Alagón, que se convertiría en una de las grandes casas nobiliarias del reino.  El distrito medio del Jalón en torno a Ricla fue a manos de Íñigo Galindez de Sos y de su cuñado Ato Orella. Otra concesión de relevancia histórica fue la de Urrea y Turbena a Pedro Jiménez que así inició la casa de Urrea, otro de los principales linajes de Aragón. Muchos otros miembros de la aristocracia militar que rodeaba al Batallador fueron igualmente recomensados: en Borja fue nombrado tenente Orti Ortiz, en Calatayud Íñigo Jiménez de Asieso y en Daroca Fortún Garcés Cajal.
Alfonso, a diferencia de sus predecesores, se mostró proclive a otorgar tales tenencias a señores de origen francés. Autores como Lema Pueyo han defendido que esto fue fruto de una política deliberada de Alfonso, que al dar tenencias y posesiones a un lado de los Pirineos ataba a sí a señores occitanos que podían volverse sus vasallos o aliados también en el otro lado de la cordillera, donde ya habían tenido aspiraciones en el pasado los monarcas navarros. Así, en 1122 Alfonso recibió homenaje de Céntulo II de Bigorra, veterano de sus campañas y hermano de su aliado Gastón que había ascendido al trono de Bigorra y tenía una dependencia nominal pero inefectiva del ducado de Aquitania. Céntulo recibió nuevas posesiones en el valle del Ebro para repoblar, destacando la tenencia de Tarazona. Una vez tomada Zaragoza, Aragón se había convertido en un centro de poder propio con fuertes vínculos con Bearn y Bigorra. Entre los nobles que llegaron por esa época a su corte se encuentra significativamente su primo materno, Rotrou III de Perche, que se convertiría en uno de sus lugartenientes de confianza y al que daría la tenencia de Tudela. Las crónicas son sin embargo contradictorias sobre su papel previo junto a Alfonso, con el que podía haber colaborado durante la campaña de Zaragoza pero habiéndola abandonado prematuramente.
Los tenentes que recibían tales honores realizaron a su vez una redistribución secundaria de propiedades que trasplantaba una baja nobleza del Pirineo y Francia. Ello tenía el múltiple efecto de formar una red de influencias alrededor de las grandes tenencias, de garantizar el reclutamiento militar de las nuevas tenencias y también el de asegurar la población y producción de las nuevas tierras del reino estableciendo lo que algunos autores han definido como sistema agrario feudal. Estimaciones de autores modernos cifran la fuerza militar disponible para el Batallador en alrededor de un millar de caballeros y otros tantos peones gracias a estas tenencias en el corazón de su reino y las nuevas conquistas.
Entre los casos estudiados en detalle en la historiografía está la red de influencia de Ato Orella y Lope Garcés Peregrino en el tramo bajo del Jalón. Es el caso de La Almunia de Cabañas, otorgada a un Íñigo Galindez, así como otras tierras en Lumpiaque, Épila y Suñén a Sancho Aznárez. Otro caso que ha sido propuesto es la donación de tierras alrededor de Magallón y en las Cinco Villas al linaje de Luján, que encajaría con el origen gascón propuesto por algunos autores para el Lope Garcés que aparece como tenente de Estella y que habría traído consigo a vasallos suyos de allende los Pirineos. Gastón de Bearn también atrajo una importante red occitana en Zaragoza y el Pirineo. Rotrou de Perche fue un foco de atracción de nobles franceses menor en número, pero relevante políticamente por su papel militar y su fuerza local. Así por ejemplo desde 1125 aparece en la corte de Alfonso Iustaç (Eustaquio) como tenente de Autol, junto a Tudela, del que se ha propuesto un origen normando. También aparece en los documentos de Alfonso Gualtier de Wyville, de una conocida familia anglonormanda. Otras reparticiones conocidas en el periodo incluyen la donación de tierras alrededor de Zaragoza por el zalmedina de la ciudad, Sancho Fortuñón, recibiendo el merino de Alfonso, Banzo Fortuñón, posesiones en Gallur, Grisén y Pinseque, en la ribera alta del Ebro, o la donación de Monzalbarba a un noble alavés.

### Restauración eclesiástica
Alfonso se preocupó también de recuperar las antiguas sedes episcopales de época romana y visigótica, siendo estas claves para construir una administración cristiana en ciudades que acababan de perder sus instituciones islámicas. Recreó y donó recursos para los obispados de Calahorra (recuperado de Nájera en 1116), Zaragoza (recreado en 1118), Tarazona (recreado en 1119) y aseguró y amplió los obispados recreados por Alfonso VI como Sigüenza (tomado a los musulmanes y repoblado 1121-1124), Segovia (1122-1123) y Osma. Alfonso no solo también equipó iglesias no catedralicias, como la colegiata de Santa María de Tudela. Estas dotaciones fueron a menudo críticas pues la conquista de comunidades musulmanas supuso el final del cobro de las parias que financiaban muchas fundaciones de los precedesores de Alfonso, siendo sus ingresos reemplazados por los diezmos de las nuevas iglesias en un proceso que acentuó el desarrollo de los obispados y monasterios como entes autónomos.
La iglesia tuvo además su propia actividad repobladora en las zonas recientemente conquistadas o aseguradas, acompañando las iniciativas reales y nobiliarias. Por ejemplo, abad de San Millán de la Cogolla pobló San Martín de Berberana (1121), el de Nájera hizo los propio con Alesón (1123), el de San Juan de la Peña lo haría en Luesia (1125) y el obispo de Zaragoza lo haría posteriormente en Longares (1127). Un caso particularmente estudiado es Cervera del Río Alhama, donde consta la creación de una iglesia en 1123, que ha sido interpretada como parte del proceso de repoblación. La fundación de la iglesia de San Gil en Cervera implicó creación de una cofradía cristiana para asegurar el control de la localidad. En ese caso concreto la iglesia quedó bajo la autoridad del obispo de Calahorra, Sancho de Funes, probablemente como recompensa por su apoyo en la campaña precedente.
Además de para garantizar la cristianización y repoblación de las conquistas, los obispados eran claves para justificar el control político del territorio: la diócesis de Tarazona sirvió por ejemplo para legitimar la repoblación de Soria frente a las reivindicaciones de los obispados castellanos de Osma y Sigüenza mientras que estos últimos legitimaban las reivindicaciones castellanas a Soria y el Jalón. La presencia pese a ello de los obispos de Segovia, Osma y Sigüenza en actos de Alfonso I muestra de nuevo la complejidad del juego político de la época.

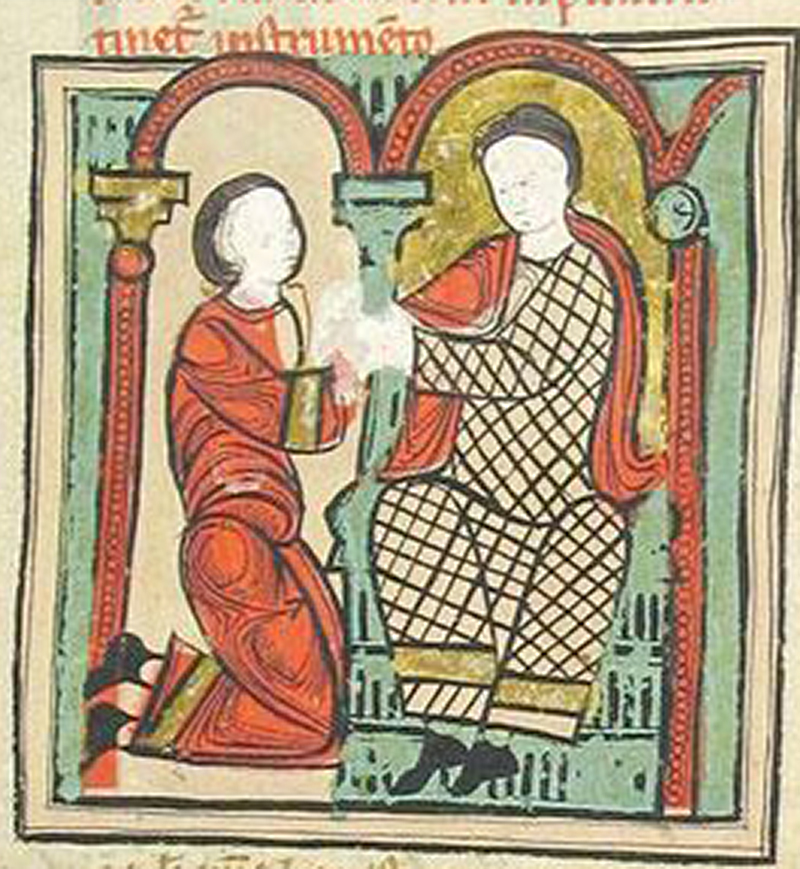
Alfonso I de Aragon y Beltrán de Tolosa. Liber feudorum maior. Diversas fuentes mencionan que Beltrán encomendó a Alfonso la protección de sus territorios durante su peregrinación a Tierra Santa.

### Política exterior y campaña de Lérida
En 1123 Alfonso se enfrentó con el conde de Barcelona, Ramón Berenguer III, por la ciudad de Lérida, que ambos ambicionaban tomar. En 1120, su gobernador había pactado con Berenguer Ramón III la cesión de castillos en el frontera del Segre como Corbins y su apoyo contra Tortosa. Esto irritó a Alfonso al trasladar la presión barcelonesa hacia sus tenencias en el Cinca. Chalamera, Zaidín y Velilla tenían o habían tenido tenentes aragoneses, pero su control efectivo se veía obstaculizado por la presencia musulmana en Alcolea y la alianza entre Lérida y Ramón Berenguer, por lo que podrían haber vuelto a manos musulmanas.
El Batallador, ayudado a su vez por sus históricos aliados urgelitanos, tomó Alcolea de Cinca. En paralelo Alfonso Jordán, pretendiente a los condados de Tolosa y Provenza, libró una campaña contra Ramón Berenguer reivindicando sus derechos al Languedoc en lo que ha sido visto por algunos historiadores como una continuación del conflicto a través de cadenas de alianzas transpirenáicas tradicionales.
El Batallador sitió a continuación Lérida en 1123 y tomó o erigió el Castillo de Gardeny en una de las colinas de las inmediaciones. Cercó la plaza en vano durante la primavera y la primera mitad del verano. Según Zurita, la intervención de diversos prelados y barones catalanes y aragoneses puso fin al conflicto entre Alfonso y el conde, al llegar al compromiso mutuo de abstenerse de emprender ninguna acción contra Lérida. De todos modos, poco después, en 1124, un ejército almorávide derrotó a Ramón Berenguer III en la batalla de Corbins, lo que obligó al conde barcelonés a renunciar al objetivo de Lérida.

## Campañas más allá del valle del Ebro

### Reorganización de la frontera occidental

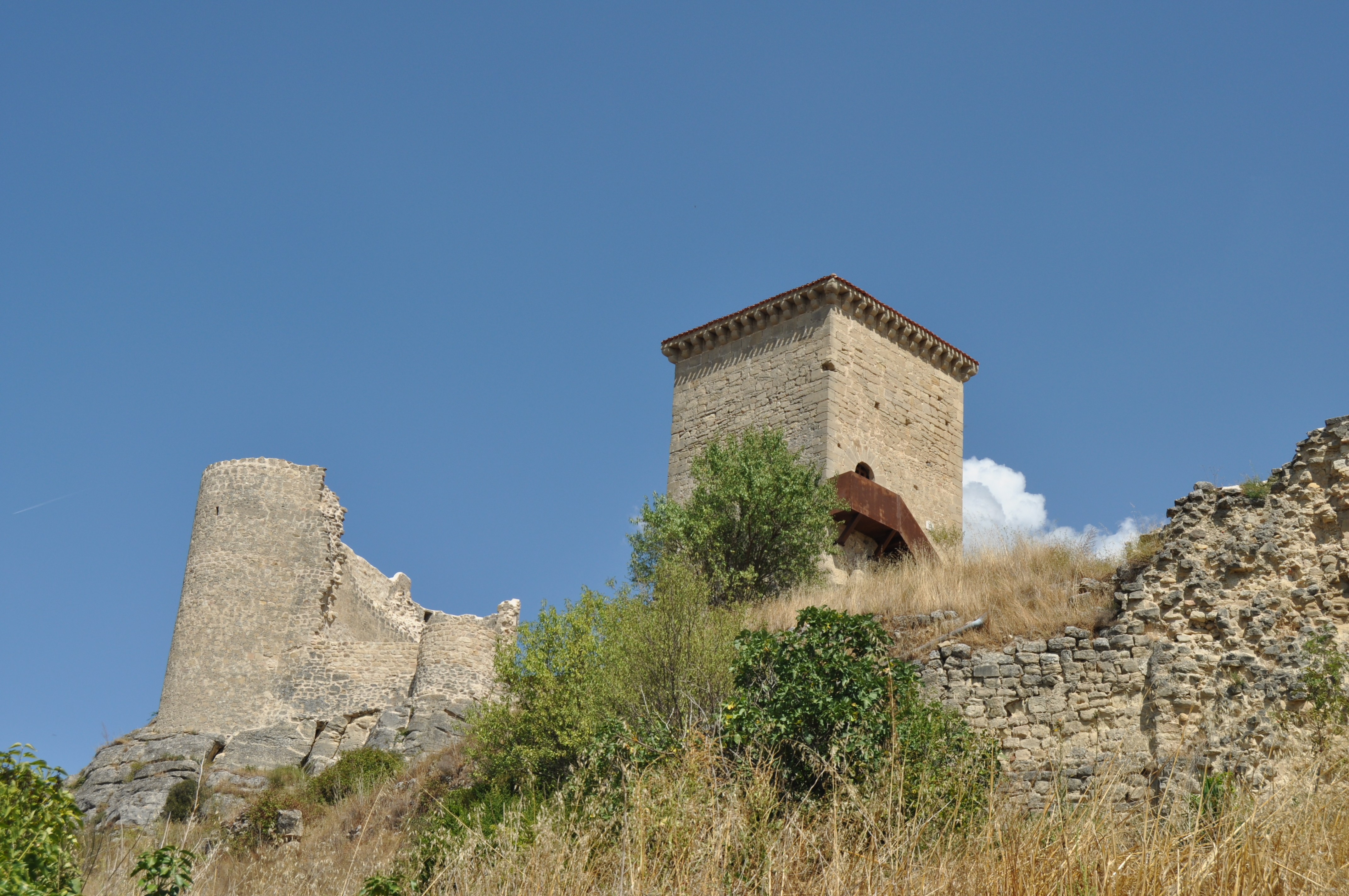
El control del castillo de Término (actual Santa Gadea) ha sido propuesto como la razón de la insurrección de 1124.

También en 1124 reprimió una revuelta de Diego López I de Haro y Ladrón Íñiguez, poderosos señores feudales de Vizcaya, Álava y La Rioja, que apoyaban a su exmujer Urraca. Aunque las causas exactas son desconocidas, se especula que Alfonso I podría haber retirado a Íñiguez la tenencia de Término, haciendo que se pasara al bando del señor de Vizcaya. Otros nobles podrían haberse sumado a la revuelta, como es el caso de Lope Garcés, tenente en Estella.
En marzo el Batallador penetró en La Rioja y en julio asedió Haro, fortaleza de López. La campaña continuó por Álava, con un diploma de agosto situando al Batallador en Pangua. Alfonso los derrotó rápidamente y procedió a dividir a sus enemigos. López de Haro desaparece de las crónicas tras la revuelta, mientras que Ladrón Íñiguez y otros nobles parecen reconciliarse con el rey. 
Alfonso remplazó a López de Haro de numerosas tenencias en favor de Ladrón Íñiguez (que aparece en Estíbaliz, Haro y otros territorios alaveses) de otro de sus colaboradores en la zona, Íñigo López de Llodio (que se hace cargo de las tenencias de Término, Tedeja y Mena) y de Ortí Ortiz (que recibió Pancorbo). El Batallador recompensó así generosamente a Ladrón por volver a su bando, al mismo tiempo que le privaba de fortalezas que le hicieran una amenaza militar. La casa de Vela pasaría desde entonces a ser defensores de la pertenencia de Álava, Vizcaya y Guipúzcoa en el reino de Pamplona mientras la casa de Haro se vuelven sus enemigos y defensores del bando castellano. 
Alfonso I buscó igualmente reforzar la estructura estatal en el occidente de su reino y dotó de fueros a Marañón. Pedro Tizón, otro señor de confianza del Batallador, aparece en 1124 como nuevo tenente de Marañón y Estella, si bien Lope Garcés parece reconciliarse con el rey y recuperar pronto sus posesiones. Alfonso I también desarrolló y fortificó Salinas de Añana, en Álava. La zona, rica por el comercio de la sal, era objeto de deseo de los principales poderes locales y vivió un periodo de fortificación durante el reinado del Batallador, que trató de atar sus ingresos a la corona. Desde esa década aparecen ocasionalmente referencias en los documentos de Alfonso a su dominio en Álava. Las menciones a Guipúzcoa y Vizcaya en sus documentos son en cambio excepcionales o sospechosas de falsificación.

### Reorganización de las fronteras sur y oriental
Para septiembre de 1124 el rey ya estaba de vuelta en la frontera meridional. Parece que en ese mismo año toma a los musulmanes Medinaceli. La caída del valle bajo del Jalón en 1120-1122 había dejado el curso alto del río en una situación similar a Soria en 1119, como un cuello de botella para prevenir ataques desde el valle del Tajo. En esa misma campaña colaboró con el obispo Bernardo de Agén en la toma de la ciudad de Sigüenza, y en la restauración y repoblación de su obispado en lo que es otra muestra de la complejidad política del momento. Aunque Bernardo fuera casi seguramente favorable a Urraca, necesitaba de la colaboración militar de un Alfonso que aún se consideraba rey de Castilla para arrebatar a los musulmanes su sede episcopal. Leopoldo Torres Balbás atribuye a Alfonso I la decisión de ubicar junto al castillo la primitiva medina de la Sigüenza medieval.

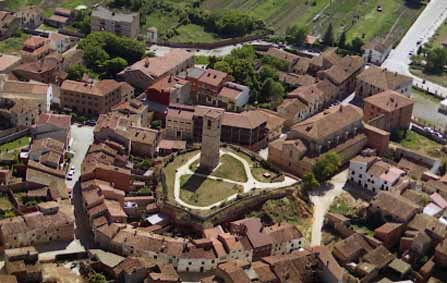
Monreal del Campo, localidad fundada por Alfonso I como baluarte en su frontera suroriental y sede de la Militia Caesaraugustana.

Al igual que había hecho en Belchite, Alfonso estableció en 1124 en Monreal del Campo la Militia Christi de Monreal, Militia Caesaraugustana u Orden de Monreal, que tuvo su base en la recién fundada ciudad de Monreal (situada en los ojos del Jiloca), esto es, 'mansión del rey celestial' y recibió una zona de influencia en el área del Jiloca y Teruel, y su término adjudicado hasta Segorbe. Su objetivo era dirigir la reconquista con vistas a la toma de Tortosa y con ello a dar al reino una salida al Mediterráneo. La nueva plaza de Monreal fue puesta bajo el dominio del tenente de Zaragoza, Gastón de Bearn, mientras que el valle del Jiloca, convertido en zona de frontera, fue repoblado y fortificado.
Alfonso prestó igualmente atención a la frontera del Huerva entre las zonas de las órdenes de Monreal y Belchite, donde Alfonso se preocupó de establecer poblaciones cristianas. En diciembre de 1124 consta la donación a los hermanos Fruela y Pelayo de cuatro castillos sobre vados del río. Aunque sólo dos de esos castillos han sido identificados, los análisis geográficos de los historiadores apuntan a que con ello se fortificaba una ruta hacia Zaragoza desde el sur por el valle del Huerva que ya había sido de importancia militar en las décadas previas. De diciembre data también la concesión de un fuero a María de Huerva. Esta última localidad protegía el tramo final a Zaragoza en una ruta que ya había usado en el pasado Abderramán III para atacar la ciudad, siendo de importancia la concesión de tierras a colonos cristianos para garantizar una fuerza defensiva. La localidad de María y la fortificación de Almohada (actual cerro Almada de Villarreal de Huerva) fueron puestas bajo el control del zalmedina de Zaragoza.
A principios de 1125 constan nuevos esfuerzos para fijar población en el corazón de su reino, con la concesión de fueros a Carcastillo y al burgo nuevo de Alquézar así como la repoblación de Luesia, donde se ha propuesto que se concentró y amplió la población del monasteriolo de San Esteban de Oraste. El fuero de Carcastillo es notable por su desarrollo de los servicios militares que la ciudad habría de prestar al rey mientras que el fuero de Alquézar supuso la introducción del derecho derivado del fuero de Jaca en el oriente del reino de Alfonso.

### Expedición por al-Ándalus de 1125-1126
La gran extensión de los nuevos territorios incorporados al Reino de Aragón obligaba al Batallador a atraer gran cantidad de población para repoblar campos y villas y mantener la economía del país. Conociendo la insatisfacción de la numerosa población mozárabe en territorio musulmán ante el aumento del fanatismo religioso de la nueva corriente religiosa norteafricana almorávide, y alentado por los mozárabes de Granada, que le ofrecían su apoyo para rebelarse en esta ciudad del sur de al-Ándalus, Alfonso acometió una expedición militar por tierras musulmanas. En marzo de 1125 Alfonso organizó una asamblea en Uncastillo para organizar la campaña.

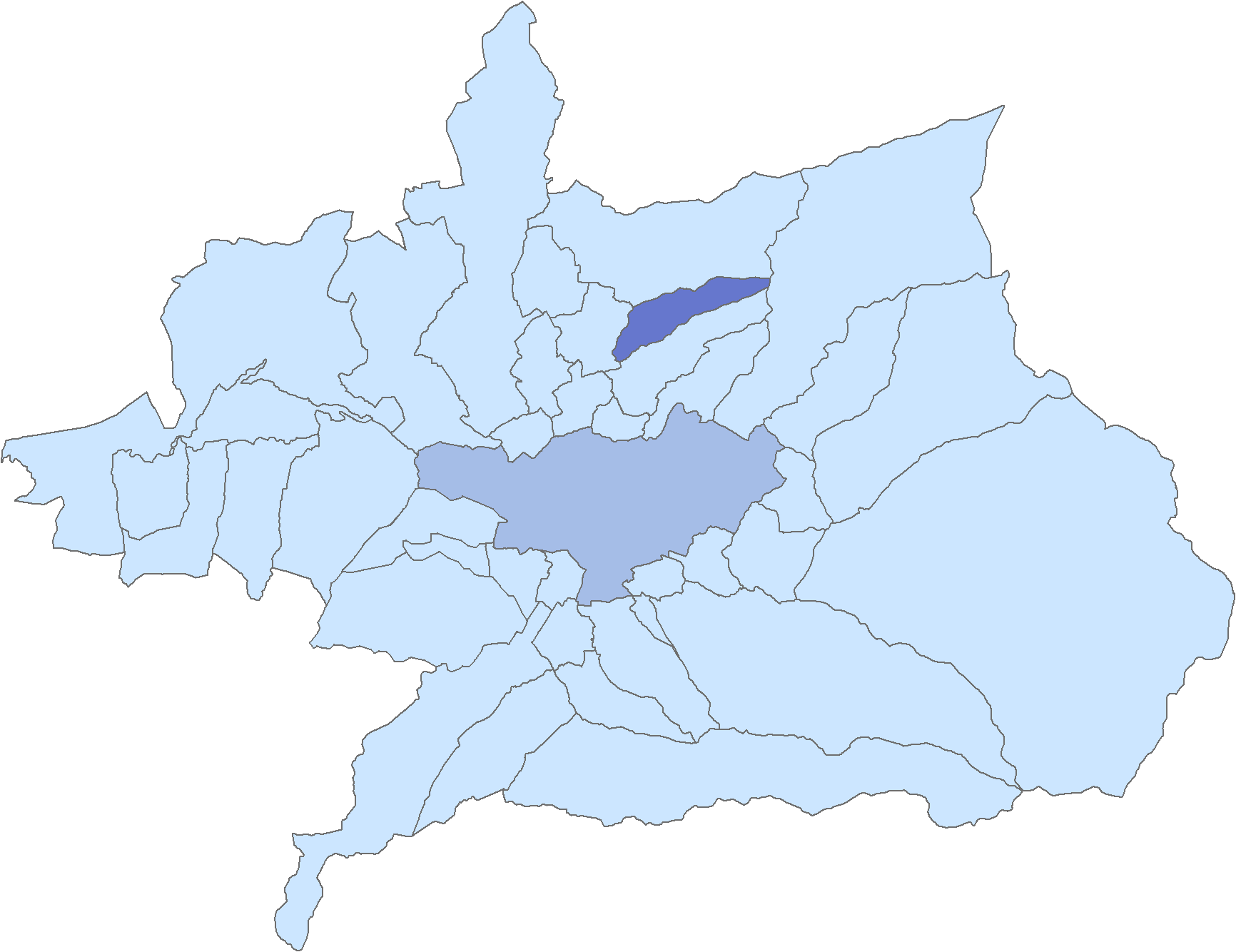
En Nívar (azul oscuro), al norte de la Vega de Granada (más claro), sentó sus reales Alfonso I de Aragón durante aproximadamente diez días hostigando la capital almorávide andalusí.

Superando cincuenta años de edad, el monarca emprendió esta arriesgada incursión en el interior de al-Ándalus. Partió en septiembre de Zaragoza encabezando un ejército que se adentró en la taifa de Valencia y llegó hasta Benicadell (Penya Cadiella en las crónicas), donde ya había combatido en su juventud durante la batalla de Bairén durante su expedición de apoyo al Cid. En un año llevó su ofensiva contra la ciudad almorávide de Granada con la pretensión de crear un principado cristiano en mitad del corazón de al-Ándalus. Cercó Granada, pero la población mozárabe del interior de la ciudad no quiso o no pudo abrirle las puertas. Entonces decidió emprender una operación de saqueo por las fértiles tierras del valle del Guadalquivir.
Mientras el rey de Aragón saqueaba el sur de la actual provincia de Córdoba, Abu Bakr, hijo del emir Ali ibn Yusuf, había salido con tropas de Sevilla al encuentro del Batallador, y lo alcanzó en Arnisol, Arinzol o Aranzuel, según las fuentes, actual Anzur (hoy municipio de Puente Genil), cerca de Lucena. Allí se trabó batalla campal el 10 de marzo de 1126 con el resultado de victoria decisiva para los aragoneses.
Recorrió importantes poblaciones del sur de Córdoba y llegó a la costa en Motril o Vélez-Málaga, donde de acuerdo a las crónicas mandó que le pescaran un pez antes de emprender el retorno cargado de botín y acompañado de numerosos mozárabes. Se calcula que más de diez mil le siguieron con la intención de asentarse en el reino cristiano. Quizá la cifra sea exagerada, pero lo cierto es que el Batallador declaró a estos mozárabes hombres libres a su regreso, otorgándoles privilegios y ventajas judiciales, fiscales, económicas y militares. Perseguido por las fuerzas almorávides, Alfonso logró sin embargo regresar a través de Cuenca y Albarracín en 1126 e instalar a muchos de estos mozárabes en su reino.

### Nuevas actividades repobladoras
El traslado de los mozárabes fue la principal consecuencia de la larga incursión, que duró más de un año. Alfonso les dio privilegios ese mismo año en un documento emitido en Alfaro. Consta, además de su probable asentamiento en el valle del Alhama, la repoblación por estos en las nuevas tierras conquistadas en el valle del Ebro, especialmente en la zona de Mallén y el valle del Jalón. Algunos autores han señalado que los nuevos pobladores fueron también claves para evitar la despoblación del núcleo pirenaico original a medida que la gente emigraba de las montañas al valle.
La frontera oriental también requería su atención. Lérida y Tortosa, al este, quedaban como las últimas plazas fuertes musulmanas desde las que amenazar el reino de Alfonso. En el mismo 1126 los almorávides habían lanzado desde ahí una expedición punitiva aprovechando la ausencia del rey por su campaña andaluza, no pudiendo ser detenidos hasta Lascuarre, lo que evidenció la necesidad de repoblar y consolidar la zona ribagorzana. La ausencia del rey en la zona oriental de su reino, la desatención de las sedes eclesiásticas en la zona que actuaban como sedes administrativas y la rápida expansión de sus dominios tras la toma de Zaragoza había igualmente permitido una conflictividad interna en Ribagorza, incluyendo el secuestro del abad de San Victorián ese mismo año y el auge local de su vasallo Mir Arnaldo de Pallars.
Así, en la segunda mitad de 1126 Alfonso visitó personalmente la zona oriental constando su presencia en Calasanz y promulgó nuevos fueros, como los de Aínsa. Restableció la autoridad del abad de San Victorián, al que repuso el control de Graus y al que donó Chía en detrimento de otro de los nobles ribagorzanos.  Las medidas insistían en el monasterio de San Victorián como gran señor en la zona frente a la consolidación de los barones locales y en la expansión del derecho jacetano en Sobrarbe, que había iniciado al introducir el fuero de Alquézar. Alfonso también se entrevistó con el conde de Barcelona normalizando las relaciones diplomáticas, probablemente a cambio de que ambos se abstuvieran de nuevas campañas contra Lérida.
A comienzos de 1127 Alfonso acometió más repoblaciones. En febrero ordenó la población de Tormos y concedió fuero propio a Cabanillas junto a Tudela. Prestó igualmente atención a seguir desarrollando las conexiones con Francia dotando al Hospital de Santa Cristina de Somport y ordenando al obispo de Pamplona Sancho de Larrosa la creación de un nuevo hospital en Roncesvalles. En el periodo también se le atribuye esfuerzos para ampliar Puente la Reina con nuevos pobladores. En abril, Alfonso consta en la consagración de la catedral de Pamplona.

## Últimos años

### Guerra con Alfonso VII de León y paces de Támara

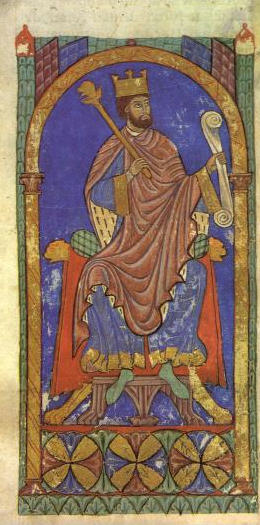
Alfonso VII en una miniatura de la Catedral de Santiago de Compostela.

Durante todos esos años Alfonso había seguido conservando parte de su antigua influencia en el reino de Castilla, dividido entre los partidarios de Urraca y de su hijo Alfonso Raimúndez. Aun así, a medida que se había ido enfocando en las conquistas a los musulmanes en el Ebro había dado ocasión a su exmujer de ir asentando su dominio (por ejemplo, expulsándolo de Toledo en 1118, Burgos en 1120 y probablemente Segovia tras 1123). Alfonso I seguía sin embargo reteniendo las guarniciones a lo largo del Camino de Santiago, a las que se volvió a sumar la ciudad de Burgos en algún momento de la década de 1120. El 8 de marzo de 1126 murió Urraca I de León, dejando a su hijo de entonces 21 años como único heredero de las coronas conjuntas de León y de Castilla como Alfonso VII y al fin libre para actuar.
Las tensiones entre ambos Alfonsos, heredadas de las antiguas guerras civiles, se liberaron con el intento del rey leonés de recuperar las villas que el aragonés tenía desde su victoria en Candespina. Contaba también Alfonso VII con el apoyo de Lope Díaz de Haro, hijo de Diego López de Haro que aspiraba a recuperar las tierras de su padre. El Batallador perdió algunas de sus posiciones avanzadas en el interior de Castilla como Carrión, Frías, Briviesca, Villafranca de Montes de Oca y Burgos, ante lo que se trasladó ante Burgos para enfrentarse con el leonés. Con ambas fuerzas en la zona, se llegó a una paz diplomática con el Pacto de Támara en junio de 1127 por la que el Batallador renunciaba oficialmente al título de emperador de la tradición leonesa. Así, por ejemplo en 1130 aparece Alfonso como reinante en «Ribagorza, Aragón, Pamplona y en Arán».
Sin embargo, poblaciones de Burgos, La Rioja, Vizcaya y Álava como la margen izquierda del río Bayas, Pancorbo, Cellorigo, Bilibio, Cerezo, Belorado, Nájera, Haro, Calahorra y Cervera del Río Alhama continuaron en poder aragonés. Con ello, la frontera quedaba en los límites tradicionales entre Castilla y Navarra, antes de las conquistas castellanas que sucedieron al asesinato de Sancho el de Peñalén.
Según la Crónica de San Juan de la Peña:

Para que en adelante no surgiere ninguna disensión entre ambos reinos, se decidió qué tierra era Reino de Navarra, es decir, desde el río Ebro hasta cerca de la ciudad de Burgos, que el rey Sancho de Castilla había arrebatado con violencia a su pariente el rey Sancho de Navarra (Sancho el de Peñalén), hijo del rey García (García Sánchez de Nájera). De lo cual se extendieron documentos entre ambos reyes y reinos de Castilla y Navarra y cada uno de ellos recibió "cartas suas firmatas et bene vallatas". Entonces Alfonso de Aragón entregó toda la tierra de Castilla a Alfonso de Castilla, y en adelante no quiso que se le llamara emperador, sino rey de Aragón, Pamplona y Navarra.

La situación exacta tras las paces no es del todo clara, dado que parece que ambos Alfonsos siguieron disputándose algunas plazas en la frontera incluso después de haber acordado el tratado. Parece que Alfonso I siguió controlando Castrojeriz pese a que según las paces quedaba en el lado castellano, así como Castrellum y Ferrerria en sus vecindades. Alfonso I también designó un tenente para Briviesca y Cerezo en La Bureba, así como otros para Piedralada, Castilla Vieja y Mena. Las ricas salinas de Añana, pese a estar en la orilla occidental del Bayas seguían también bajo control de tenentes leales al Batallador.
Alfonso I mantuvo así hasta su muerte algunas posiciones en Castilla, respaldado por un sector de la nobleza castellana, que ahora mostraban recelos de la influencia que la facción gallega tenía sobre Alfonso VII y estaban abiertos a un entendimiento con el Batallador. Destaca entre ellos el conde de Lara, antiguo enemigo de Alfonso el Batallador en defensa de Urraca, que había seguido liderando la facción de esta contra su hijo Alfonso VII y libró una revuelta contra el monarca leonés en paralelo a los conflictos entre el leonés y el aragonés. Pedro González de Lara se había convertido en suegro de Bertrán Risnel, principal agente del rey aragonés en León y Castilla, generando con ello una facción favorable a Alfonso I el Batallador en León. Su apoyo permitía mantener el control de posiciones al otro lado de la frontera como Castrojeriz y Carrión. Por su parte, Alfonso VII de León se casó poco después (finales de 1127 o principios de 1128) con Berenguela, hija del conde de Barcelona y también rival del Batallador, Ramón Berenguer III.

### Consolidación de la frontera occidental

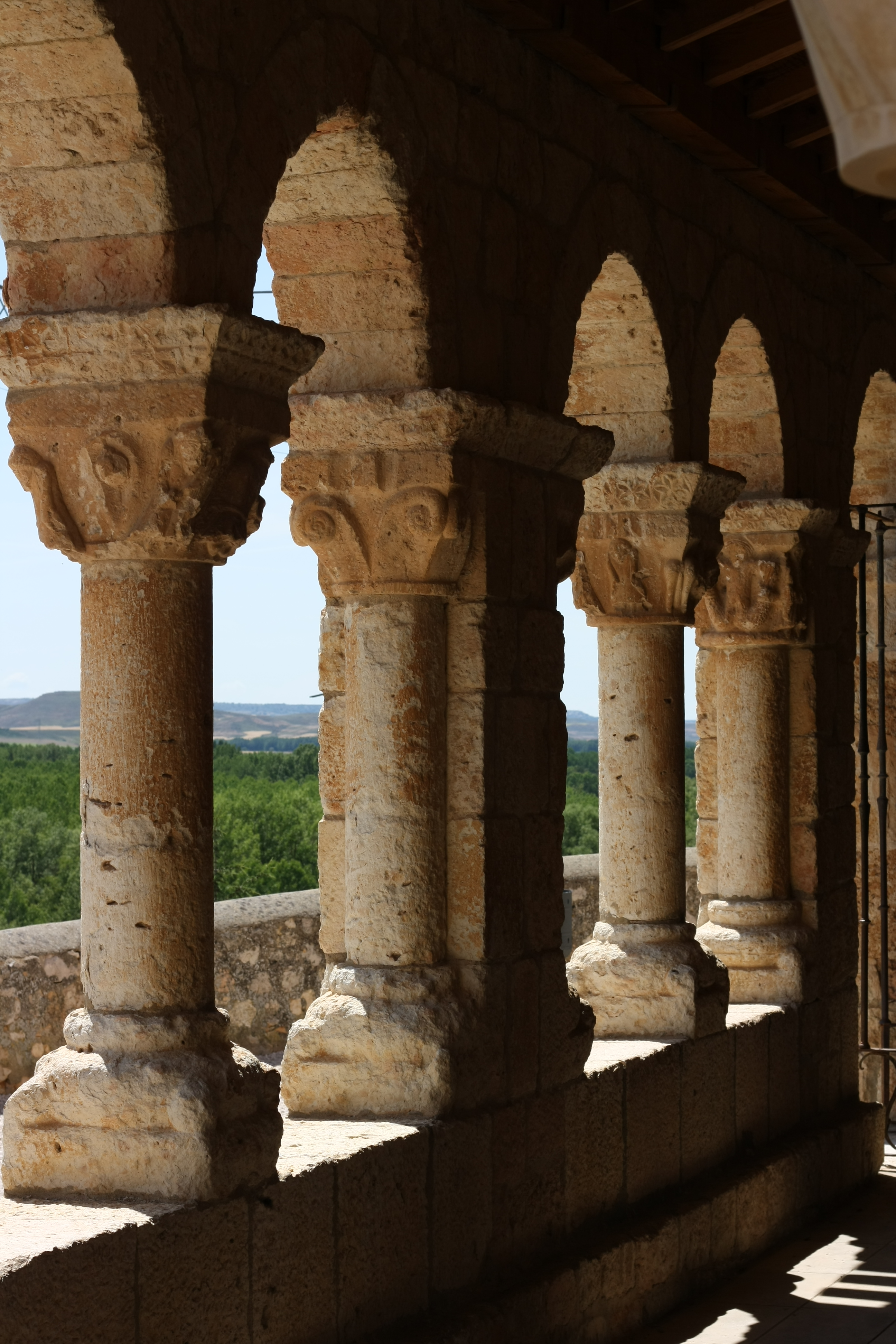
Pórtico de la Iglesia de la Virgen del Rivero (comienzos del), en San Esteban de Gormaz. Esta localidad fue aragonesa con Alfonso I el Batallador, y repoblada y fortificada hacia 1128.

Además, la extremadura aragonesa llegaba a orillas del Duero gracias a las tenencias de Soria y San Esteban de Gormaz, que estratégicamente habían seguido en sus manos. Frente a estas, Alfonso VII contaba con el respaldo del obispo de Sigüenza, Bernardo de Agén que le granjeaba el control del curso alto del Jalón y que llegó a reivindicar Calatayud. A su vez tanto Bernardo de Agén como Beltrán de Osma reivindicaban Soria, algo que concesiones de Alfonso VII de León alentaron, lo que motivó que Miguel de Tarazona reiterara en su titulación la pertenencia de la ciudad a su diócesis. Alfonso I se dedicó tras Támara a reforzar esta frontera suroeste. 
En el verano constan donaciones a nobles en Tudela, Tarazona, Borja y la ribera del Ebro hasta Zaragoza en lo que se ha interpretado como un primer esfuerzo por asegurar el control de la frontera junto a Castilla. Desde septiembre de 1127 se ocupó de repoblar Cella, en la ruta a Valencia, en cuyas operaciones debió participar Rotrou de Perche, que recibió en recompensa la villa de Corella (Navarra). También ordenó al obispo de Zaragoza la población de Longares. En noviembre de 1127 comenzó a asediar la fortaleza musulmana de Molina de Aragón, en cuyas cercanías elevó la fortaleza de Castilnuevo, concluida en febrero de 1128. A partir de mayo de ese año, mientras sus magnates continuaban el asedio de la importante plaza de Molina de Aragón, Alfonso se desplazó más al sur y conquistó Traíd, en la actual provincia de Guadalajara. Además del interés militar de Molina, la conquista de la zona era estratégica por controlar las principales fuentes de sal en el sistema ibérico.
Mientras seguía el asedio de Molina en 1128, la documentación de Alfonso muestra la designación de tenentes para fortificar y asegurar las rutas fronterizas en el sistema Ibérico. En 1128 aparece por primera vez la mención a un tenente en Yanguas, en la cabecera del valle del Cidacos controlando uno de los pasos que conectaban sus dominios en el Ebro con la zona de la frontera soriana. Igualmente consta su atención ese año al valle del Alhama, con Cervera y Tudején como principales fortalezas en una tenencia conjunta, probablemente bajo uno de sus lugartenientes en Soria, Fortún Garceiz. El Batallador reforzó también su control del valle del Queiles, con la misma función, y de ese año consta también la primera mención al castillo de Los Fayos (área donde se registra la llegada de caballeros francos) y el nombramiento de Jimeno Íñiguez como tenente de Ágreda, que también fue fortificada. Consta también la designación de un tenente para Almenar de Soria que fue también repoblada y fortificada. Más al sur mandó erigir otro Monreal en las cercanías de Ariza, guardando un último acceso al valle del Ebro a través del Jalón.
En la propia ribera del Duero el Batallador también amplió sus posiciones. Las importantes tenencias de Soria y San Esteban pasaron a manos de Fortún López, otro de los magnates de confianza de Alfonso I. Desde agosto hasta fines de 1128 el rey de Aragón se dedicó a poblar y así fortificar en la localidad de Almazán —según las crónicas amurallándola—, a la que decidió renombrar como «Plasencia», y según indica Rodrigo Jiménez de Rada también repobló y fortificó Berlanga de Duero.
De acuerdo a la Chronica Adefonsi imperatoris, Alfonso VII de León se enfrentó contra él durante esa campaña de 1128 cuando el Batallador avanzó contra Morón de Almazán como un preliminar para poder dirigirse a Medinaceli. Según la crónica, la población fue auxiliada por el leonés cuando el Batallador intentó sitiarla. Esa ciudad, Medinaceli, Santiuste y  Atienza quedaron en manos de Alfonso VII frente a las posiciones fortificadas por el aragonés. La falta de colaboración del conde de Lara, opuesto a Alfonso VII, le impedía sin embargo tomar nuevas medidas en el frente soriano. La Chronica, siendo otra fuente proleonesa, cita las fuerzas de Alfonso VII como inferiores en número a las del Batallador y culpa a los nobles castellanos y leoneses rebeldes de la ventaja aragonesa. Notablemente, la base de poder del conde de Lara se encontraba próxima al frente del Duero, lo que hacía difícil que el leonés pudiera enfrentarse con el Batallador sin su apoyo. No sólo el conde de Lara era un problema para Alfonso VII, sino que su primo Alfonso de Portugal estaba siendo un foco de conflictos en la frontera con Galicia.
Mientras continuaba el sitio de Molina Alfonso pasó varios meses en Almazán, desde donde organizó varias actividades repobladoras. En la frontera del Jiloca entregó Singra y Torrelacárcel al monasterio de Montearagón para su fortificación y se ha atribuido el nombramiento de Ato Orella en Cutanda a un proyecto de recuperar la red de fortificaciones musulmanas en el Jiloca. Alrededor de Tudela donó Corella al conde Rotrou, concedió fuero a Araciel y estableció el reparto de riegos del río Alhama. En el corazón de su reino ordenó la población de Barbués y de Pertusa, en operaciones en las que se construía un azud y un nuevo sistema de riegos desde el río Flumen. Molina estuvo finalmente en poder del Batallador en diciembre. Tras esta campaña Soria, Almazán, San Esteban de Gormaz, Molina de Aragón, Traíd y Cella constituían las posiciones más avanzadas de Aragón en la frontera suroccidental.
Alfonso pasó el cambio de año entre Tudején, Fitero y Ocón, muestra de la importancia que tenía para su política el consolidar los pasos entre el valle del Ebro y Soria, antes de hacer una reaparición en Soria poblando y fortificando Ribarroya en 1129. Sin embargo, debió llegar a un entendimiento con Alfonso VII pues de acuerdo a las Chronica partió para Jaca y no volvió a adentrarse en León. En febrero estaba en Huesca. Soria y Molina seguirían en manos del Batallador hasta su muerte. Es durante este periodo de paz con León que algunos autores fechan el "memorial de los tres Alfonsos" en el que Alfonso VII de León y su primo Alfonso Henríquez (futuro Alfonso I de Portugal) se someten al arbitraje del Batallador por disputas fronterizas, lo que es visto como un reconocimiento de que el Batallador mantenía una cierta supremacía en la península ibérica.

### Vuelta a la frontera oriental y política occitana
En 1129, el descontento popular con los almorávides le brindó a Alfonso una oportunidad con la huida del gobernador sevillano Alí ibn Majjuz. Este se refugió con Alfonso y con su alianza el rey aragonés intentó conquistar Valencia una vez libre de la presión leonesa. En abril el rey se encontraba en Quinto, dotando de fuero a Pina, y a principios de verano se encontraba frente a Valencia. Fue convocado un ejército almorávide para socorro, que fue derrotado sin paliativos en la batalla de Cullera (o de Alcalá por el castillo más próximo). La victoria fue de tal magnitud que es considerada por Ibn al-Abbar como la causa del descrédito almorávide que trajo los segundos reinos de taifas a Xarq al-Ándalus. Sin embargo Alfonso volvió al norte, quizá para calmar la situación tras la muerte de Céntulo de Bigorra, que había dejado sus dominios a su hija Beatriz en conflicto con Bernardo de Cominges. De acuerdo a algunas fuentes, Alfonso intervino haciendo entrar en razón a Bernard y confirmó a Pedro de Marsan, marido de Beatriz, la tenencia de Tarazona y las posesiones que habían sido de su suegro. Tras la campaña Alfonso pasó un tiempo en Sos, convaleciente de una enfermedad ocular.
En 1130 Alfonso realizó una visita a Ribagorza y sus dominios orientales. Tuvo que reconquistar Monzón, que había sido perdido por traición tres años antes a manos del conde de Barcelona Ramón Berenguer III o quizás en la expedición almorávide de 1126 contra Lascuarre. El primer obispo de la Zaragoza reconquistada, Pedro de Librana, había fallecido entre abril y septiembre de 1029. La sede seguía vacante cuando, a principios de febrero de 1130, el rey Alfonso I repoblaba Monzón y nombró a Esteban, obispo de Jaca-Huesca. Antes del 15 de febrero de 1130 ya había sido trasladado Esteban del obispado de Jaca-Huesca al de Zaragoza. Mientras, la situación con León seguía siendo complicada y Alfonso VII había logrado finalmente el control de La Bureba gracias al tenente local. Alfonso I no había mostrado mucha cercanía con los nobles castellanos recelosos de Alfonso VII, por lo que algunos se habían alineado con el leonés. En marzo consta la presencia de Alfonso en la consagración de la iglesia de Tolva. Tras ello realizó acto de presencia en el valle de Arán de marzo a junio para luego regresar a Zaidín, probablemente afirmando su dominio frente a la presión barcelonesa o almorávide. En septiembre consta su visita a Ardanés ya de vuelta al antiguo condado de Aragón.

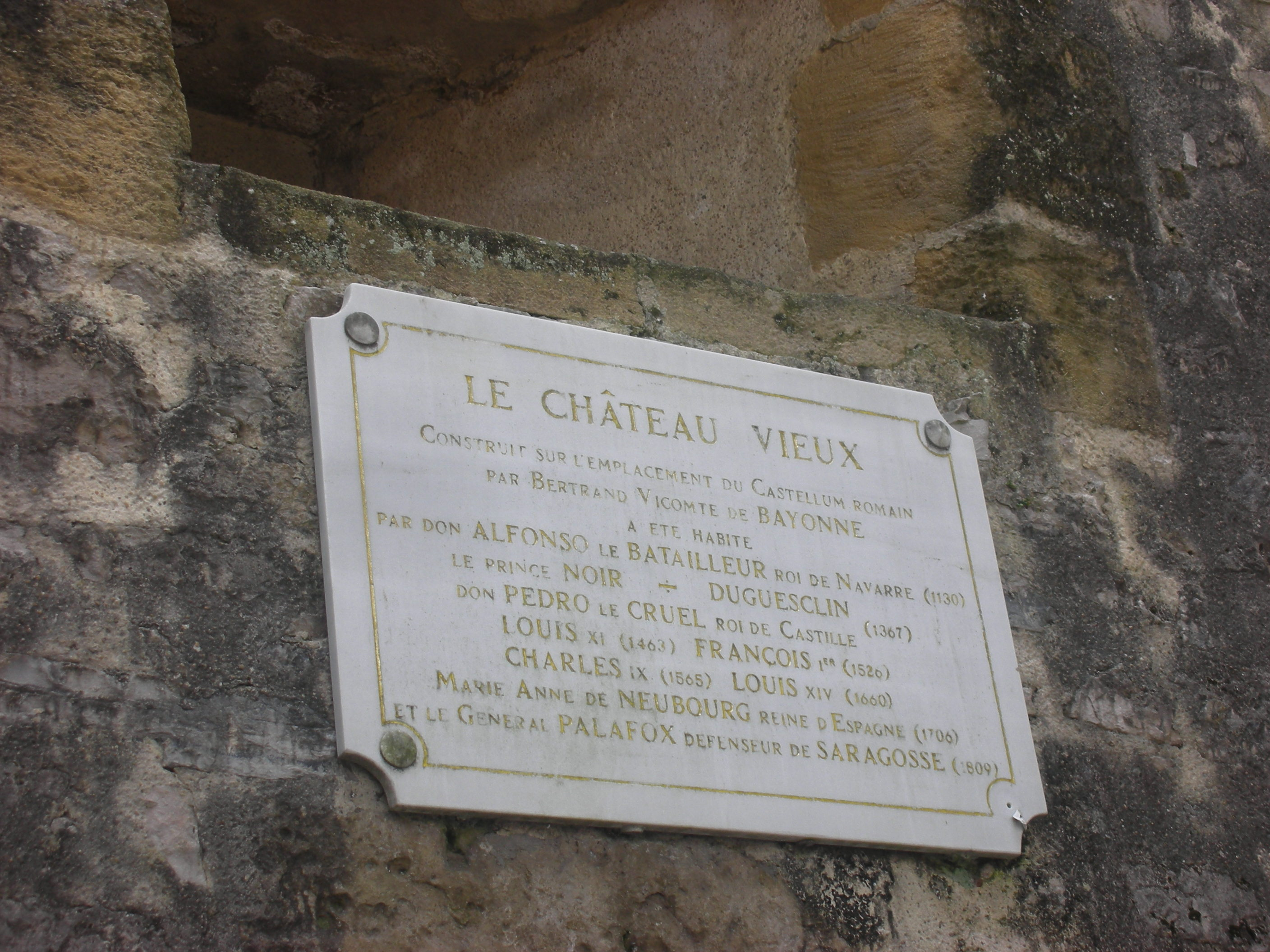
Placa conmemorativa en el castillo de Bayona

Alfonso atravesó los Pirineos entre octubre de 1130 e inicios de 1131 para volver al Mediodía francés, donde la situación parece que seguía inestable. Los motivos de la campaña no están claros: algunos autores apuntan a que Guillermo X de Aquitania o Alfonso Jordán de Tolosa podrían haberse aliado con Alfonso VII de León mientras que otros autores señalan que podrían ser problemas sucesorios derivados de la muerte de su vasallo Céntulo y otros apuntan a conflictos internos aquitanos, pues el duque de Aquitania era el teórico soberano de Laburdi, Bearn, Bigorra y Tolosa. Ante el descontento con Guillermo X de Aquitania, que también era duque de Vasconia (título sobre el que los reyes de Pamplona habían tenido reclamaciones con Sancho III), atacó sus tierras. Con el apoyo de nobles locales, como el vizconde García (Gassion) de Sola, al que había nombrado tenente de Belorado, se apoderó de la campiña del vizcondado de Laburdi. Sitió Bayona durante un año, probablemente interesado en obtener una salida fiable al océano, diferiendo las fuentes sobre si la tomó en 1131 o fue salvada por un ejército tolosano. El monarca decía reinar «desde Belorado hasta Pallars y desde Bayona hasta Monreal».

### Actividades legislativas durante la campaña
Durante este asedio dictó su testamento, que legaba el reino a diversas instituciones religiosas. El testamento, a veces considerado una muestra exagerada de fervor, es visto sin embargo por los historiadores como una hábil maniobra política para tratar de neutralizar un posible apoyo papal a su sucesión por su enemigo Alfonso VII, generando un panorama en el que se hermano Ramiro tuviera opciones de hacerse con el trono. Para muchos autores es significativo que los testigos y albaceas del testamento fueran todos laicos, mostrando un panorama político complejo, que podría haber incluido facciones internas apoyando a García Ramírez, de otra rama familiar, y Alfonso organizando una sucesión que minimizara los riesgos de una guerra civil o una injerencia leonesa.
Durante esas campañas, Alfonso se siguió preocupando de la repoblación y organización de sus territorios. Otorgó o amplió fueros a varias ciudades como Daroca (1129), Cáseda (1129), Encisa (1129), Peña, San Cernín (1129), Zaragoza (1129), Corella (1130) y Calatayud (1131). Los de Cáseda, Encisa y Peña parecen corresponder a una continuación de la colonización de la ribera del Aragón desde Uncastillo.
Los fueros de Daroca y Calatayud son especialmente relevantes al ser innovaciones de Alfonso para el territorio de fronteras. En torno a estas ciudades y en base al alfoz asignado por Alfonso se organizaron las primeras comunidad de aldeas aragonesa (comunidad de aldeas de Calatayud y comunidad de aldeas de Daroca). Se trata de un modelo importado de las comunidades de villa y tierra de Castilla, adaptadas a la organización territorial que Alfonso había encontrado y que databa de época islámica o incluso anterior. Este modelo incluía el servicio de una milicia urbana en el territorio. El modelo planteado por Alfonso se convertiría en el esquema usado por sus sucesores para garantizar la seguridad de la frontera y para la ulterior expansión del reino hacia el sur, siendo la base de los posteriores fueros de Teruel y Albarracín. El fuero de Calatayud también muestra la pervivencia de una comunidad islámica en la ciudad.
Alfonso también amplió el fuero zaragozano con el privilegio de Tortum per tortum (1129), que confiaba la protección de los intereses particulares a los cuerpos armados seculares que se pudiesen formar, garantizando la autodefensa y los derechos de pastura concedidos a la ciudad. Esto se convertiría durante siglos en una clave de la política municipal y en un punto vital de su economía (véase Casa de Ganaderos de Zaragoza). Una última concesión de relevancia fue el fuero de San Cernin, que supuso el reconocimiento independiente del asentamiento franco junto a la Pamplona episcopal (La Navarrería), lo que dio origen al sistema de burgos de Pamplona.

### Últimas batallas y campaña de Fraga

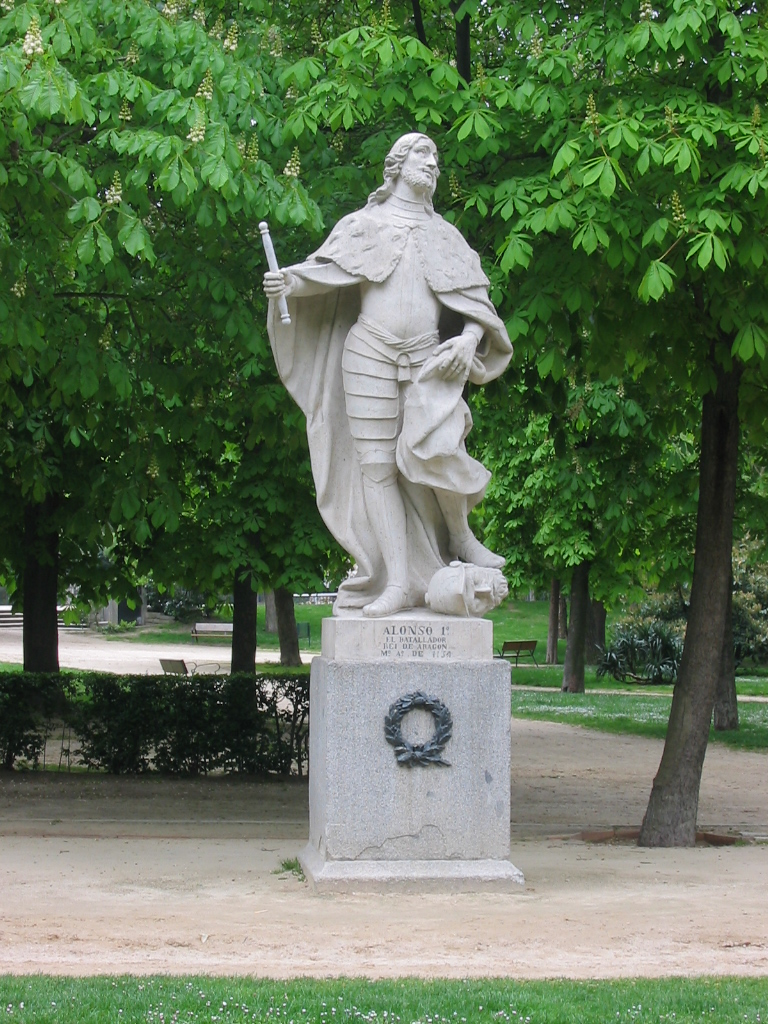
Estatua de Alfonso I en el parque del Retiro de Madrid.

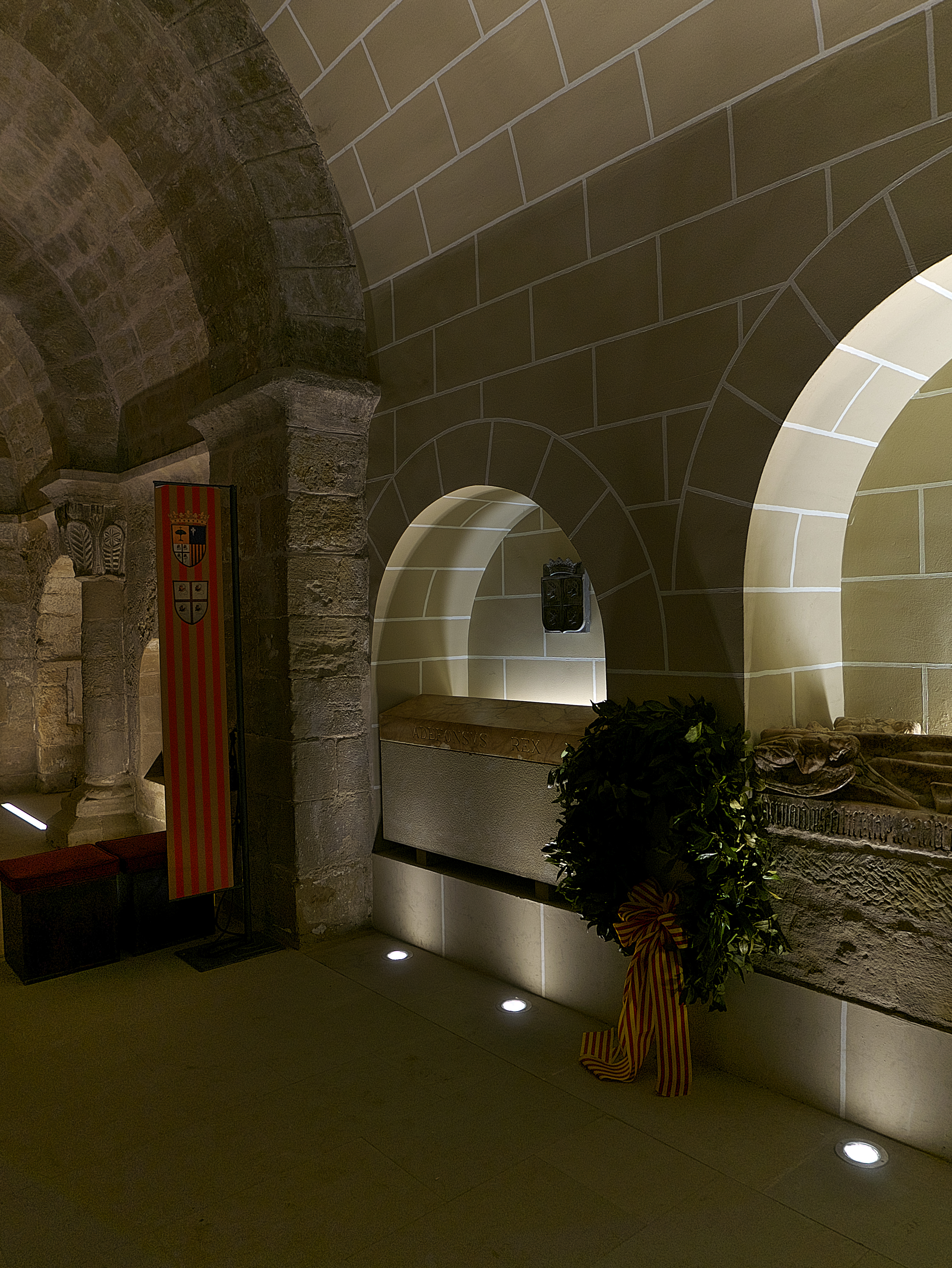
Sepulcro en el Monasterio de San Pedro el Viejo (Huesca).

En 1131, mientras el rey combatía en Gascuña, Gastón IV de Bearn y el obispo guerrero Esteban combatieron en el sureste de Aragón contra los almorávides, que seguían acosando el reino desde Valencia. En uno de los últimos ataques musulmanes el vizconde y el obispo fueron muertos. Así lo narra el historiador IbnʿIḏārī, según José María Lacarra:

Este mismo año (el 534 de la Hégira) murió el gobernador de Valencia Mohamad Yidar. Yintān ben ʿAlī la gobernó para consolación de Dios. Venció a los cristianos [24 de mayo de 1130], y la cabeza de su jefe, Gastón, fue traída a Granada en el mes de Yumada Segunda.
Esto devolvió la sonrisa al emir de los musulmanes, ʿAlī ben Yūsuf, que estaba en Marrakech, añade Ibn ʿIḏārī.

El cuerpo de don Gastón fue rescatado por su viuda doña Talesa y sepultado en la iglesia del Pilar, hoy basílica y concatedral de Zaragoza. Esteban, otro de los históricos apoyos de Alfonso en su reinado, fue sucedido por García Guerra de Majones en la mitra zaragozana.
Tras la muerte de Gastón, el rey volvió a su reino dejando la política occitana en manos de sus caballeros. Pudo haber tenido alguna escalada de tensión con Alfonso VII de León, pues tras haber sido derrotado el rebelde conde de Lara el año previo, es en 1131 cuando ambos monarcas se vuelven a disputar Castrojeriz. Es en ese año que Alfonso VII consigue finalmente el control de esa fortaleza y la de Cerezo. Zafadola, sucesor de Imad al-Dawla en el reino de Rueda de Jalón, también cambió lealtades y prestó homenaje ese mismo año al leonés. Sin embargo, Alfonso VII usó a Zafadola contra los almorávides y se vio ocupado por una rebelión en Asturias evitando más conflictos con el Batallador.
En cualquier caso Alfonso I tomó como prioridad acabar la reconquista del Ebro. Se trasladó a las tierras de La Rioja, donde planteó una repoblación de la ciudad de Cantabria o Varia (junto a Logroño), probablemente dirigida a consolidar la zona frente a León. Planeó a orillas del Ebro una expedición fluvial para acabar finalmente con la amenaza que representaban las posiciones musulmana en Lérida y Tortosa, acopiando madera para las embarcaciones en San Millán. También en 1132 consolidó la repoblación de la ribera del Ebro dotando de fueros a Mallén y Asín.
Su última campaña contra los musulmanes empezó en 1133. En enero tomó Fraga, abriendo la ruta antes de volver a Pamplona para ocuparse de temas de gobierno. El Batallador volvió en junio al frente y se hizo con Mequinenza, una de las últimas posiciones islámicas al norte del Ebro y bastión oeste de la línea defensiva de Lérida. También cae en esas mismas fecha Nonaspe y su distrito, entregada a Pedro de Biota, Iñigo Fortuñón y Jimén Garcés. La zona tomada cubría el curso bajo de los ríos Matarraña y Algás, que según la descripción de la donación incluye Algares, Batea, Badon y Lode, llevando las fronteras aragonesas hasta Orta según la localización de los documentos que emite en ese año. Antes de acabar 1133 conquistó Escarpe, en la actual provincia de Lérida. La elección de la ruta, según autores como Pita Mercè, podía buscar evitar las fortalezas que protegían Lérida desde el norte y que seguían en disputa desde las campañas pasadas. En cambio, Alfonso sentó reales en el pueyo de Almanarella, cortando con ello las comunicaciones entre Lérida y la plaza de Fraga a su oeste. La plaza se había perdido y Alfonso comenzó un nuevo sitio en agosto.
Sin embargo, Alfonso contaba con ejército menguado sin los bearneses y gascones de Gastón, que habían vuelto en masa a su tierra. En el verano de 1134 estaba el rey aún sitiando la fortaleza de Fraga con apenas quinientos caballeros cuando un ataque de los almorávides al mando del gobernador de Valencia, Avengania, con el que colaboró la guarnición musulmana, sorprendió a los sitiadores y los derrotó el 17 de julio. El veterano monarca recibió graves heridas. Aunque logró huir y salvarse en primera instancia, constando su presencia en varias localidades del oriente de su reino. Se especula que la derrota podría haber causado levantamiento entre las poblaciones mudéjares recientemente conquistadas. Así un documento de 1134 menciona un sitio en Lizana, del que no se tienen más datos. Las complicaciones de las heridas recibidas en Fraga causaron su muerte el 7 de septiembre de ese año en la localidad monegrina de Poleñino (entre Sariñena y Grañén). Fue sepultado en el monasterio de Montearagón, cerca de Huesca. Según la Crónica de San Juan de la Peña, tenía 61 años de edad y había reinado durante la mitad de ellos.

## Testamento y sucesión

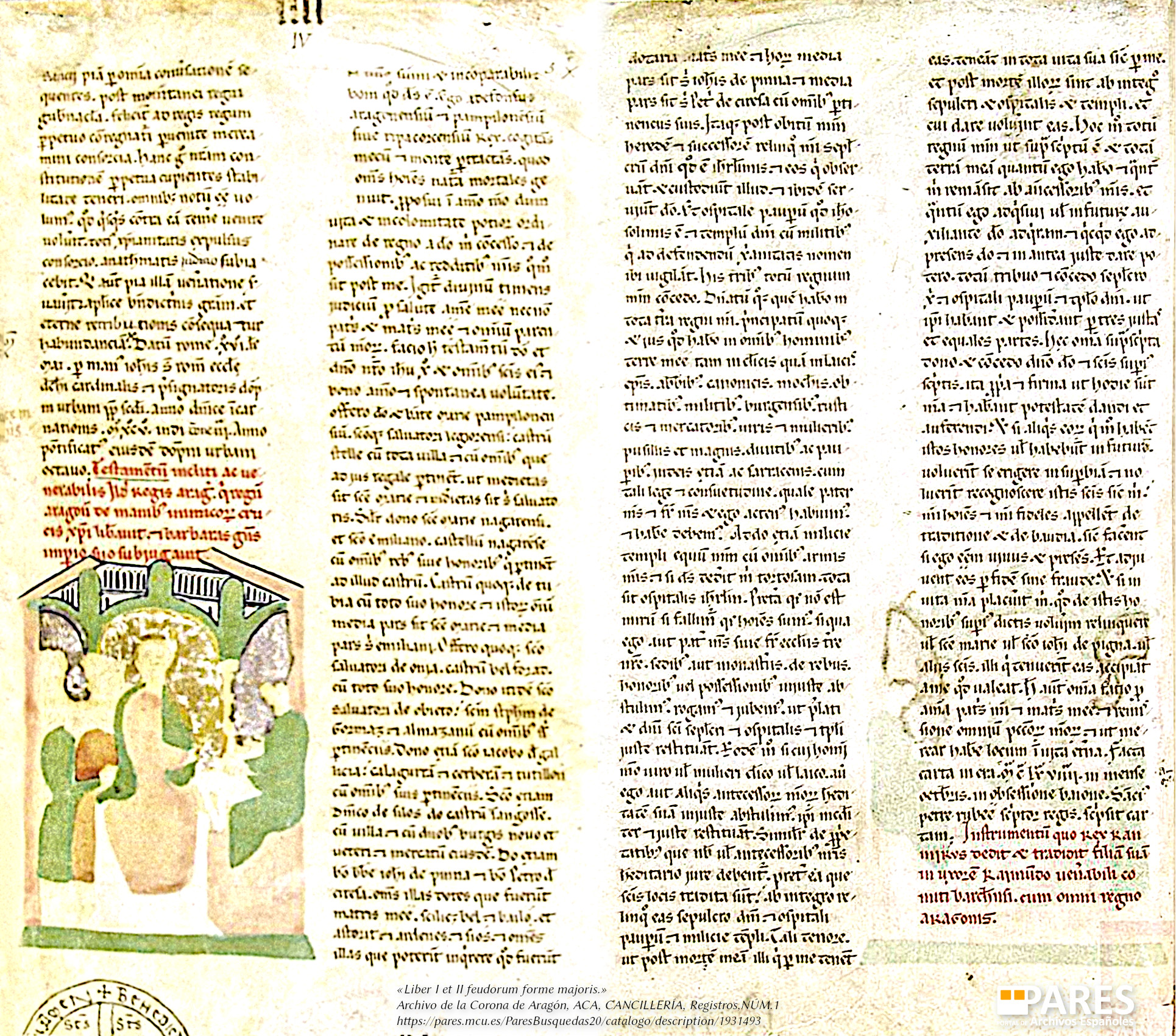
Testamento de Alfonso I el Batallador (1131) extractado del Liber feudorum maior fol5 (Archivo de la Corona de Aragón)

Hizo testamento en favor de Dios [sic] (1131) durante el asedio de Bayona. Y, más concretamente, dejaba como herederas y sucesoras del reino a tres órdenes religiosas militares: los Templarios, los Hospitalarios, y el Santo Sepulcro de Jerusalén. Este testamento lo renovó en Sariñena en 1134:

En nombre del bien más grande e incomparable que es Dios. Yo Alfonso, rey de Aragón, de Pamplona [...] pensando en mi suerte y reflexionando que la naturaleza hace mortales a todos los hombres, me propuse, mientras tuviera vida y salud, distribuir el reino que Dios me concedió y mis posesiones y rentas de la manera más conveniente para después de mi existencia. Por consiguiente temiendo el juicio divino, para la salvación de mi alma y también la de mi padre y mi madre y la de todos mis familiares, hago testamento a Dios, a Nuestro Señor Jesucristo y a todos sus santos. Y con buen ánimo y espontánea voluntad ofrezco a Dios, a la Virgen María de Pamplona y a San Salvador de Leyre, el castillo de Estella con toda la villa [...], dono a Santa María de Nájera y a San Millán [...], dono también a San Jaime de Galicia [...], dono también a San Juan de la Peña [...] y también para después de mi muerte dejó como heredero y sucesor mío al Sepulcro del Señor que está en Jerusalén [...] todo esto lo hago para la salvación del alma de mi padre y de mi madre y la remisión de todos mis pecados y para merecer un lugar en la vida eterna...

La voluntad reflejada en este testamento levantó una enorme oposición entre los nobles aragoneses y navarros, que llegaron al acuerdo de no ejecutarlo. Y así, los aragoneses decidieron que en Aragón sucediera a Alfonso su hermano Ramiro, quien reinaría como Ramiro II el Monje. Y por su parte, en Pamplona eligieron rey a García Ramírez, el Restaurador, hijo del infante don Ramiro y de una hija de El Cid; este Ramiro era a su vez hijo de un infante bastardo del rey navarro García Sánchez III. Se separaban así los reinos de Pamplona y Aragón después de cincuenta años, quedando fijadas las fronteras definitivas entre ambos reinos.
Los restos del rey fueron exhumados por dos veces: en 1920 (durante un congreso de historia) y en 1985, para su estudio.
| Predecesor: Pedro I         | Rey de Aragón 1104-1134        | Sucesor: Ramiro II               |
| Predecesor: Pedro I         | Rey de Pamplona 1104-1134      | Sucesor: García Ramírez          |
| Predecesor: Beatriz de Este | Rey consorte de León 1109-1115 | Sucesor: Berenguela de Barcelona |